# Oppidum d’Ensérune

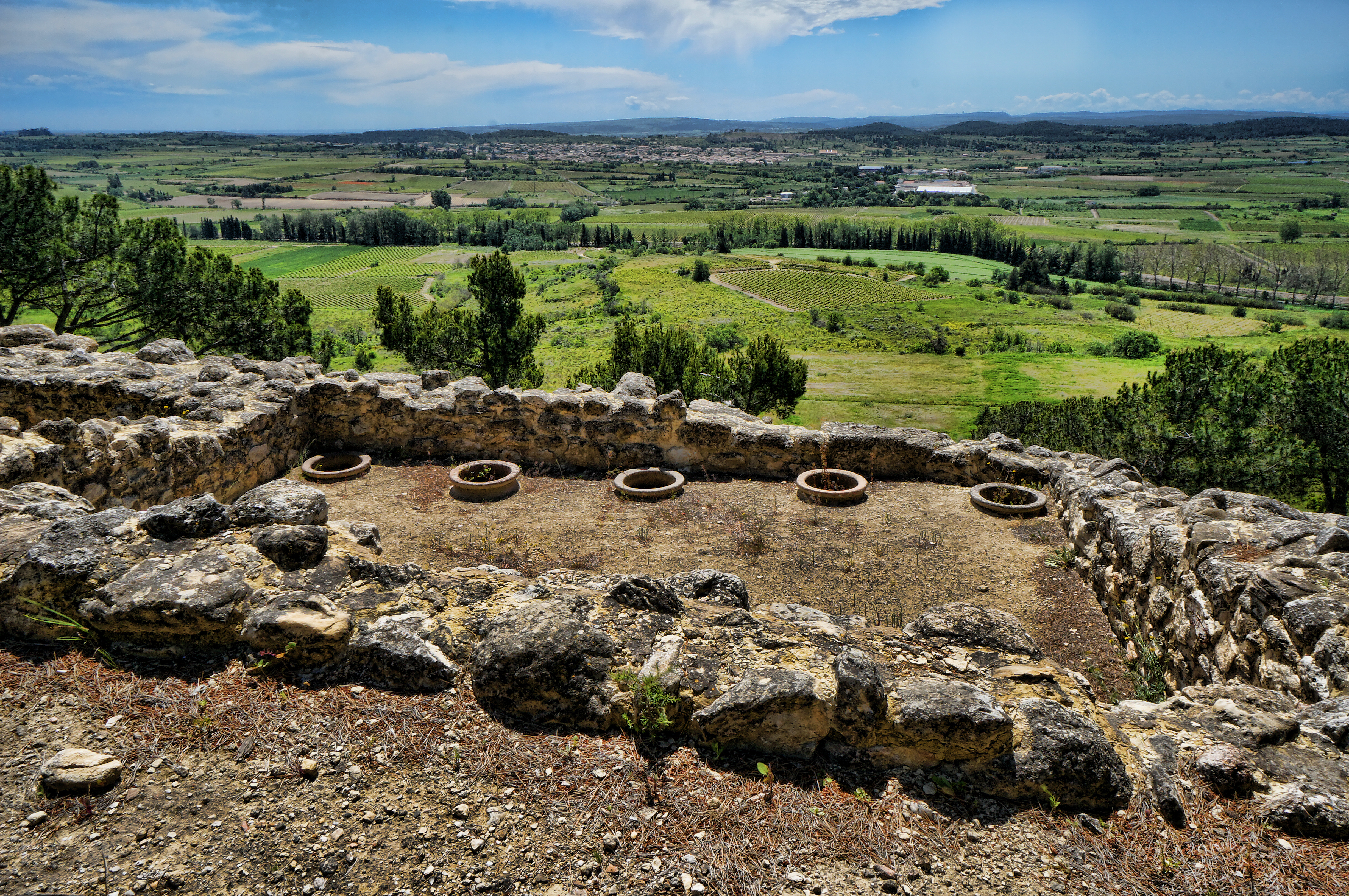
Im Boden eingelassene Vorratsgefäße aus Steingut für Getreide und andere landwirtschaftliche Erzeugnisse

Das auf einer sich von Osten nach Westen erstreckenden schroffen Anhöhe liegende ehemalige Oppidum d'Ensérune ist ein typisches Beispiel für die in der Eisenzeit bei den Galliern (Kelten) Südfrankreichs besonders begehrten Siedlungsstätten.
Die älteste Besiedlung (Ensérune I) bestand aus auf dem Hügel verstreuten Behausungen, die auf die Mitte des 6. Jahrhunderts v. Chr. datiert werden. Gegen Ende des 5. Jahrhunderts v. Chr. wurden diese bescheidenen Wohnstätten von an langen Straßen in Reihen errichteten Häusern ersetzt, die überwiegend aus nur einem rechteckigen Raum bestanden, der mit einem unterirdischen Silo oder Dolium ausgestattet war. Diese erste befestigte Stadt (Ensérune II) lag an höchster Stelle des Hügels, während sich an ihrem tieferen Westende ihre Nekropole mit Brandgräbern erstreckte. Zwei Jahrhunderte später hatte sich die Stadt bis auf die Südflanke ausgedehnt, wo ursprünglich ihr Friedhof lag.
Im 2. Jahrhundert v. Chr. breitete sich die Stadt mit ihrer Befestigung weiter nach Westen hin aus (Ensérune III), bis im 1. Jahrhundert sogar die ehemalige Nekropole auf der Südflanke mit einem neuen Viertel überbaut worden ist, bei dem man die Einflüsse der griechisch-römischen Tradition feststellen kann. Ihre Häuser waren deutlich größer und bestanden damals häufig – nach römischem Vorbild – aus um einen zentralen Innenhof, das Atrium, gruppierten Räumen, die mit Mosaiken und Putzmalereien dekoriert waren.
Ensérune wusste die kulturellen Einflüsse der Region zu nutzen und profitierte als aktiver Handelsplatz vom zunehmenden Handelsaufkommen im ganzen Mittelmeerraum.

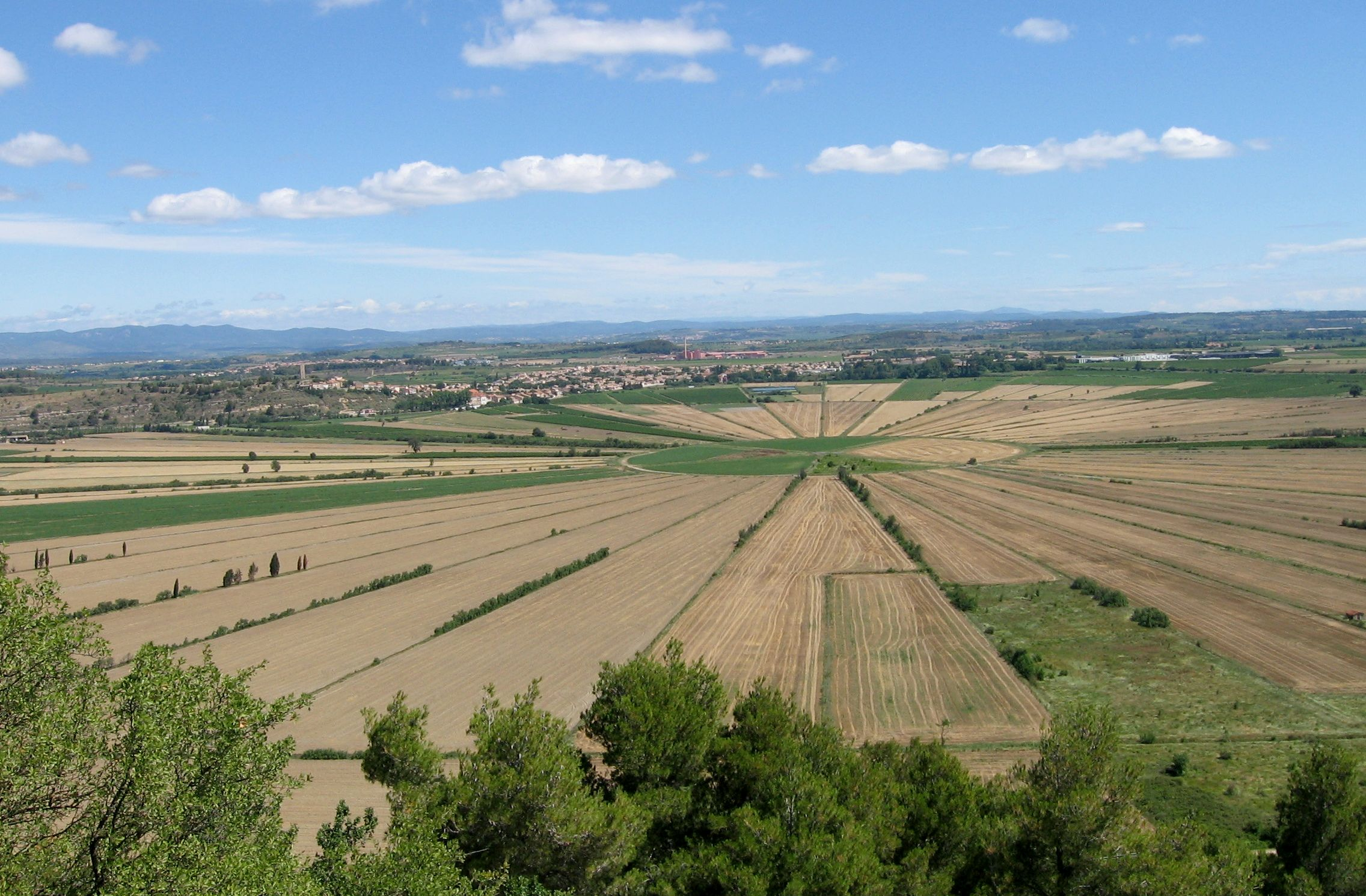
Etang de Montady, gesehen vom Oppidum d'Ensérune.

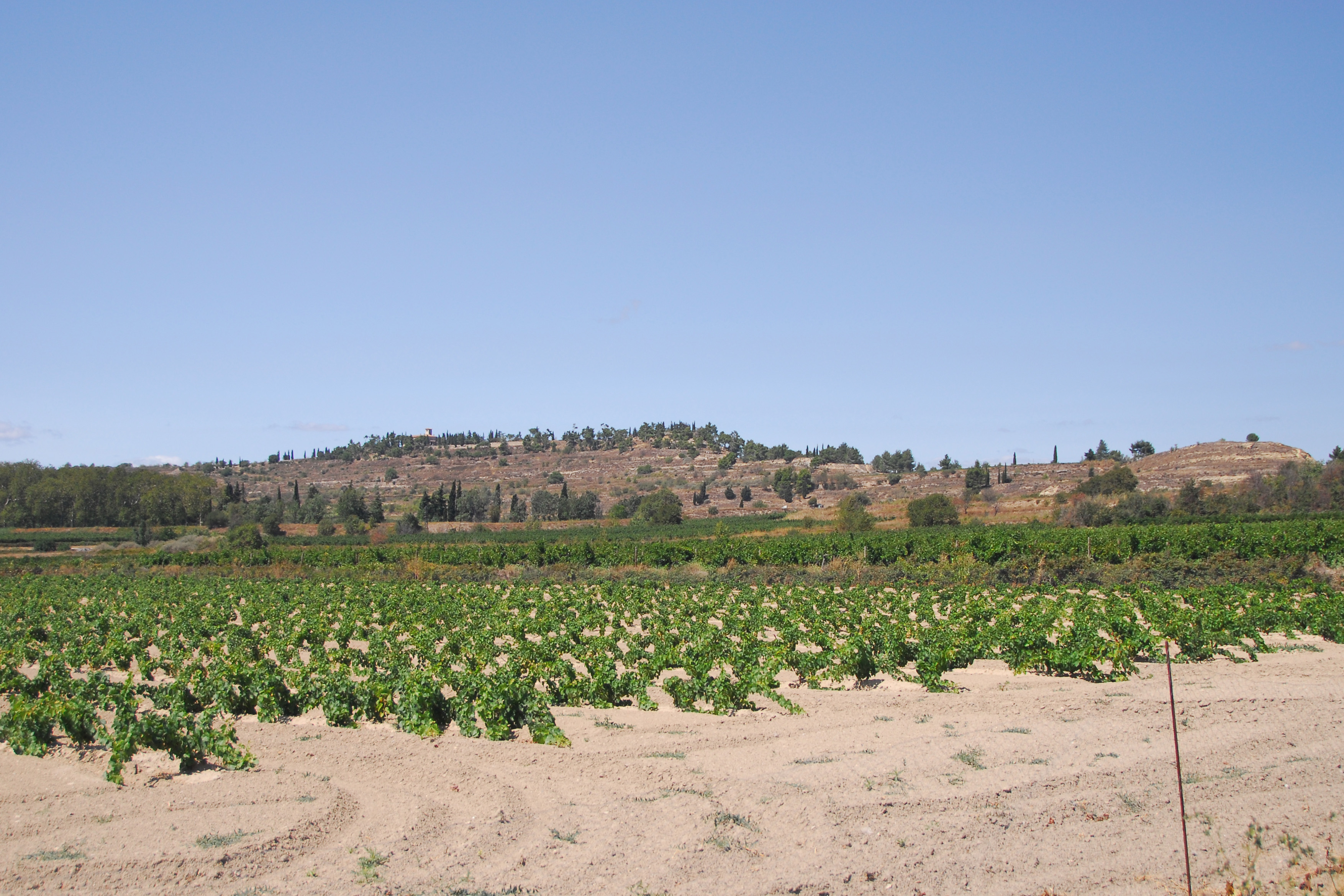
Hügel von Ensérune, von Süden

Erst im ersten Jahrhundert n. Chr. verließen die Menschen allmählich das Oppidum, um sich in den Villen des Tieflandes niederzulassen.
Das zentral gelegene archäologische Museum birgt eine der bedeutendsten Sammlungen attischer Vasen Südfrankreichs und die größte Sammlung eisenzeitlicher Grabbeigaben des Languedoc.

## Eine außergewöhnliche Lage

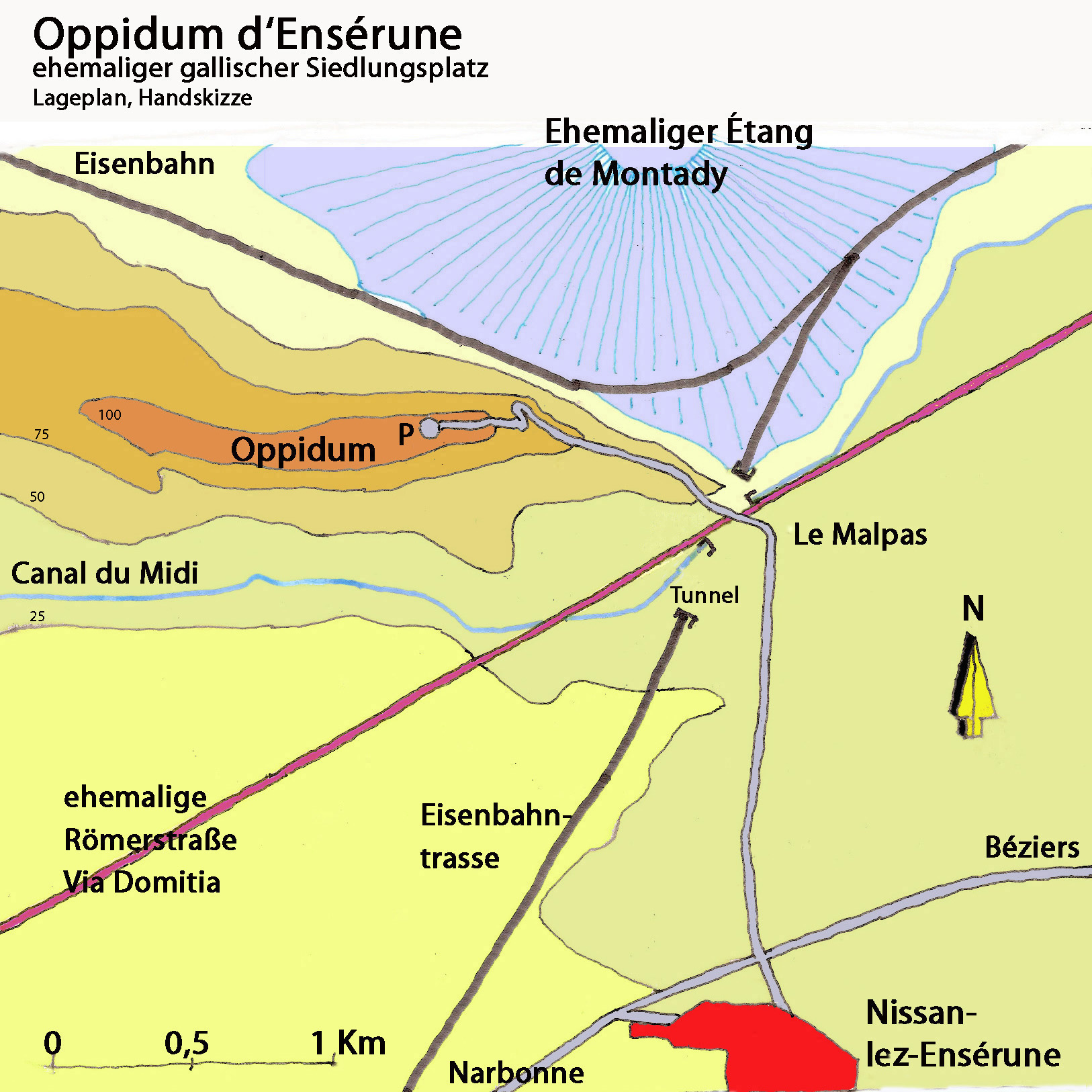
Lageplan, Handskizze

Die Überreste des ehemaligen Oppidum d’Ensérune bekrönen ein gut 650 Meter lang gestrecktes Plateau, in etwa 120 Meter Höhe über der umgebenden flachen Ebene. Es liegt etwa 9 Kilometer südwestlich des Stadtkerns von Béziers, 17 Kilometer nordöstlich von Narbonne, und 3 Kilometer nördlich von Nissan-lez-Enserune. Der Mittelmeerstrand erstreckt sich 15 Kilometer südöstlich der Ortschaft.
Die Straße, die heute von Nissan-Lez-Ensérune auf das Plateau führt, windet sich im Osten an seiner steilsten Flanke empor. Sie liegt vermutlich, zumindest in ihrem letzten Abschnitt, auf der ursprünglichen Trasse des Erschließungsweges zum Oppidum. Davon zeugt die gut 200 Meter vor dem östlichen Eingang zur Siedlung nördlich dieser Straße gelegene alte Siloterrasse, die wahrscheinlich bis zum Verlassen der Siedlungsstätte zur Getreidelagerung in Silos und/oder Dolias genutzt worden ist.
Kaum einen Kilometer weiter abwärts kreuzt die Zufahrt die antike Römerstraße Via Domitia, die von Nordosten nach Südwesten an der Ostflanke des Hügels vorbei und dort ein kurzes Stück über einen kleinen Pass führte.
Im Süden wurden am ursprünglich etwas sanfter abfallenden Hang Terrassen angelegt, die heute teils brach liegen, aber auch mit Weingärten und Olivenhainen kultiviert sind. Im Westen geht der von Zypressen gesäumte Felskamm in das sanft zu den Hügeln von Poilhes abfallende Plateau über.
Von dieser Höhe genießt man eine wunderbare Aussicht im Norden auf den Étang de Montady, der bis zu seiner Trockenlegung im Mittelalter eine flache Lagune des Mittelmeers war und zur Salzgewinnung gedient hat, und im Süden auf den Canal du Midi und die Weingärten.
Diese seit Jahrhunderten von Menschenhand geprägte Landschaft hat sich seit dem 6. Jahrhundert v. Chr. deutlich gewandelt. Die Ebene, die von mit Ablaufrinnen mit dem Meer verbundenen Lagunen übersät und von den Deltas der Küstenflüsse durchzogen war, bot den das Mittelmeer durchkreuzenden Seeleuten den nötigen Schutz. Als Vorposten der Cevennen, am Kreuzungspunkt der großen See- und Landwege bot Ensérune drei wichtige Vorteile: Der Ort war trotz des umliegenden Moorlandes trocken, durch seine erhöhte Lage strategisch geschützt und konnte dadurch vom regen Handelsaufkommen profitieren. Allerdings mangelte es an Trinkwasser, da nur eine Quelle, die Agoutis-Quelle, am Fuß des Nordhangs Wasser führte. Man half sich dabei auch mit zahlreichen Zisternen und anderen Vorratsbehältern, die teilweise heute noch erhalten sind.

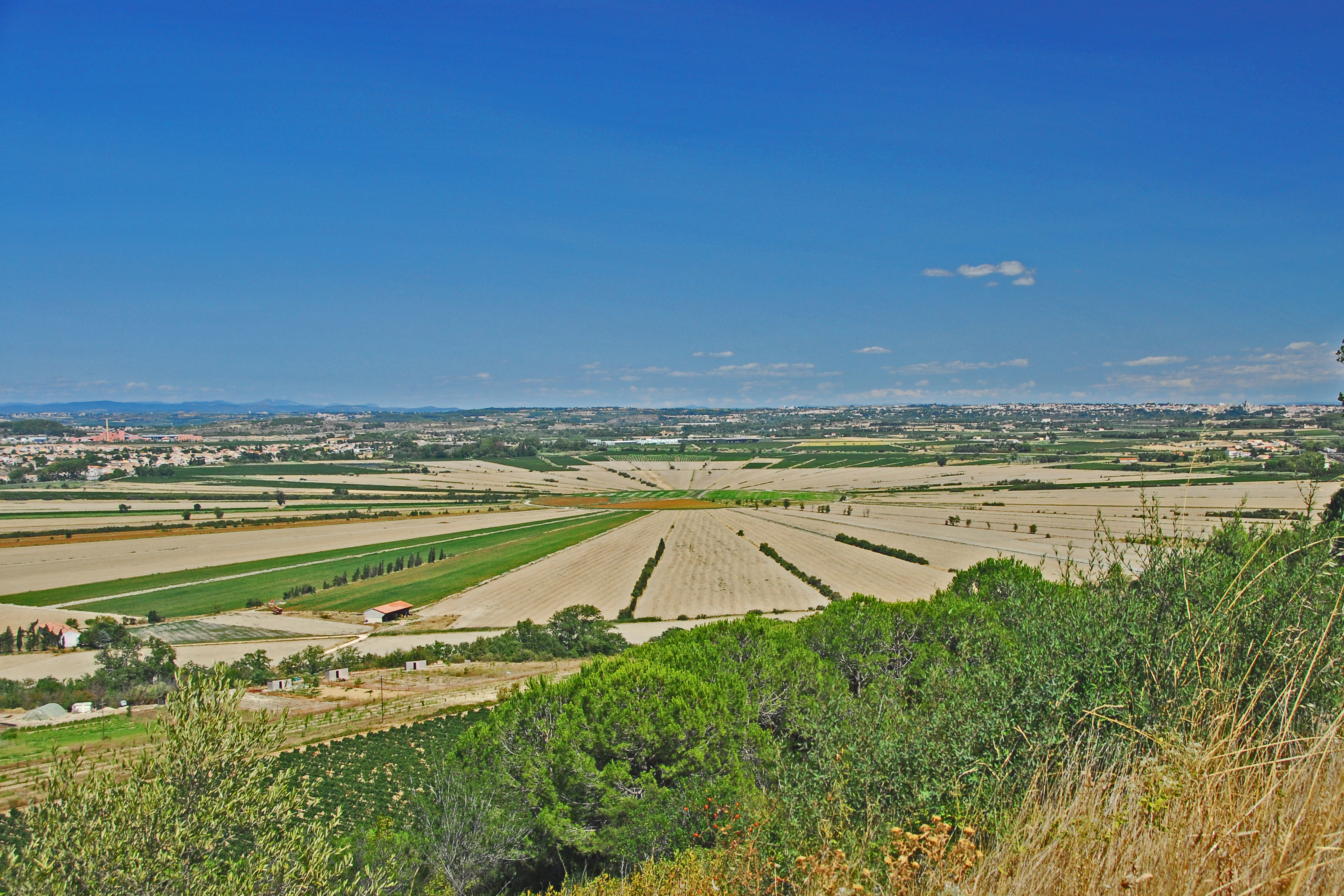
Etang de Montady

Das Gebiet des ehemaligen Teichs, des Etang de Montady, das seit 1974 unter Landschaftsschutz steht, erstreckt sich über eine 430 Hektar große natürliche Senke. Eindrucksvoll ist die perfekte geometrische Gliederung, die an die Speichen und die Nabe eines riesigen Rades erinnert. Zehn radial angeordnete Gräben, von denen die drei größten „Maires“ genannt werden, münden in das „Redondel“, einen kreisringförmigen zentralen Graben, in dem das gesamte Wasser gesammelt wurde und heute noch wird und dann über den Hauptgraben, die „Grande Maire“ in den zirka 400 Meter langen Kanaltunnel von „Le Malpas“ abfloss. Dieses unterirdische Aquädukt war das Herzstück des Entwässerungssystems, unterquert den Hügel von Ensérune bis zu dessen Südflanke. Von dort fließt das Wasser über verschiedene Rinnen, Bäche und Etangs bis in das Meer.
Im 18. Jahrhundert war der Ursprung dieses Bauwerks noch unklar. Es wurde sowohl in die Zeit der Herrschaft Heinrichs IV. datiert, wie auch in die römische Antike. Die Wahrheit brachten schließlich General Andreossy (1804) und vor allem der Abbé Gineis, der „Entdecker“ der Ortschaft Ensérune (1860) ans Tageslicht:
Am 13. Februar 1247 gab Guillaume de Broue, Abt von Saint-Aprodise de Béziers und Erzbischof von Narbonne einem Notar von Béziers und drei Grundherren von Montady die Erlaubnis, den Teich trockenzulegen und das Wasser in den Teich von Capestang, dessen Besitzer er war, abzuleiten. Die Realisierung des Bauwerks nahm über 20 Jahre in Anspruch. Von Beginn an waren die Besitzer und Bauern der Parzellen für die Instandhaltung verantwortlich. Heute wird das 10 Kilometer lange Kanalnetz vom Verband der Grundeigentümer verwaltet.

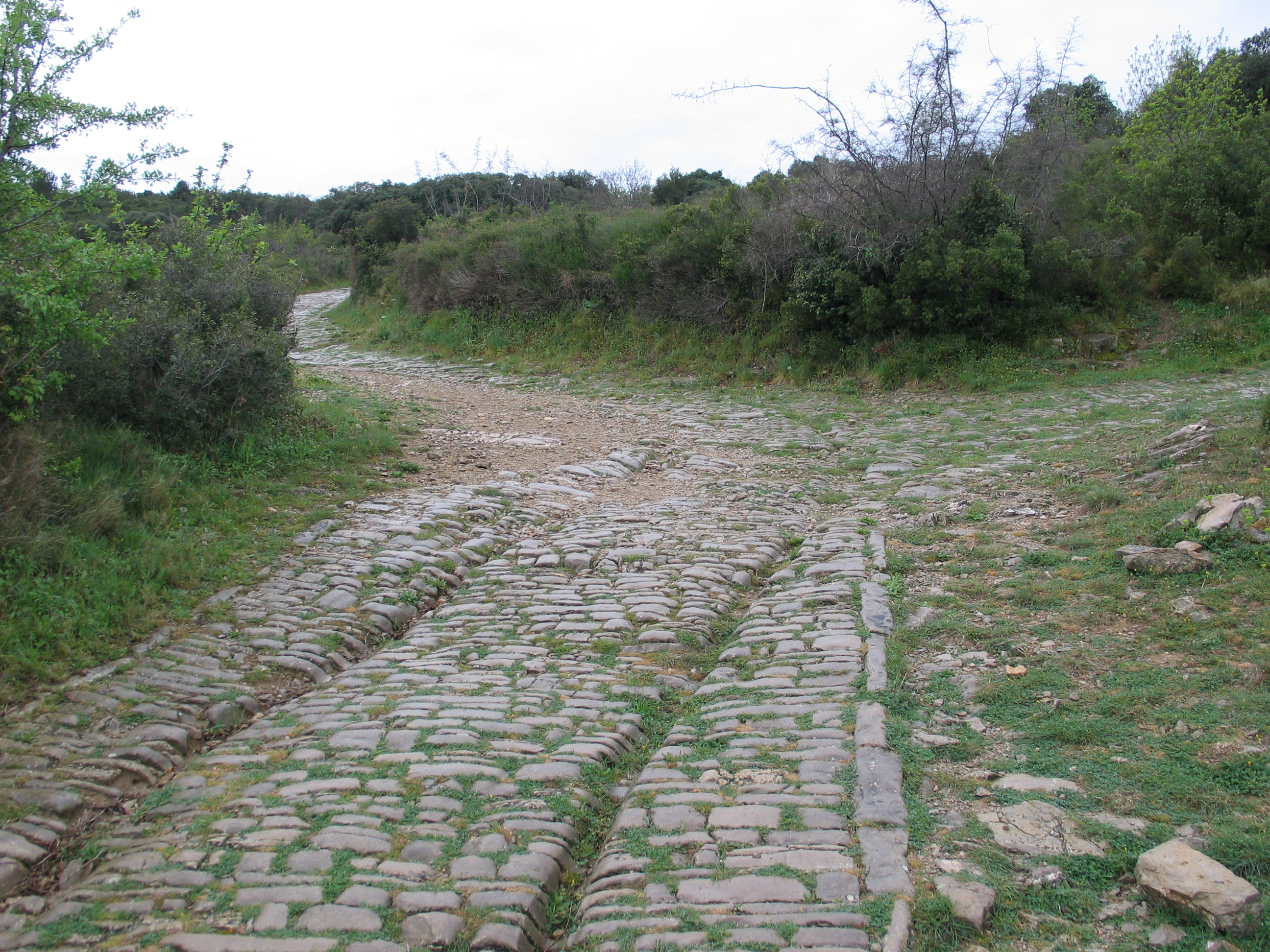
Via Domitia bei Ambrussum

Die Via Domitia, war die erste Römerstraße in Gallien und verband auf kürzestem Landweg das Römische Reich mit der iberischen Halbinsel. Sie wurde zwischen 120 und 115 v. Chr. erbaut, das heißt auf dem wirtschaftlichen Höhepunkt und der größten Ausdehnung, des Oppidums, nämlich Ensérune III. Sie entwickelte sich rasch zu einer bedeutenden Handelsroute, die dann noch 150 bis 200 Jahre dem Handel von und mit Ensérune zur Verfügung stand, ehe es aufgegeben worden ist.

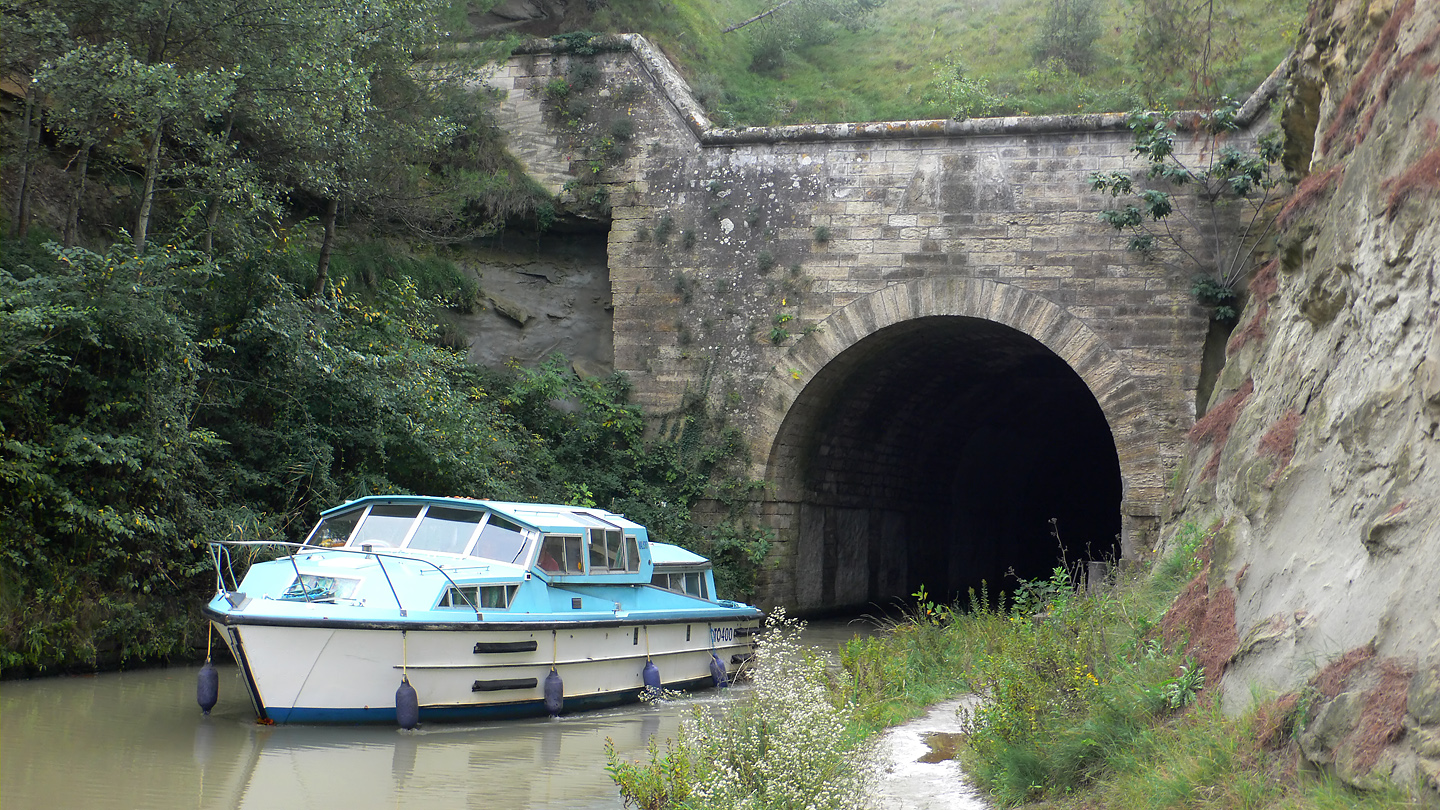
Tunnel von Malpas

Der Canal du Midi verbindet, nach 15-jähriger Bauzeit, seit seiner Eröffnung am 17. Mai 1681 zwei Weltmeere, das Mittelmeer mit dem Atlantischen Ozean. Er ist 254 Kilometer lang und weist 63 Schleusen auf. Der Kanaltunnel von Le Malpas, unter dem unteren Ende der Ostflanke des Hügels von Ensérune, in 173 Meter Länge, ist ein „technisches Wunderwerk“ der damaligen Zeit. Es handelt sich bei ihm um den ersten schiffbaren Kanal in einem Tunnel.
Zwischen dem mittelalterlichen Abflusskanal und dem königlichen Kanal aus dem 17. Jahrhundert wurde im Jahr 1854 ein Eisenbahntunnel durch den Hügel getrieben, der Sète mit Bordeaux verbindet.

## Entdeckungsgeschichte
Die unter Sedimenten und Dickicht verborgenen Ruinen des Oppidum d'Ensérune gerieten nach dem Verlassen der Ortschaft im 1. Jahrhundert n. Chr. gänzlich in Vergessenheit. Der Ort fand erstaunlicherweise in keinem einzigen lateinischen Text Erwähnung. Allerdings ist sein antiker Ortsname nicht bekannt. Die Namen Anseduna und Amseduna tauchen im 9. und 10. Jahrhundert und Ensérune und Anseüne kommen in einem Gedicht des 13. Jahrhunderts vor. Mit der Endsilbe -duna, die in den ältesten Formen präsent ist, bezeichneten die Kelten eine erhöhte Lage. Manche Forscher verweisen auch auf das von an-t abgeleitete Präfix Anse, das häufig für auf steilen Anhöhen thronende Orte im Mittelmeerraum steht. Im 16. Jahrhundert fand der Begriff Puech d'Ensérune Erwähnung, der dann aber bis zur Revolution durch Puéch de Saint-Loup ersetzt werden sollte, benannt nach dem Schutzpatron der im 5. Jahrhundert erbauten kleinen Kapelle, deren Überreste auf dem Weingut Regismont zu finden sind.
Als erster entdeckte Abbé A. Gineis Ensérune, der Pfarrer des Dorfes Montady, am Nordrand des gleichnamigen Entangs. In Montady et ses environs (1860) berichtete er von Mauern, die er als Befestigung deutete, von Silos und verschiedenen anderen baulichen Fragmenten, die er zwischen 1843 und 1860 entdeckt hatte.
Quelle Alix Sallé:

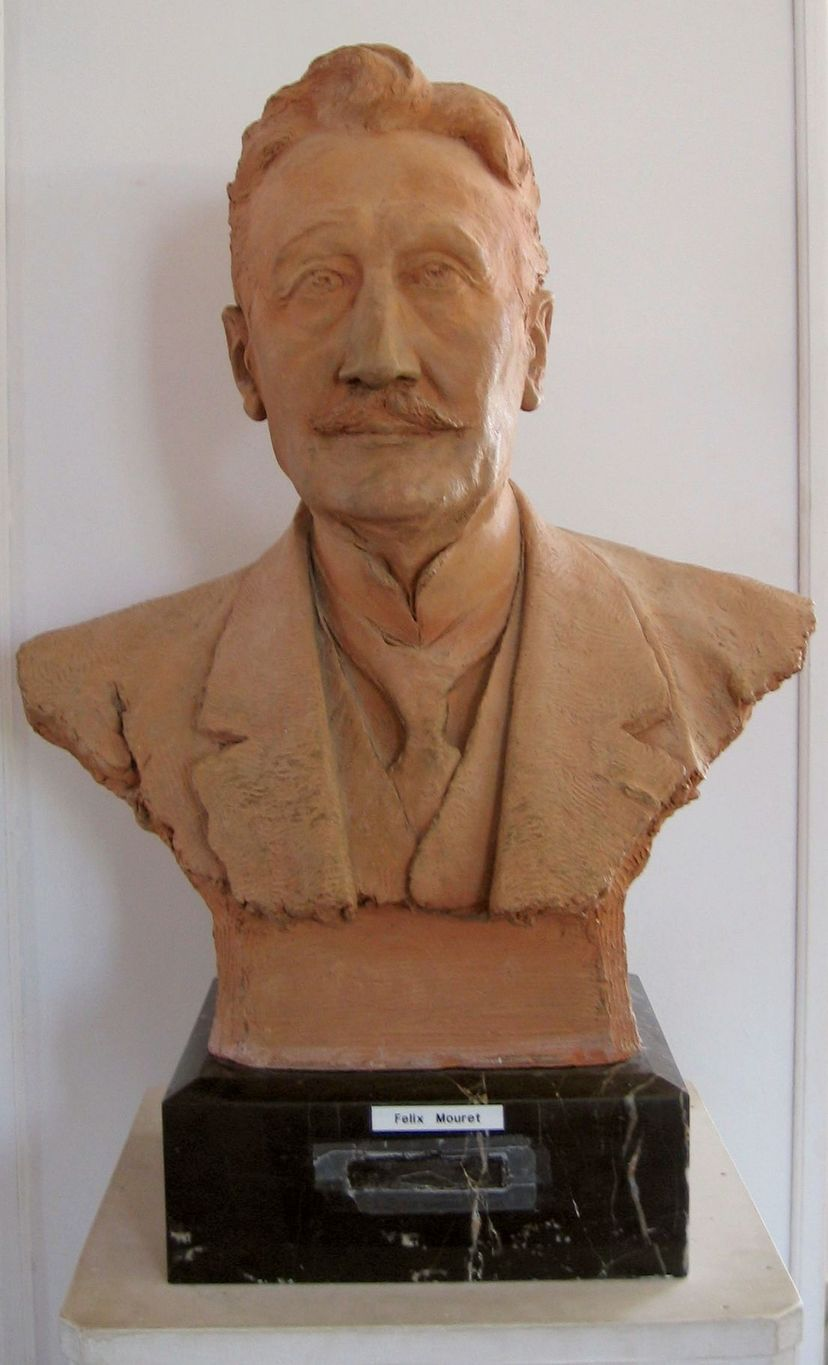
Büste von Felix Mouret, im Museum

Der 1861 geborene Großgrundbesitzer und Jurist Félix Mouret war ein aufgeschlossener und wissbegieriger Mann. 1915 erwarb er ein Stück Land am Westende des Hügels und entdeckte bald darauf die ehemalige Nekropole mit ihren Brandgräbern, wo er gemeinsam mit Arbeitern Ausgrabungen durchführte. Er beschränkte sich dabei jedoch auf die Suche nach gefälligen Fundstücken, anstatt sich für die frühere Nutzung der Stätte zu interessieren. 1916 widmete die Akademie der Inschriften und schönen Künste seinen Funden ein Protokoll. Bis 1922 legte er 300 Gräber frei und veröffentlichte 1928 das Corpus des vases antiques über die von ihm gefundenen antiken Vasen.
Am 11. August 1922 übertrug Félix Mouret seinen Weingarten dem Staat, wobei er darauf bestand, dass das gesamte Grundstück unter Denkmalschutz gestellt wurde. Erst 1928, als der Archäologe Abbé Louis Sigal (1877–1945) mit der Leitung der offiziellen Ausgrabungen beauftragt wurde, kam es zu den ersten wissenschaftlichen Untersuchungen der Stätte. Der Latein- und Griechischlehrer hatte bereits Felix Mouret seit acht Jahren assistiert. 1934 verringerte die Diözese seine Arbeitslast, was es ihm erlaubte, sich verstärkt seinen archäologischen Arbeiten zu widmen.
Louis Sigal machte Ensérune zu einem Ort der Forschung. Der erfahrene Wissenschaftler analysierte die verschiedenen Schichten mit modernsten stratigraphische Methoden, machte präzise Geländeaufnahmen, Längsschnitte, Pläne, Fotos und Notizen. Obgleich die Aufnahmetechniken heute überholt sind, hat man Ensérune dank seiner äußerst interessanten Berichte 1936 zu einer Ausgrabungsstätte von nationaler Bedeutung erklärt. Da Abbé Sigal seine Untersuchungen stets bis ins Unendliche vertiefen wollte, kam es leider zu keiner einzigen Veröffentlichung.
Jules Formigé, ein für Denkmalschutz verantwortlicher Architekt, wurde 1937 mit dem Bau eines Museums am Ausgrabungsort beauftragt. Er beschloss, eine 1914 von einem Juwelier aus Béziers inmitten eines kleinen Parks mit Zedern, Zypressen und Pinien an höchster Stelle des Plateaus erbaute Villa zu renovieren und zu erweitern. Bei den Bauarbeiten entdeckte man auch im Kellergeschoss des Hauses Überreste antiker Bauten.
1945 übernahm Jean Jannoray die Leitung der Abteilung Kulturhistorische Altertümer. Er wurde von Abbé Josef Giry unterstützt, dem Pfarrer von Nissan und Poilhes, der ein hervorragender Kenner der Stätte und seit 1936 an den Ausgrabungen Sigals beteiligt war. Er war von 1941 bis 1985 Kurator des Museums und verstarb 2001. Jean Jannoray, ehemaliger Schüler der Ecole française d'Athènes brachte zwar keine erwähnenswerten Neuerungen in Bezug auf die Ausgrabungsmethoden, aber es gelang ihm, einen umfassenden regionalen Überblick zu schaffen. In seinem 1955 veröffentlichten Buch Ensérune, contribution à l'ètude des civilisations préromaines de la Gaule méridionale, fügte er das Oppidum in sein historisches Umfeld ein.
Nach seinem Tod 1958 folgte ihm Hubert Gallet de Santerre, Professor an der Universität von Montpellier. Er öffnete Ensérune für Lehrgrabungen, bei denen zahlreiche Forscher ihre ersten Grabungserfahrungen sammeln konnten. Seine 1980 veröffentlichte Studie Les Silos de la Terrasse est gilt weiterhin als Standardwerk. Guy Barruol, der 1986 die Leitung der Abteilung Kulturhistorische Altertümer vom Languedoc-Roussillon übernahm, setzte neue Prioritäten. Er wollte vor allem die bedrohten archäologischen Denkmäler der gesamten Region retten, weshalb Ensérune, eine nunmehr gesicherte Stätte, seine Vorrangrolle verlor.
Ab 1980 legte die Konservatorin Martine Schwaller mit einem Expertenteam Gräber der Nekropole frei, die von Félix Mourer und dessen Nachfolger verschont geblieben waren. Auf diese Weise konnten eine zuverlässige Chronologie und neue Hypothesen erstellt werden. Erneute Untersuchungen ermöglichten eine genauere Interpretation der im Museum aufbewahrten Sammlungen. 1998 ergänzte C. Dubosse den Katalog der hier entdeckten attischen Keramiken.
Seit einigen Jahren fanden an verschiedenen Stellen der Ortschaft Restaurierungskampagnen statt. Die vorangegangenen Sondierungen ermöglichten eine präzisere geschichtliche Zuordnung.

## Die Eisenzeit im Languedoc

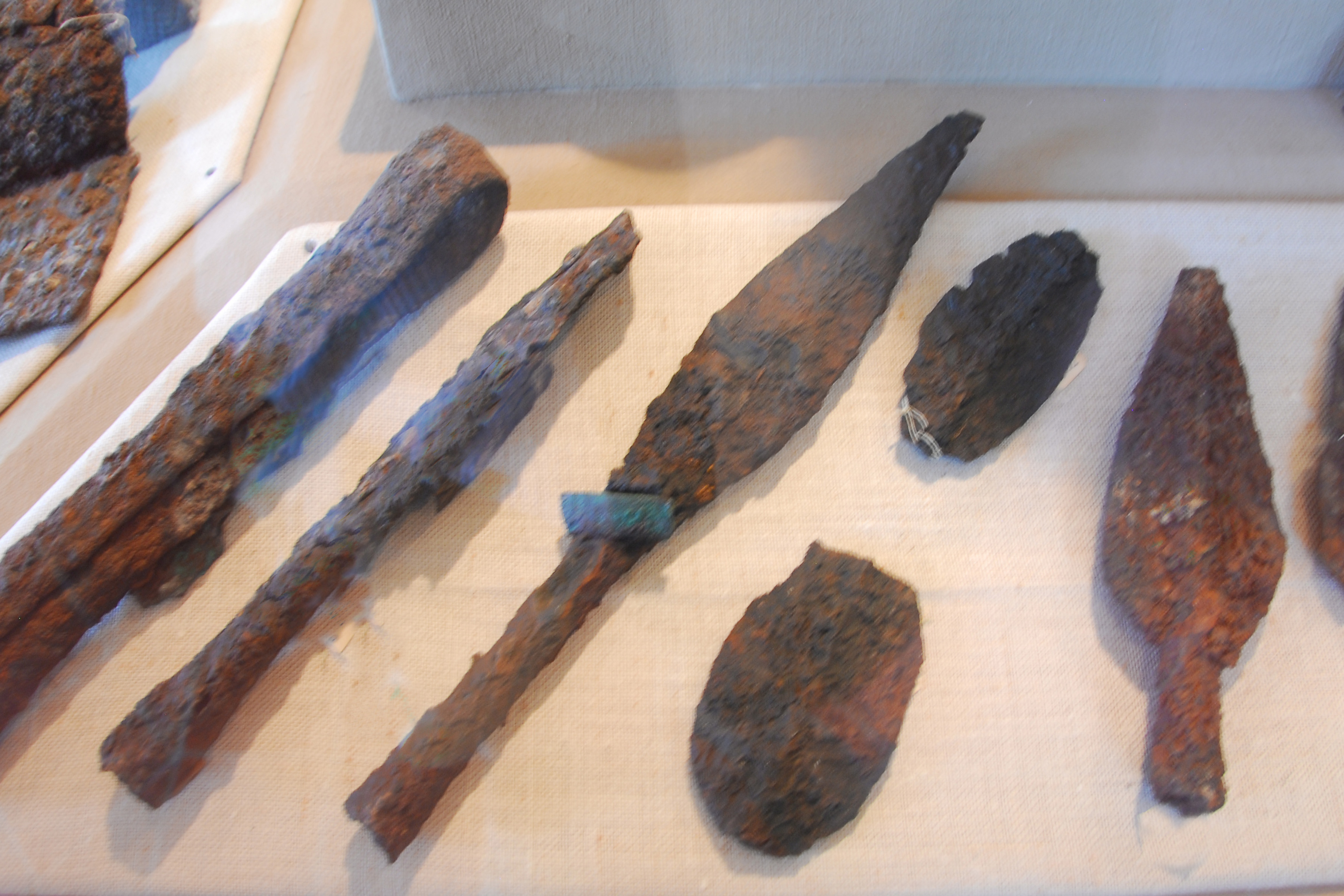
Museum, Waffenklingen aus Eisen

Um 800 v. Chr., zu Beginn der Älteren Eisenzeit, waren in Südfrankreich, besonders im Languedoc, die Voraussetzungen für eine zunehmende Sesshaftigkeit der indigenen Bevölkerungen in kleineren Marktflecken gegeben. Meist waren es Höhensiedlungen, aber es entstanden auch manche Ortschaften im Flachland. In den ältesten Siedlungen wurden die örtlich geläufigen Bautechniken der Jüngeren Bronzezeit weiterhin eingesetzt. Für die Behausungen, die in der Regel aus einem Raum bestanden, verwendete man nach wie vor überwiegend verrottbare Baustoffe, wie Dächer aus Astwerk oder Schilf, Wände aus Flechtwerk, das mit Holz ausgesteift und mit Strohlehm beworfen war. Manchmal wurden steinerne Fundamente eingesetzt. Die Siedlungen trennten weites Weideland, ihre Lage wurde allein durch die Geländebeschaffenheit bestimmt. Höhensiedlungen gewannen nur langsam und in unterschiedlicher Ausprägung an Beliebtheit. Im Hinterland der Ebenen suchten die Hirten der Garrigue noch lange Unterkunft in Abris und Höhlen. In der flachen Küstenlandschaft ist die Gründung von Lagunensiedlungen auf die dortige Wirtschaftsentwicklung zurückzuführen, die dort auf der Fischerei, dem Sammeln von Muscheln und der Salzgewinnung basierte (Beispiel: Lattes, Hérault). Jedenfalls strebten die indigenen Bevölkerungen danach, ihren jeweiligen Einflussbereich zu erweitern, um sich eine ausreichende Versorgung mit Nahrungsmitteln zu gewährleisten. Bei der Kontrolle der Grenzzonen zwischen Hügel- und Flachland trafen sie auf phokaische und etruskische Seeleute, die bereits seit Mitte des 8. Jahrhunderts den westlichen Raum des Mittelmeers erkundeten. Die ältesten griechischen Vasen dieser Region, aus dem späten 7. Jahrhundert, wurden in den Nekropolen von Mailhac (Aude) und Agde (Hérault) gefunden. Aus diesen Gefäßen wurde Wein getrunken: Sie waren Gaben abenteuerlustiger Händler an die ansässige Bevölkerung.
Die ersten Bauwerke aus Stein wurden um 600 v. Chr. oder etwa 20 Jahre vor der ersten Besiedlung Ensérunes (um 575) errichtet, am Ufer des Étang de Berre (Bouches-du-Rhone). Diese neue Bauweise fand in den meisten Oppida der Küstenregion des Languedoc mehr oder minder rasche Verbreitung. Im 6. Jahrhundert kann sie in Agde, Bessan (Hérault), Montlaurès (nahe Narbonne) und Pech-Maho (Sigean) nachgewiesen werden, und im 5. Jahrhundert in Ensérune, Bédziers und Mailhac (Aude). In der jüngeren Eisenzeit, die hier um 450 v. Chr. begann, wurden vor allem rechteckige Häuser mit nur einem Raum bevorzugt. Die Behausungen, aus Naturstein und luftgetrockneten Ziegeln, wurden nunmehr entlang öffentlicher Einrichtungen wie Straßen und Befestigungsmauern errichtet. Im 2. Jahrhundert v. Chr. wurden in größeren und aufwändigeren Häusern, den verschiedenen Räumen spezielle Funktionen zugeschrieben.
Die Ausdehnung der urbanisierten Flächen in dieser Zeit spricht für die Eigenständigkeit und den Einfluss der Oppida, die jeweils weit ausgedehnte Gebiete beherrschten und verwalteten. Allerdings lassen nirgends, außer in Marseille und in deren Kolonien, die Überreste der Siedlungen auf eine funktionelle Unterteilung des urbanen Raums schließen, wie etwa in Verwaltung, Handwerk, Wohngebiet, Religion. Das Oppidum des Languedoc und der Provence unterscheidet sich damit deutlich von der römischen oder griechischen Stadt.
QuelleAlix Sallé:

## Geschichte von Ensérune
Die Besiedelung des Oppidums wurde von Jean Jannorais in drei große Abschnitte unterteilt, und zwar Ensérune I, II und III. Dieser chronologische Rahmen, der vor gut einem halben Jahrhundert festgelegt wurde, wird aber den neuesten Erkenntnissen nicht mehr gerecht.

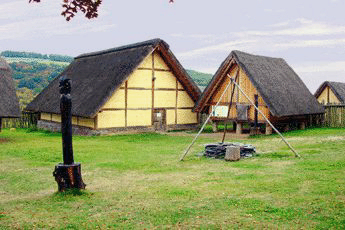
Gallische Bauweise

### Ensérune I
(Zweites Viertel 6. bis 5. Jahrhundert v. Chr.)
Vom Beginn der Jüngeren Eisenzeit (5.–1. Jahrhundert v. Chr.) konnten auf der Anhöhe von Ensérune keine Überreste gefunden werden.
Die erste nachgewiesene Siedlung bestand aus rechteckigen willkürlich angeordneten Behausungen einfacher Bauweise. Der Felsen wurde abgetragen, um darauf einen Boden aus gestampfter Erde anzulegen, auf dem sich in einer Vertiefung die Feuerstelle befand. Die Wände bestanden aus holzverstärktem Geflecht, auf dem Strohlehm aufgetragen wurde. Das Dach bestand aus Astwerk, das mit Lehm abgedichtet war.
Die aus Bauern, Hirten, Jägern und Fischern bestehende Bevölkerung lagerte ihre Lebensmittelvorräte in den Felsuntergrund gehauenen Silos, von denen überwiegend jeweils eins im Haus angelegt wurde. Sie verwendeten grob geformtes Geschirr, wie etwa modellierte Keramiktöpfe. Ihre eher notdürftigen Werkzeuge bestanden vor allem aus Stein und waren in geringem Umfang aus Metall.

### Ensérune II
(Spätes 5. bis spätes 3. Jahrhundert v. Chr.)
Die Bauwerke, die auf die Behausungen von Ensérune I folgten, gehörten zu einer richtig strukturierten Siedlung auf höchster Lage, auf den oberen, durch massive Stützmauern gesicherten Terrassen auf der Südflanke des Hügels. (Viertel G, Station 8 und 10) Die Steinhäuser wurden in durch Straßen begrenzten Vierteln errichtet. Eine schachbrettartige Gliederung, die manche zu erkennen glaubten, konnte nicht bestätigt werden. Ihre Anordnung folgte ausschließlich den topografischen Vorgaben.
Die gewachsene Getreideproduktion führte zu einer besonderen Entwicklung der Lagereinrichtung. Die beiden Silofelder auf der Westterrasse (F, Station 6 und 7) und im südwestlichen Viertel (E, Station 5) lassen darauf schließen, das für das Überleben einer sesshaften Gemeinschaft unentbehrliche Korn und Saatgut kollektiv verwaltet wurde. Die in den Fels gehauenen Silos wurden allmählich durch riesige keramische Dolia ergänzt oder gar ersetzt, was auch in den Wohnstätten erfolgte.

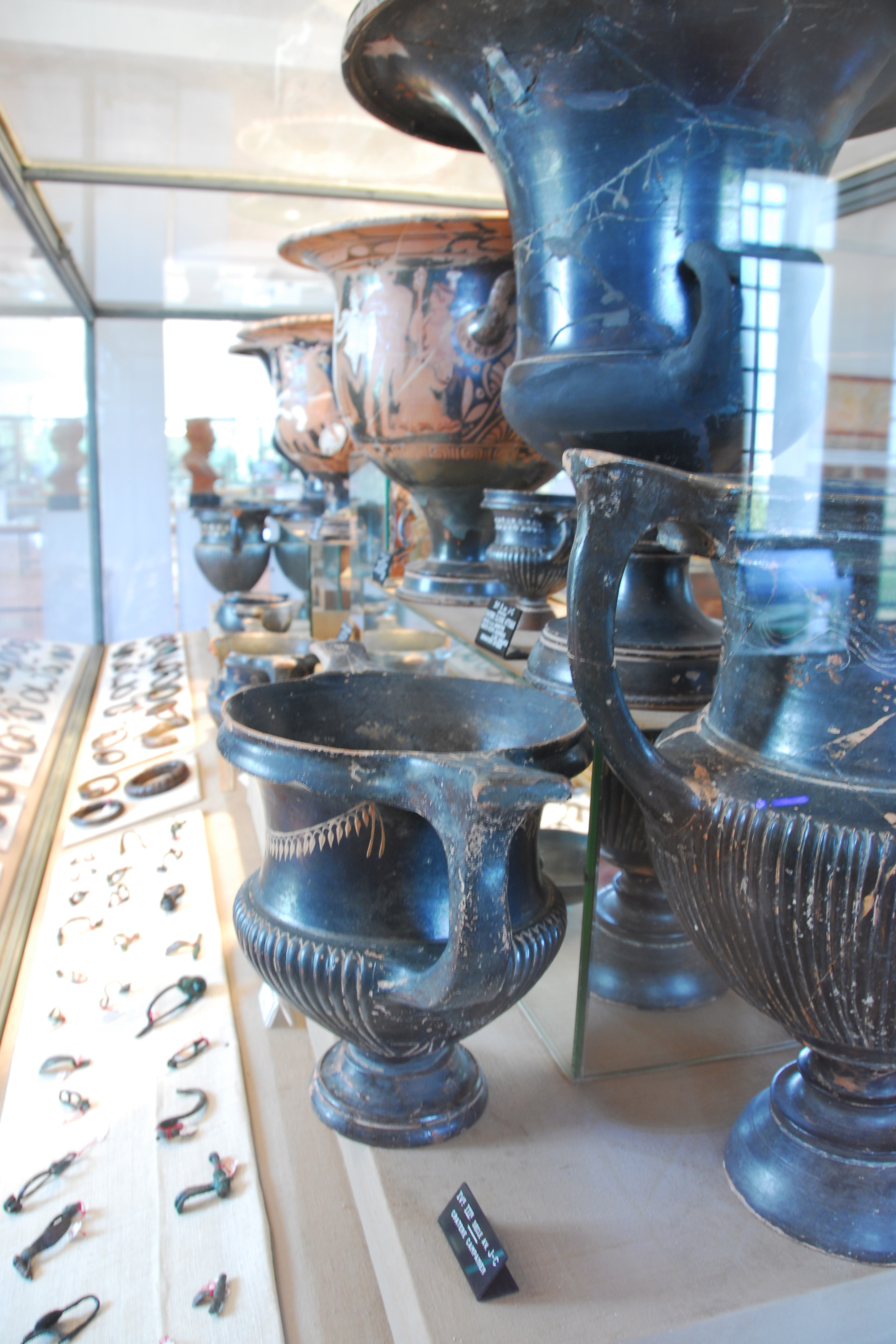
Museum, schwarze attische Keramiken

Ensérune II war kaum von militärischer, jedoch besonders von kommerzieller Bedeutung. Auf dem Markt wurden vor allem Agrar- und Handwerksprodukte gehandelt, so etwa Waffen und gallischer Schmuck aus Metall, graue oder mit geometrischem Ockerdekor bemalte, gedrehte Tonwaren aus Katalonien und aus dem Languedoc, Amphoren aus Marseille und griechische Vasen. Von der im Westen außerhalb der Befestigungsmauern liegenden Nekropole sind über 500 individuelle Brandgräber bekannt. Im letzten Viertel des 5. Jahrhunderts wurden die auf einer Ustrina verbrannten sterblichen Überreste in einer kleinen Grube mit den Scherben der verbrannten Gefäße vergraben. Nicht selten wurde auch eine ebenfalls den Flammen ausgesetzte rotfigurige attische Schale absichtlich während der Bestattungszeremonie zerschlagen. Hin und wieder war das Grab durch eine kleine Stele ohne Inschriften gekennzeichnet. 220 Gräber stammen aus der zweiten Phase, die sich über drei Viertel des 4. Jahrhunderts erstreckte. Die Knochenüberreste wurden in eine aus hellem Ton gefertigte Urne gefüllt, die manchmal mit einem Deckel verschlossen waren. Der Leichenbrand wurde dann auf dem Boden des Grabes verstreut. Jedes sechste Grab enthielt eine kleine Waffenausrüstung, etwa ein Schwert und eine Lanze, und Schmuckgegenstände.
Bei den 270 Gräbern der dritten Phase (327 – 275 v. Chr.) wurden die Stelen durch Steine ersetzt. Es wurde auch keine Schale mehr zerschlagen, sondern eine Aschenurne in die Mitte des Grabes gestellt, die mit Nahrungsbeigaben umgeben waren. Eier, Fisch, Geflügel und vielleicht auch Milch und Honig, stellte man in kleinen Schalen neben auf dem Boden liegenden Schaf- und Schweinefleischstücke. Die Grabausstattung war je nach Alter und gesellschaftlichem Rang mehr oder weniger wertvoll. Besonders prächtig waren die Gräber der Krieger ausgestattet. Ihre Asche wurde in riesigen aus Attika oder Kampanien (Süditalien) und später aus der Bucht von Rosas (Katalonien) eingeführten Kratern aufbewahrt. Die Waffen, die sie mit ins Jenseits nahmen, mit ihren besonderen Verzierungen, waren bezeichnend für die keltische Welt. In anderen bescheideneren Gräbern aus derselben Epoche wurden Ossarien aus gewöhnlicher oder grauer Keramik gefunden. Dieses harmonische Ganze lässt auf eine Zeit des Friedens und des Wohlstandes schließen.

### Ensérune III

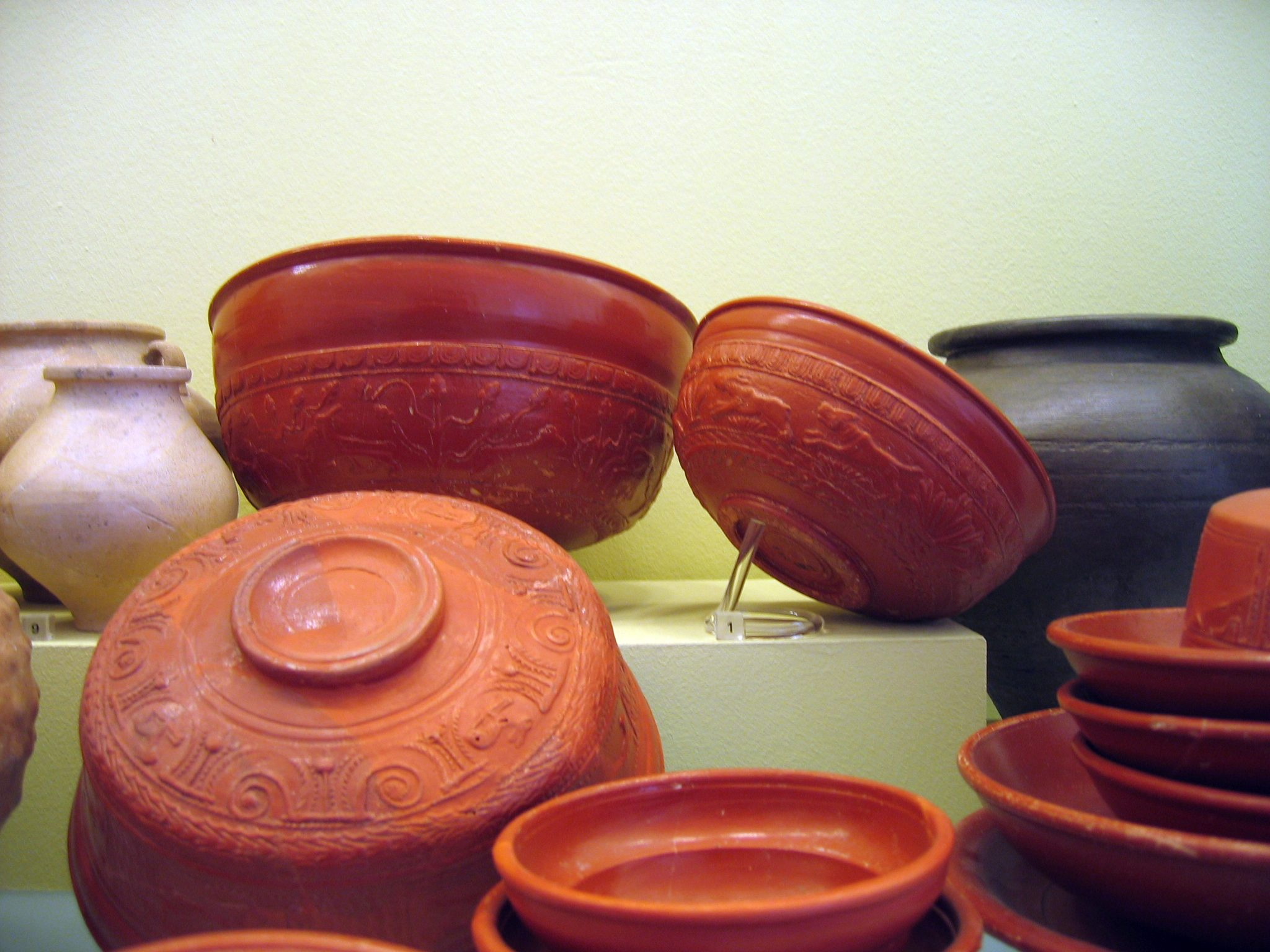
Römische Terra Sigillata

(Spätes 3. Jahrhundert v. Chr. bis spätes 1. Jahrhundert n. Chr.)
Ende des 3. Jahrhunderts v. Chr. war das Oppidum d' Ensérune noch besser strukturiert, obwohl sich die Bauwerke immer noch den topografischen Gegebenheiten, etwa Terrassen, angepasst haben.
Im 2. Jahrhundert v. Chr. dehnte sich die Stadt auf die Südflanke und deren ehemalige Nekropole weiter aus. (Viertel G, Station 8 und 10) Die Gründe dafür sind immer noch unklar, etwa eine Bevölkerungszunahme oder der Wunsch nach größeren Wohnhäusern und andere. Die Straßen wurden gepflastert und kanalisiert. Das Problem der Trinkwasserversorgung wurde durch den Bau großvolumiger lang gestreckter Zisternen, die mit wasserdichtem Putz ausgekleidet und überdacht waren, weitgehend gelöst.
Im 1. Jahrhundert v. Chr. entstand auf dem Gelände der ehemaligen Nekropole auf der Westflanke ein neues Viertel (Viertel F, Station 6 und 7), das unter dem Einfluss römischer und griechischer Traditionen stand. Die Bauten waren mit dorischen und ionischen Säulen mit Kapitellen und Basen, mit Wandmalereien und Bodenmosaiken ausgestattet. In den Häusern italischen Stils waren zahlreiche Räume um ein offenes Atrium mit Säulengang gruppiert. Im Süden des Viertels stand ein großer rechteckiger Bau, der im Innern von fünf Säulen unterteilt war, und als Markthalle gedeutet wird. Der wachsende Wohlstand der Einwohner Ensérunes ist besonders an materieller Verbesserung ihres Alltagslebens zu erkennen. So ist etwa die große Anzahl der ergrabenen Werkzeuge und Gebrauchsgegenstände beeindruckend. Zahlreiche stammen aus Italien, wie die Keramiken aus Terra Sigillata aus Arezzo oder die aus Südgallien. Die verschiedenen Münzserien weisen auf den Beginn der Geldwirtschaft hin. Die indigenen, mit Inschriften in griechischer oder iberischer Schrift versehenen Münzen beweisen den anhaltenden Einfluss lang überlieferter Traditionen und den Widerstand gegen die lateinische Sprache.
Erst im 1. Jahrhundert n. Chr., als die Bewohner das Oppidum verließen, um sich in den Villen des Tieflandes niederzulassen, das mehr dem vom römischen Reich aufgezwungenen Wirtschaftssystem entsprach, wurde der römische Einfluss zunehmend spürbar.

## Rundgang

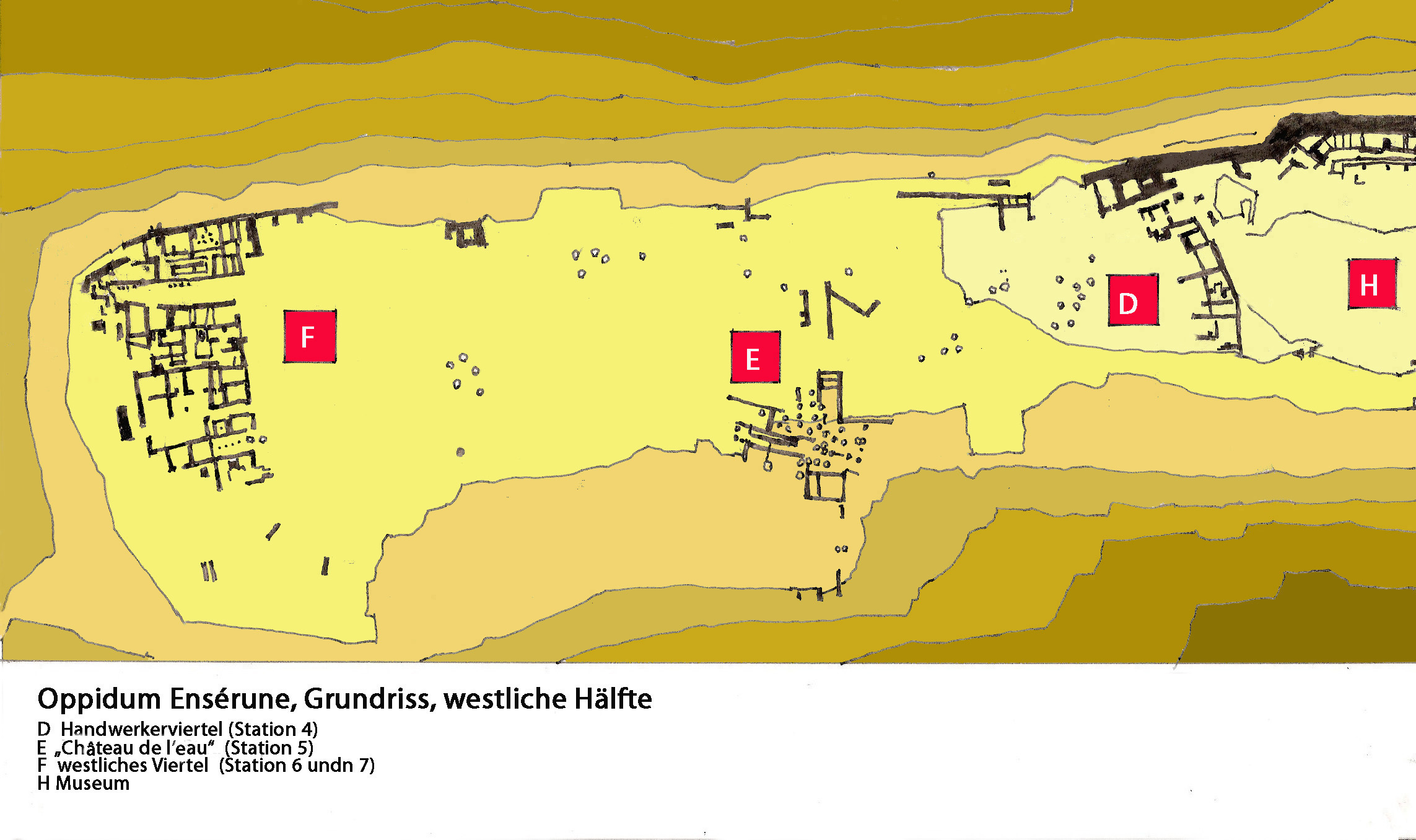

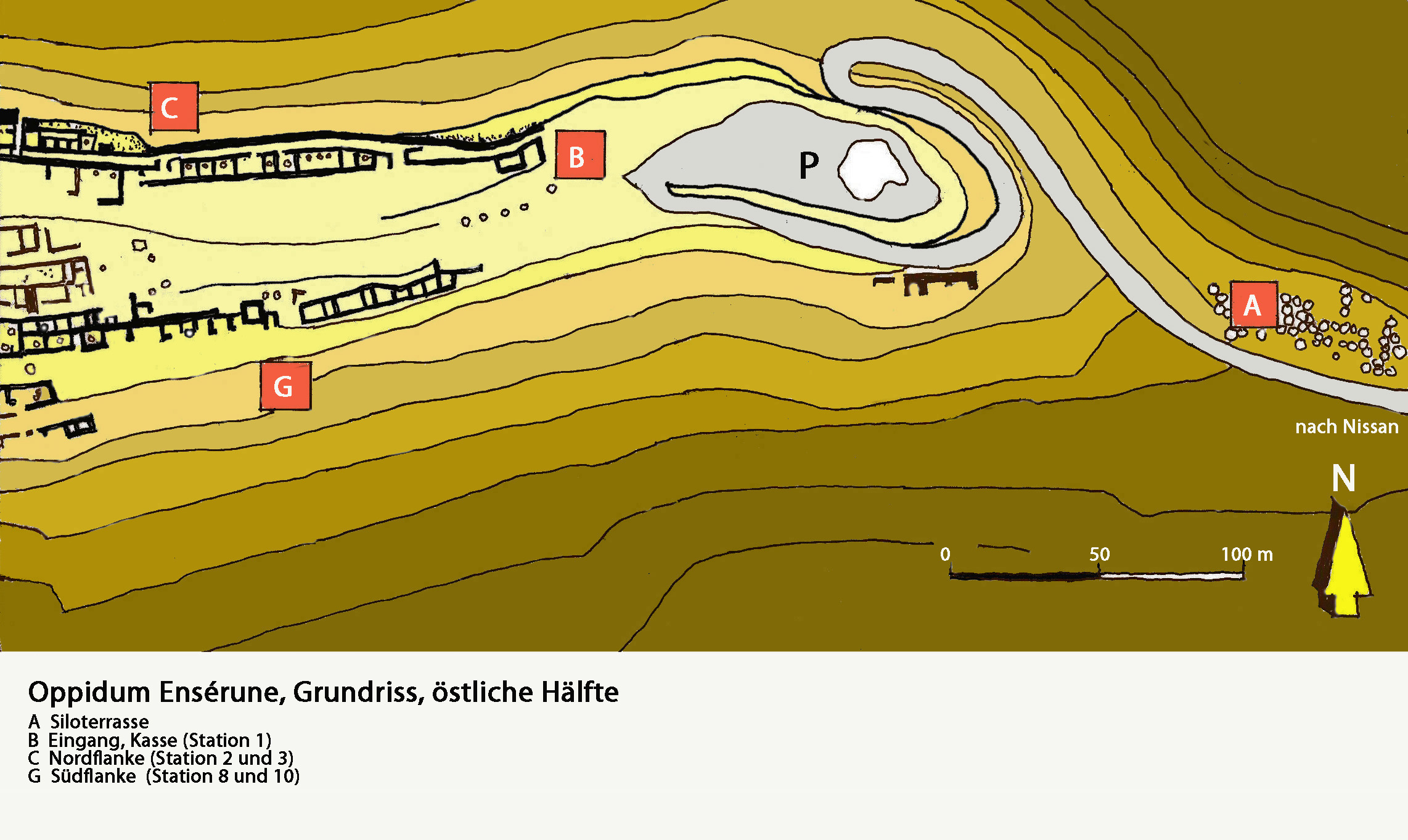

Quelle des Absatzes Alix Sallé:

### Siloterrasse
(A, außerhalb des eigentlichen Rundgangs)
Die Siloterrasse bildet das erste erkennbare archäologische Ensemble rechts der ansteigenden Zufahrtsstraße, kurz vor dem Parkplatz, nahe dem Eingang zum Siedlungsgelände. (B, Station 1)
Diese Terrasse wurde 1966 zufällig beim Bau der Straße und des Parkplatzes entdeckt. Hubert Gallet de Santerre legte mit seinen Studenten bei den durchgeführten Grabungen von 1966 und 1967 in den gelben Tuffstein gestemmte Silos mit Tiefen von 1 – 3 Metern frei. Die meisten haben die Form einer Flasche mit verengtem Hals, der heute meist mit Beton verstärkt ist, mit kreisrundem Bauch mit flachem oder ausgerundetem Boden. Einige zu eng nebeneinander angeordnete Silos waren bereits eingestürzt, andere wurden in unterschiedlichen Höhen am oberen Ende abgeschnitten, als hier die Terrasse planiert und in Ackerland umgewandelt und später die Straße gebaut werden sollte. Dabei wurde ein Silo im Längsschnitt in einer Böschung sichtbar. Dadurch gingen wichtige archäologische Informationen verloren, die es zum Beispiel ermöglicht hätten festzustellen, ob die Behälter nacheinander oder gleichzeitig entstanden sind, vielleicht nach einem bestimmten Plan oder aber in längeren zeitlichen Abständen in willkürlicher Anordnung hergestellt worden sind.
Manche dienten in relativ ferner Vergangenheit als trockene Lagerstätte für die unterschiedlichsten Stoffe. Die auf den Innenseiten der Silos allseitig sichtbaren Feuerspuren auf Beschichtungen mit gebranntem Ton lassen darauf schließen, dass die Silos besondere Behandlungen erfuhren, die eine Fermentation (Gährung) des gelagerten Korns, als Lebensmittel oder Saatgut, verhindern sollten. An anderen Stellen kann man aufgrund diverser Einrichtungen, wie etwa Klärbecken, Rinnen und andere Abflussvorrichtungen, davon ausgehen, dass die Silos auch als Zisternen genutzt worden sind. Diese Hypothese ist jedoch umstritten. Hin und wieder werden in Silos Grabüberreste gefunden, so etwa grob behauene Stelen, oder verstreute Gebeine, die keine Krematationsspuren aufweisen. Zwei Silos, die jeweils ein vollständiges Skelett enthielten, wurden als Grabstätten benutzt. Die darin befindlichen Keramiken erlaubten eine Datierung zwischen dem 3. Jahrhundert v. Chr. und dem 1. Jahrhundert n. Chr. Wenige Fragmente sind Überreste früherer Zeiten.
Wenn auch die Einführung kollektiver Lagerung von Getreide bislang nicht genau datiert werden konnte (4. Jahrhundert ?), kann man davon ausgehen, dass sie lange durchgeführt wurde, und erst mit dem Verlassen des Oppidums d' Ensérune zu Ende ging.
 Silo und Dolium in Ensérune

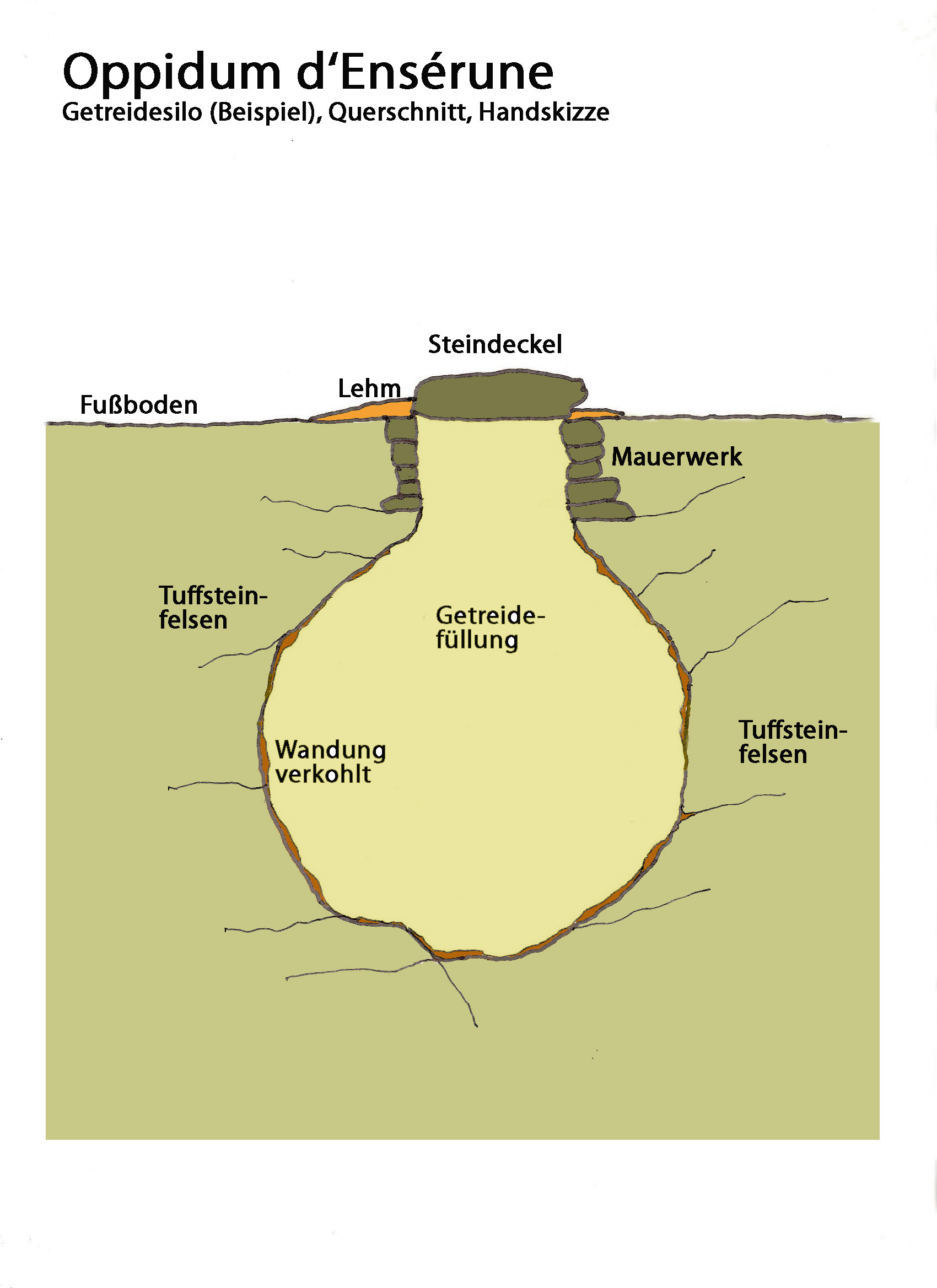
Getreidesilo, Querschnitt

Das Silo ist ein 1 bis 3 Meter tiefes kreisrundes Loch im Boden, das im Querschnitt die Form einer dickbauchigen Flasche, einer Glocke oder eines Zylinders hat, alle mit einem eingeengten Hals, der einen Einstieg zu Wartungszwecken erlaubt. Die Silos werden in ausreichend stabilen Untergründen eingestemmt, wie hier in verhältnismäßig leicht zu bearbeitendem Fels aus Tuffstein (Vulkanasche). Die Wandungen wurden eigens präpariert, um eine Fermentierung der gelagerten Stoffe zu verhindern. Sie wurden etwa mit Ton ausgespachtelt, der dann einem Feuer im Silo ausgesetzt wurde oder auch nur mit Feuer karbonisiert. Der aus Stein gemauerte Hals des Silos ragt ein kurzes Stück aus dem Fußboden heraus und wurde mit einer Stein- oder Tonplatte und Lehm hermetisch abgeschlossen. In diesen Silos konnte Getreide vom Herbst bis ins Frühjahr gelagert werden, ohne zu fermentieren. In Ensérune wurde eine ungewöhnlich große Anzahl von solchen Silos angelegt, deren Existenz ab dem 6. und 5. Jahrhundert belegt ist, die bis in das 1. Jahrhundert n. Chr. genutzt worden sind, entweder individuell in einem Haus oder kollektiv an einem speziellen Ort in größerer Anzahl zusammengelegt, wie in der östlichen Siloterrasse oder südwestlichen „Château de l'eau“.

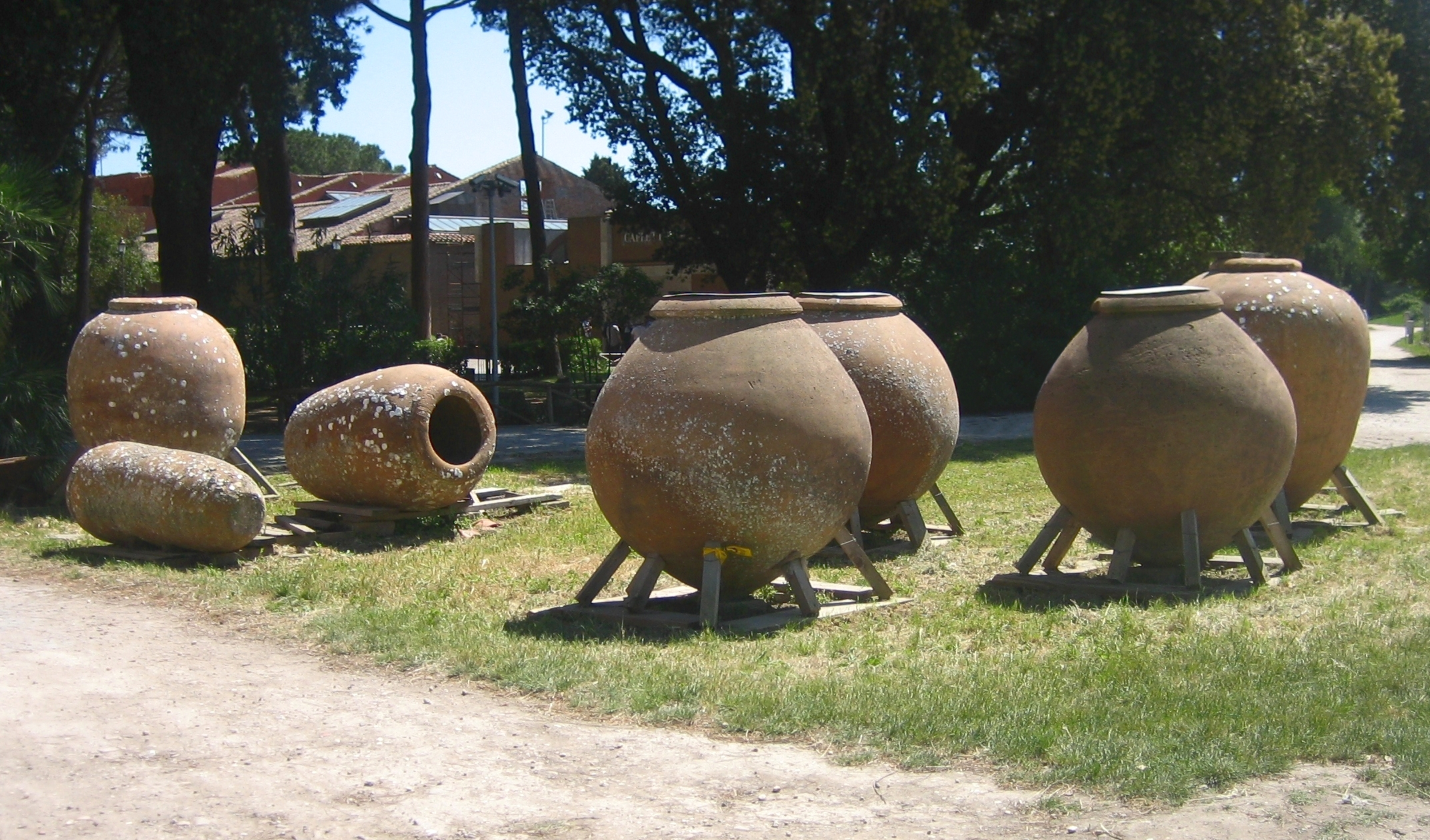
Dolia in Ostia Antica

Das Dolium (plural: Dolia) ist ein dickbauchiges Keramikgefäß aus Terrakotta, dessen dicke Wandung mehr oder weniger fettabweisend ist. Verbreitung fand es auch im Oppidum d'Ensérune ab dem späten 3. Jahrhundert v. Chr., wo es in den neuen Ortsteilen das Silo verdrängte, weil das in den Boden eingegrabene oder eingestemmte Gefäß eine bessere Konservierung der Nahrungsmittel gewährleistete. Die überwiegend für die Getreidelagerung benutzten Behälter dienten auch zur Aufbewahrung von Öl und Wein.

### Nordflanke
(Viertel C, Station 2 und 3)
Die etwa 15 Meter breite von Menschenhand angelegte und von einer Mauer gestützte Terrasse wurde erst im Jahr 2006 restauriert. Die Archäologen, die ihre Grundmauern von 1964 bis 1967 freigelegt haben, deuteten sie als nördliche Wehrmauer von Ensérune II. Eine Poterne (Ausfallpforte einer Wehrmauer) ist in dieser Mauer gut erhalten. Die 1,6 Meter breite Öffnung überquert einen Abwasserabfluss, der aus der Straße kommt. Eine im Westen angeordnete Treppe führte zu der weiter unten entspringenden Quelle. Über 250 Meter Länge erstreckte sich entlang der Straße ein Wohnviertel. Die rechteckigen Reihenhäuser bestehen jeweils nur aus einem Raum, deren Eingangsschwellen erhalten sind. Ihre Wände sind häufig verzahnt gemauert und mit großen Steinquadern verstärkt. Nahezu alle Häuser sind mit je einem Silo oder Dolium ausgestattet, einzelne längere Häuser auch mit zwei oder drei Vorratsbehältern. Manche wurden über einem bereits vorhandenen Silo oder Dolium errichtet. In einem Wohnhaus existiert noch vor der Rückwand eine neu zusammengesetzte Säule, auf einer quadratischen Basis, mit einem runden nach oben konisch zulaufenden Schaft und einem konsolenartigen Kapitell, die offensichtlich den First des Dachstuhls unterstützte. In einem anderen Haus gibt es eine Zisterne mit zwei Pfeilern der einstigen Überdachung. Bei der westlichen Gabelung säumten die Straße beidseitig weitere Häuser. Die Überreste anderer Bauten überzogen den Hang bis zum Gipfel der Anhöhe, fielen aber der Erosion zum Opfer, da sie offensichtlich nicht mit Sedimenten abgedeckt waren, wie bei den erhaltenen Grundmauern. An ihrer Stelle ist heute ein parkartiger Garten.
Hier fällt besonders die Kontinuität der Besiedlung des Hügels auf. Die Behausungen stammten größtenteils aus Ensérune III, wurden aber teilweise auf älteren Fundamenten von Ensérune II gegründet. Durch diese wiederholten Aufstockungen ab dem späten 5. Jahrhundert sind hier die Terrassen entstanden. In diesem Viertel wurden auch die ältesten Spuren der Besiedlung des Hügels entdeckt, wie zum Beispiel die wunderbare stratigraphische Abfolge der Straße, die bis in das 6. Jahrhundert zurückreicht.

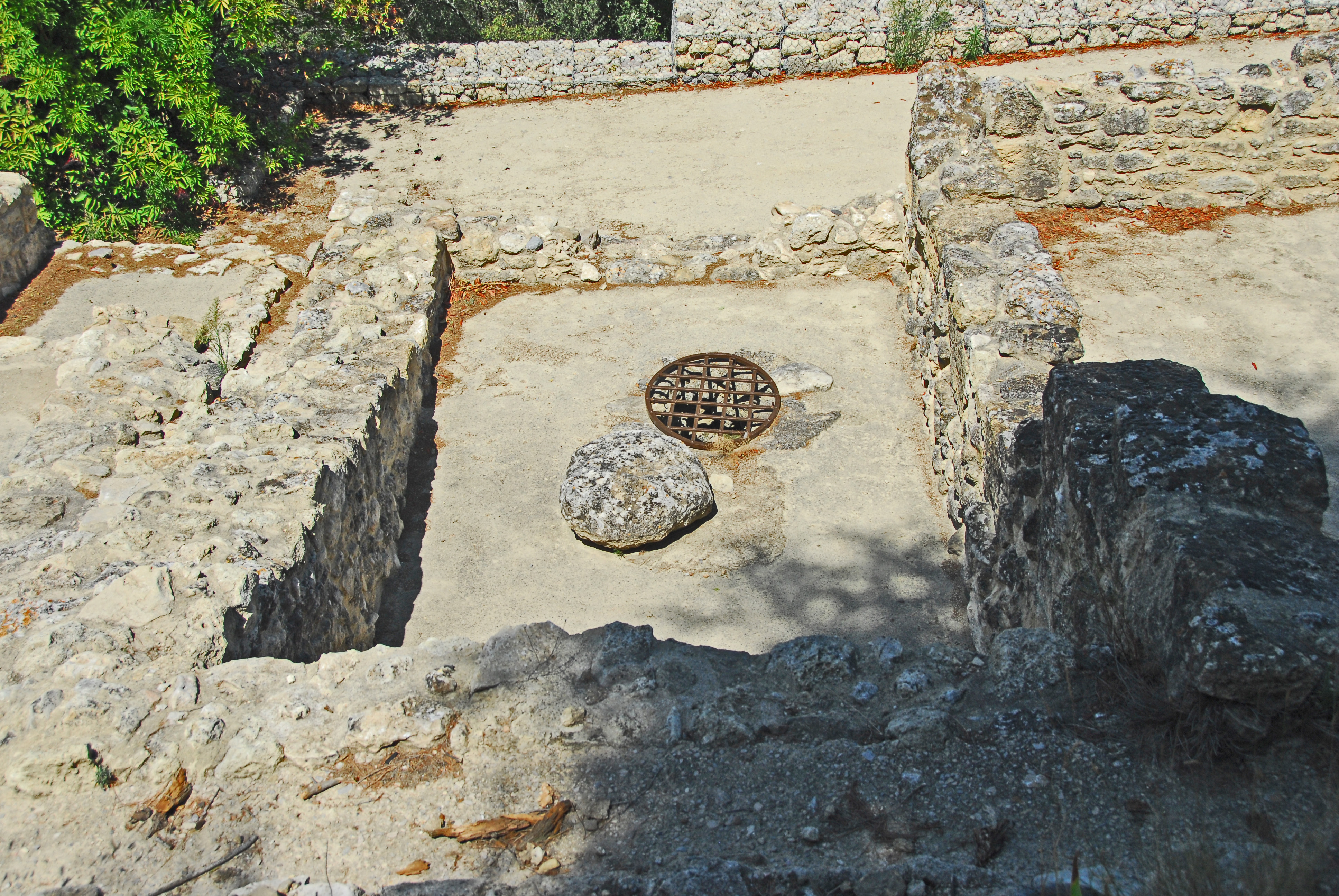
Nordflanke, einräumiges Haus mit Silo
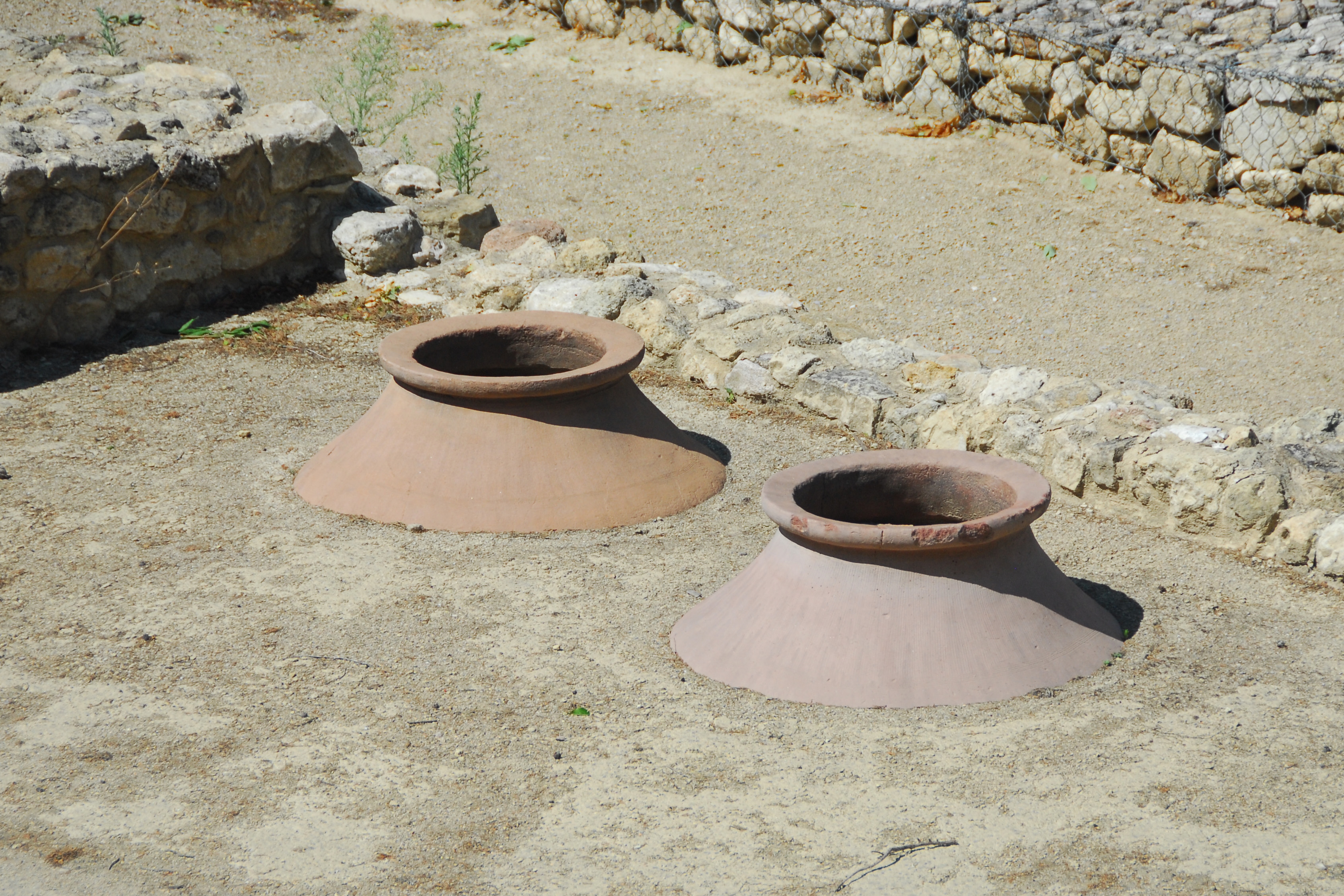
Nordflanke, Haus mit 2 Dolia
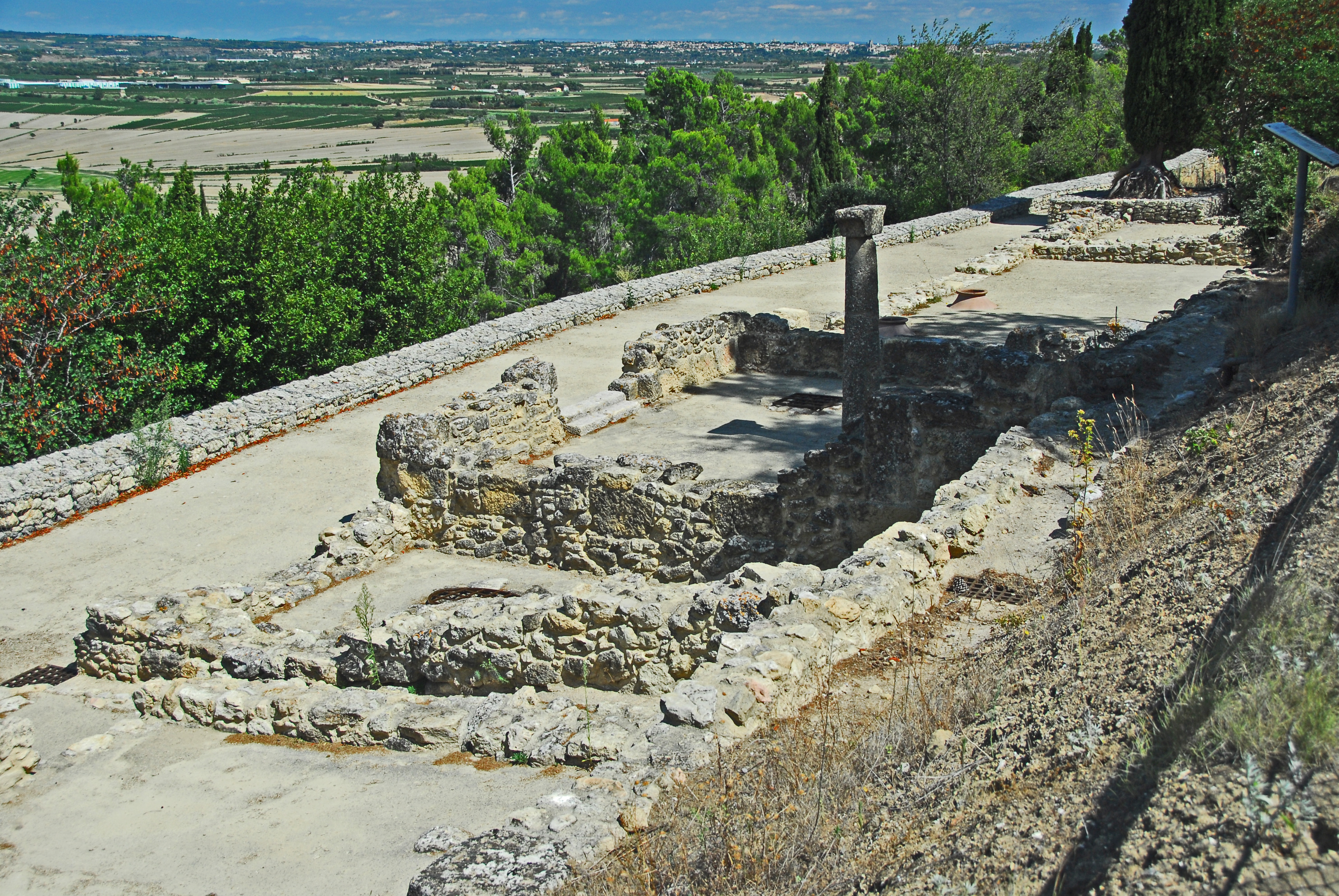
Nordflanke, Siedlung mit Straße, nach NO
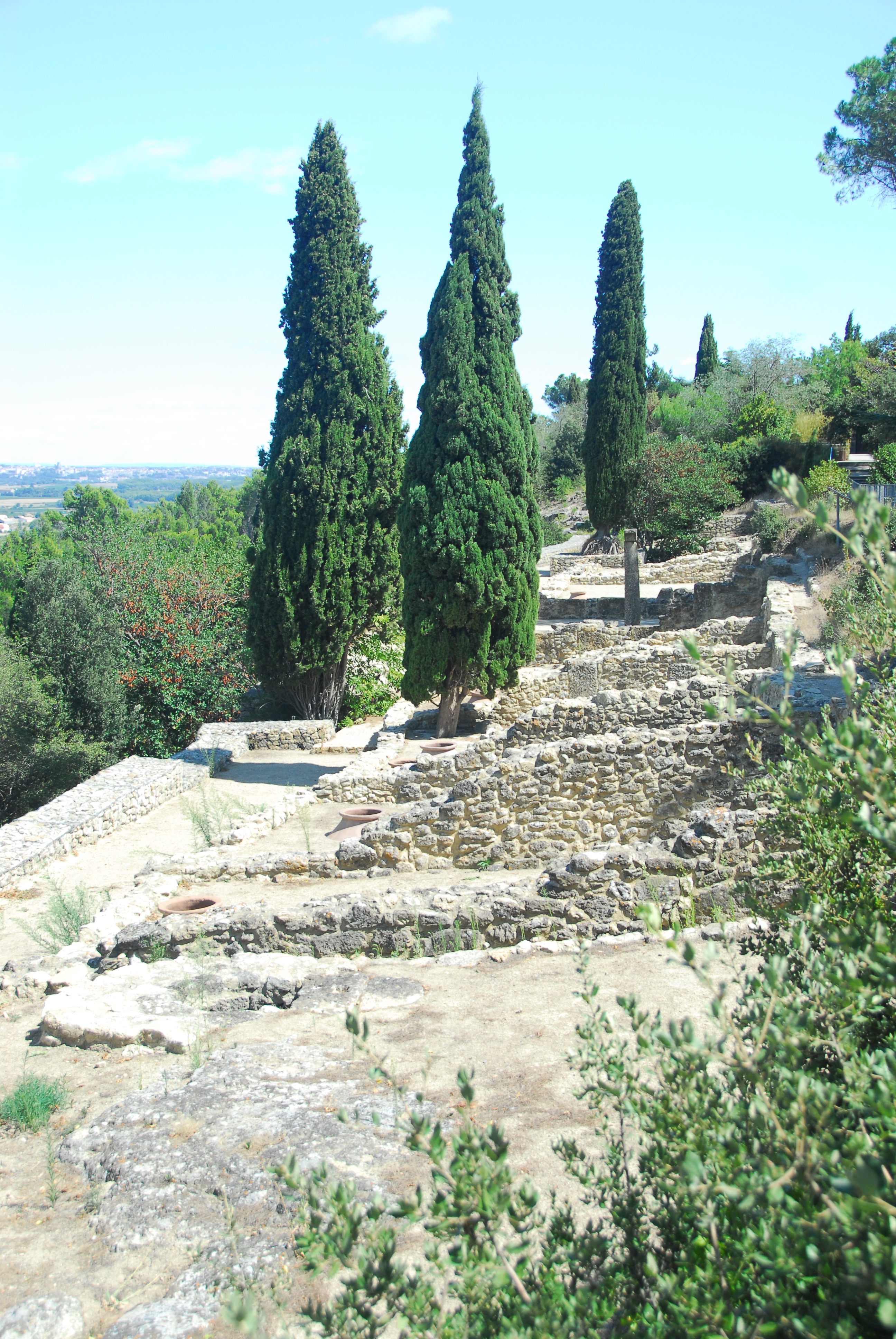
Nordflanke, Siedlung mit Straße, nach O
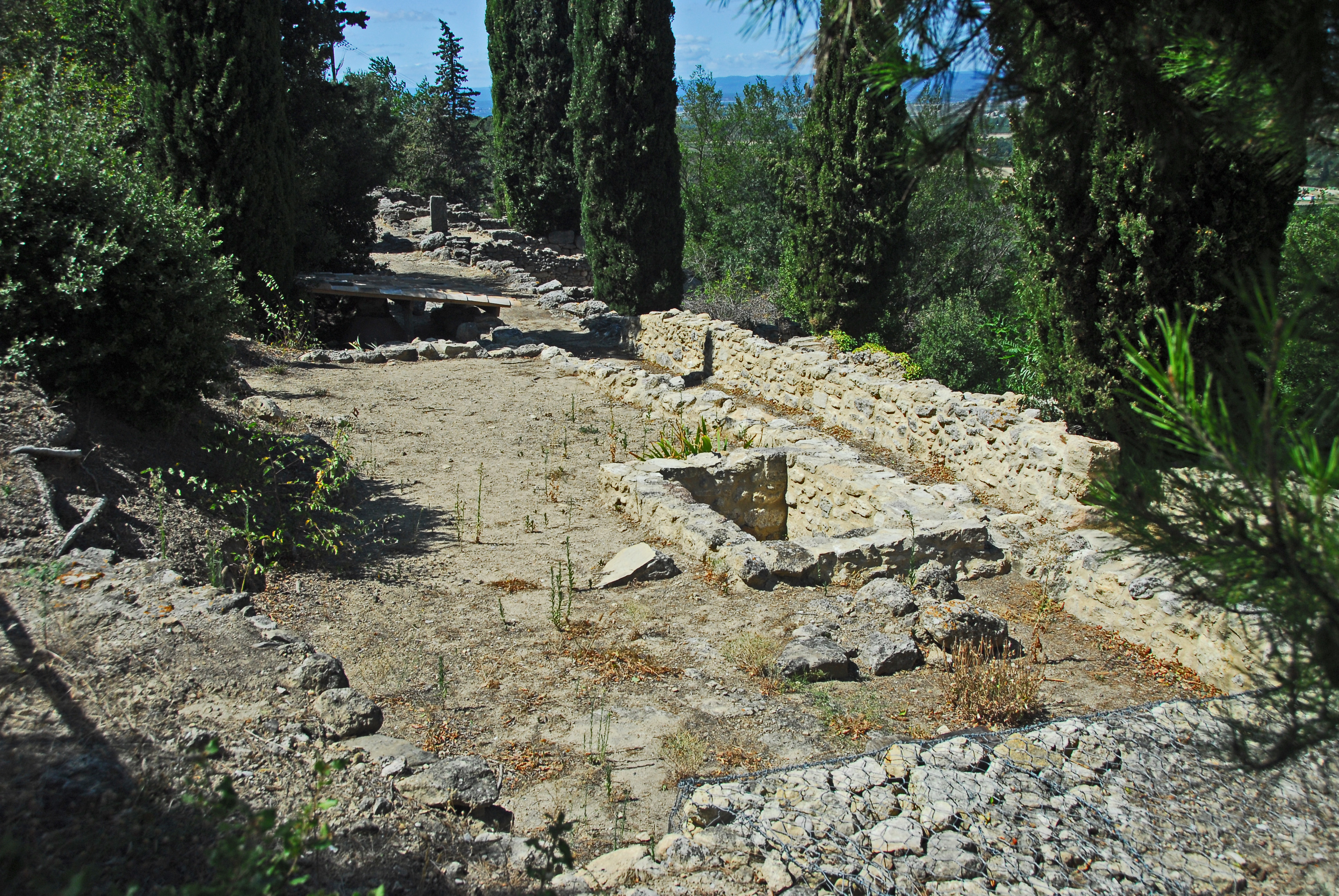
Nordflanke, großes Haus, mit Vorratskeller

### Die umstrittene Befestigungsanlage von Ensérune
Die steinernen Befestigungsanlagen sind typische Merkmale der Höhensiedlungen Südfrankreichs. Sie gehen auf das 6. und 5. Jahrhundert zurück, wurden wiederholt verändert und ergänzt und fanden besonders im 4. Jahrhundert eine starke Verbreitung.
Die ersten Archäologen nahmen an, dass es sich hier um eine in der Entwicklungsphase Ensérune II errichtete Befestigungsanlage handelt, die dann Anfang des 2. Jahrhunderts v. Chr. nach Westen erweitert worden sei. Danach hätte die über 2,5 Kilometer reichende Wehrmauer von Ensérune III eine dem Gelände angepasste geometrische Form gebildet. Die Verteidigungsanlage hätte darüber hinaus gleichzeitig als Stützmauer für die mit Wohnstätten bebaute Nordterrasse gedient. Im Westen wäre sie durch einen doppelten Vallum, aus einem 15 bis 18 Meter breiten und 3 Meter tiefen Graben erweitert worden. Im Norden und Süden der höchsten Erhebung wurde tatsächlich eine stellenweise mit einer Brustwehr ausgerüstete Wehrmauer freigelegt. In ihr öffneten sich mindestens drei Poternen, es gibt aber keine Anzeichen von Wehrtürmen. Das unregelmäßige Bauwerk der Befestigung des Oppidums wurde mehrfach umgestaltet und diente an verschiedenen Stellen auch als Stützmauer. Sehr wahrscheinlich ist, dass die Wehrmauer sich über den gesamten Nordkamm des Plateaus erstreckte. Jedoch konnte auf der mit Wohnvierteln besiedelten Südseite die Existenz einer Wehrmauer nicht durchgehend nachgewiesen werden. Sogar auf der Erhebung westlich des Museums sind bei aktuellen Grabungen an der von den ersten Archäologen angegebenen Stelle keine Spuren einer Befestigung gefunden worden. Eine 1996 freigelegte Mauer ist sicher Bestandteil einer Landbefestigung. Ob es sich aber bei den Gräben um Verteidigungsgräben gehandelt hat, bleibt vorerst unbelegt, da sie bislang noch keiner ernstzunehmenden Untersuchung unterzogen wurden.
Die beiden wichtigsten Standorte kollektiver Vorratslager, die Siloterrasse und das „Château de l'eau“ lägen jedenfalls nach dieser Annahme außerhalb des Verteidigungsrings. Es ist jedoch kaum vorstellbar, dass man bei der Umwallung von Wohnstätten die nahen Vorratslager ausgespart hätte.
Daher wird heute einstweilen davon ausgegangen, dass die die von Menschenhand angelegten Terrassen unterstützenden talseitigen Mauern im Norden und Süden der Anhöhe errichtet wurden, um ebenes Bauland zu gewinnen. Diese etwa 4,50 Meter hohen Mauern erfüllten möglicherweise auch Schutzfunktionen.

### Trinkwasserversorgung
Ein Hauptproblem des Oppidums, die Versorgung mit ausreichendem Trinkwasser, konnte zunächst nicht umfassend gelöst werden. Unbestritten ist die Existenz nur einer einzigen Quelle am Fuße des Nordhangs, von der sich die Bewohner ihr Trinkwasser holten und auf den Hügel transportierten. Vielleicht setzten sie auch schon einfache Techniken zum Auffangen und Lagern von Regenwasser ein. Besser organisiert waren diese Techniken bei den Einwohnern von Ensérune II und III.
Die Nutzung von Silos oder Dolia als Zisternen war keineswegs allgemein üblich. Nach aktuellen Untersuchungen konnte die Nutzung solcher Gefäße als Zisternen in nur acht Fällen nachgewiesen werden. Im ganzen Oppidum wurden insgesamt zehn öffentliche oder private Zisternen in den Felsen geschlagen oder aus Steinmauerwerk nachgewiesen, mit einem Fassungsraum zwischen 18 und 77 Kubikmetern. Das Regenwasser wurde überwiegend mit den Dächern der Häuser aufgefangen und über Rinnen in die Zisternen geleitet. Nur eine Zisterne fand man in einem der großen Häuser mit einem Atrium. Des Weiteren gibt es noch sieben im Grundriss rechteckige Becken ganz unterschiedlicher Größe, von 0,75 bis 2,60 Kubikmeter Inhalt. Sie bestehen aus Mauerwerk mit Mörtelfugen, das innenseitig mit einem wasserdichten Putz mit Ziegelmehl ausgekleidet ist. Ihre genauen Funktionen sind noch unklar, da sie in einigen Häusern neben Zisternen vorkommen. Vermutlich waren es Vorratsbehälter anderer Lebensmittel als der, die in Silos oder Dolia aufbewahrt wurden.

Galerie Trinkwasserversorgung
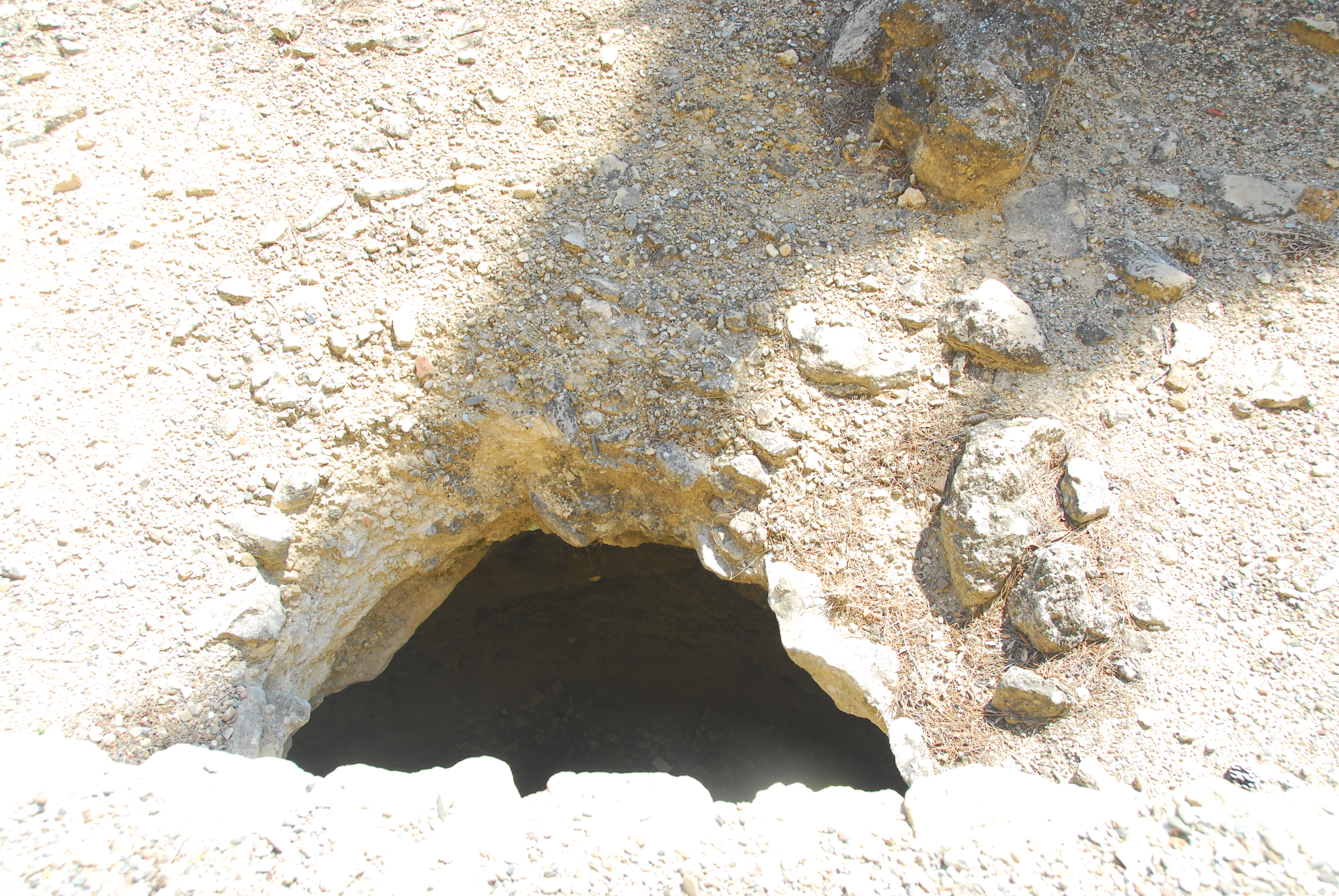
Silo als Zisterne
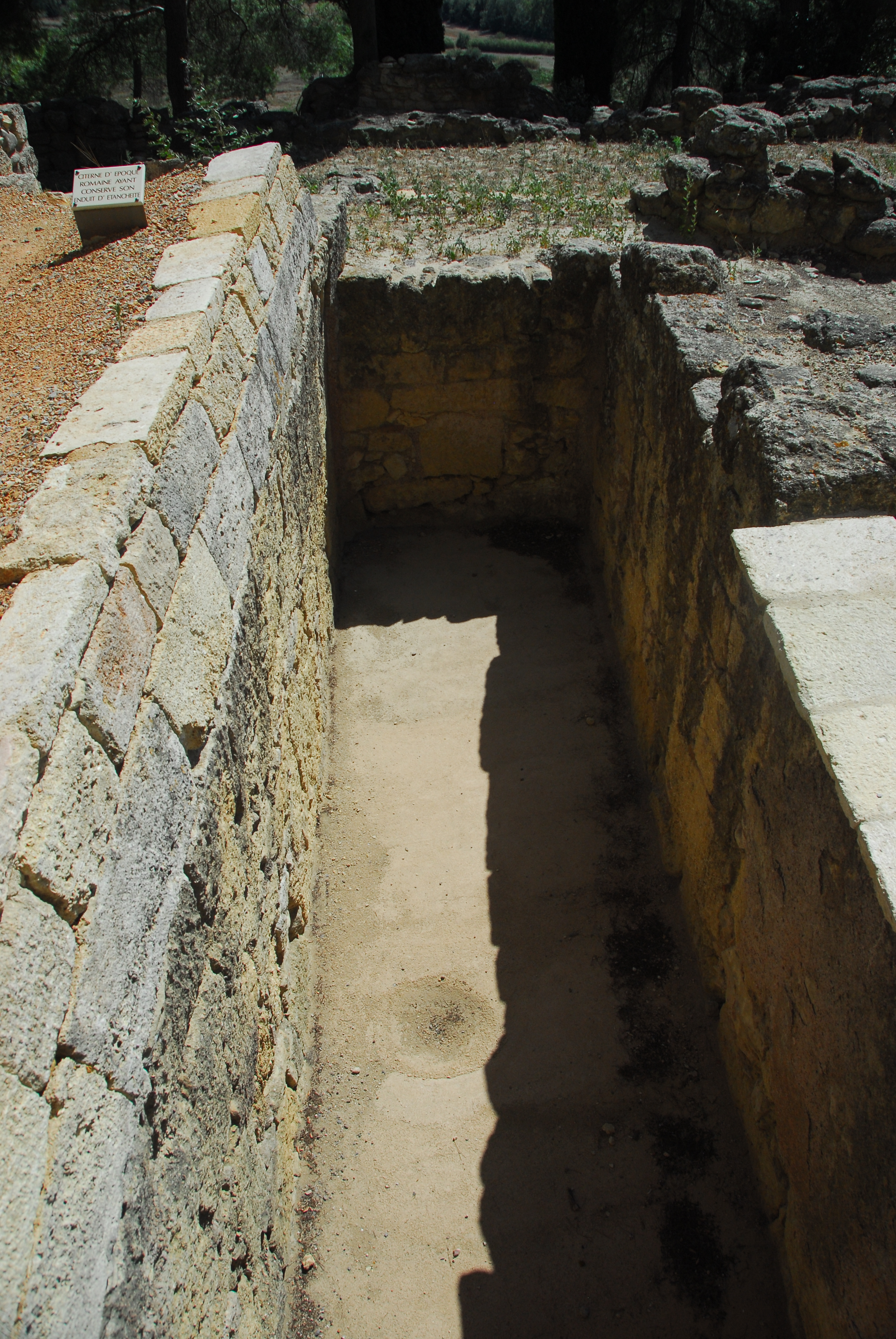
Große Zisterne im Handwerkerviertel
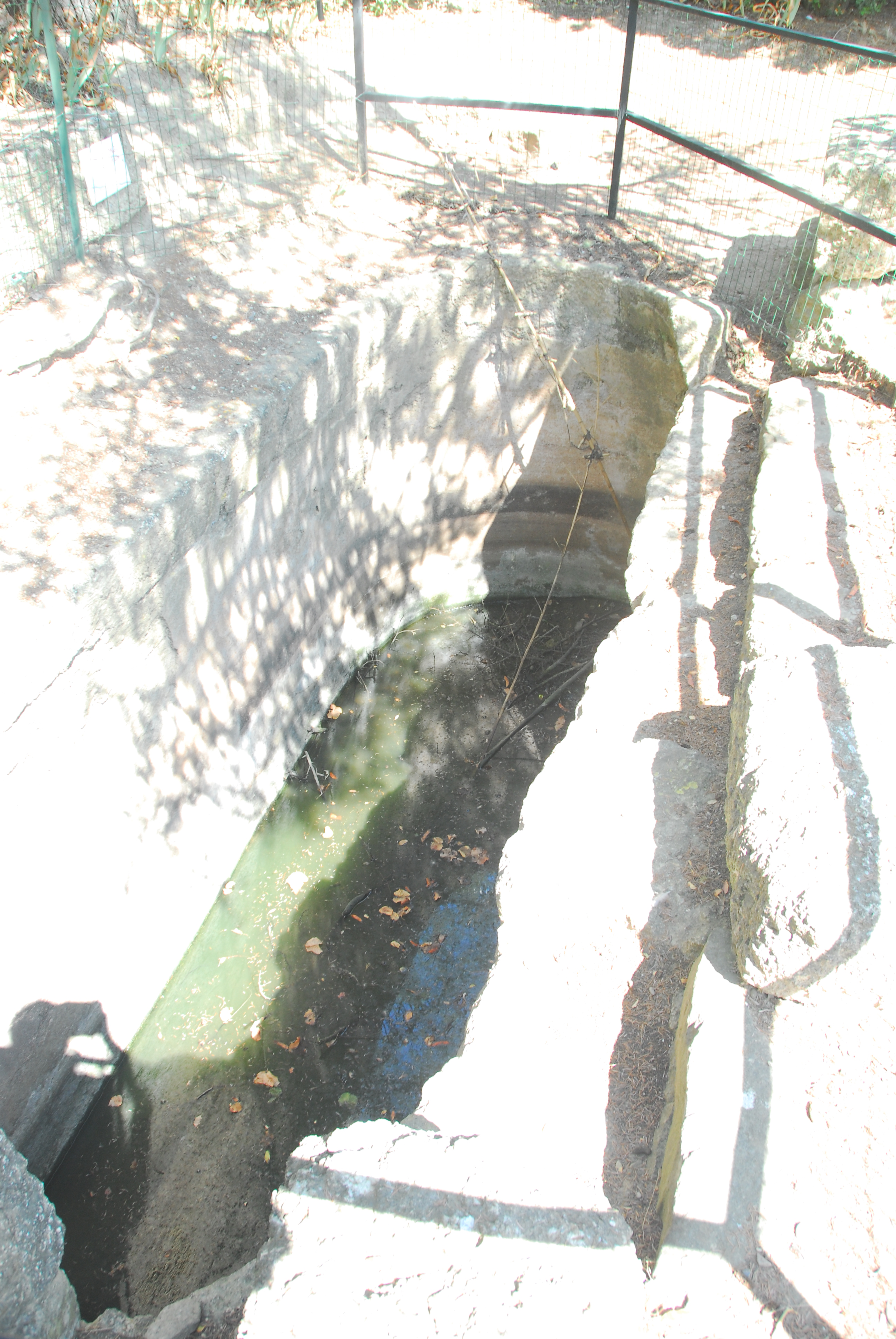
Große Zisterne im Südviertel

### Das Handwerkerviertel
(Viertel D, Station 4)
Die Restaurierungsarbeiten in den Jahren 2001 und 2002 hatten ihren Schwerpunkt auf der letzten Phase des Oppidums, nämlich Ensérune III. Einem kurzen Plateau folgt das Plateau mit dem Handwerkerviertel. Die liegenden hier wiederverwendeten Säulen stammen von einer Presse. Weiter südlich befand sich eine Walkerei. Dort wurde auch eine große lang gestreckte rechteckige Zisterne freigelegt. Darin wurden Stempelabdrücke gefunden, deren Originale im Museum präsentiert werden. Das prächtige Mauerwerk, vor dem sich ein nicht bebauter Abschnitt befindet, ist nicht Bestandteil einer Befestigungsanlage. Sein eigentlicher Zweck blieb bislang ungeklärt. Aus den 1998 erfolgten Untersuchungen stellte sich heraus, dass es zwar in der Periode Ensérune III unterfangen wurde, aber aus einer früheren Phase stammt. Die exakte Ausführung des Mauerwerks lässt auf eine Schmuckfunktion schließen und erinnert an iberische Bauwerke.

Galerie Handwerkerviertel
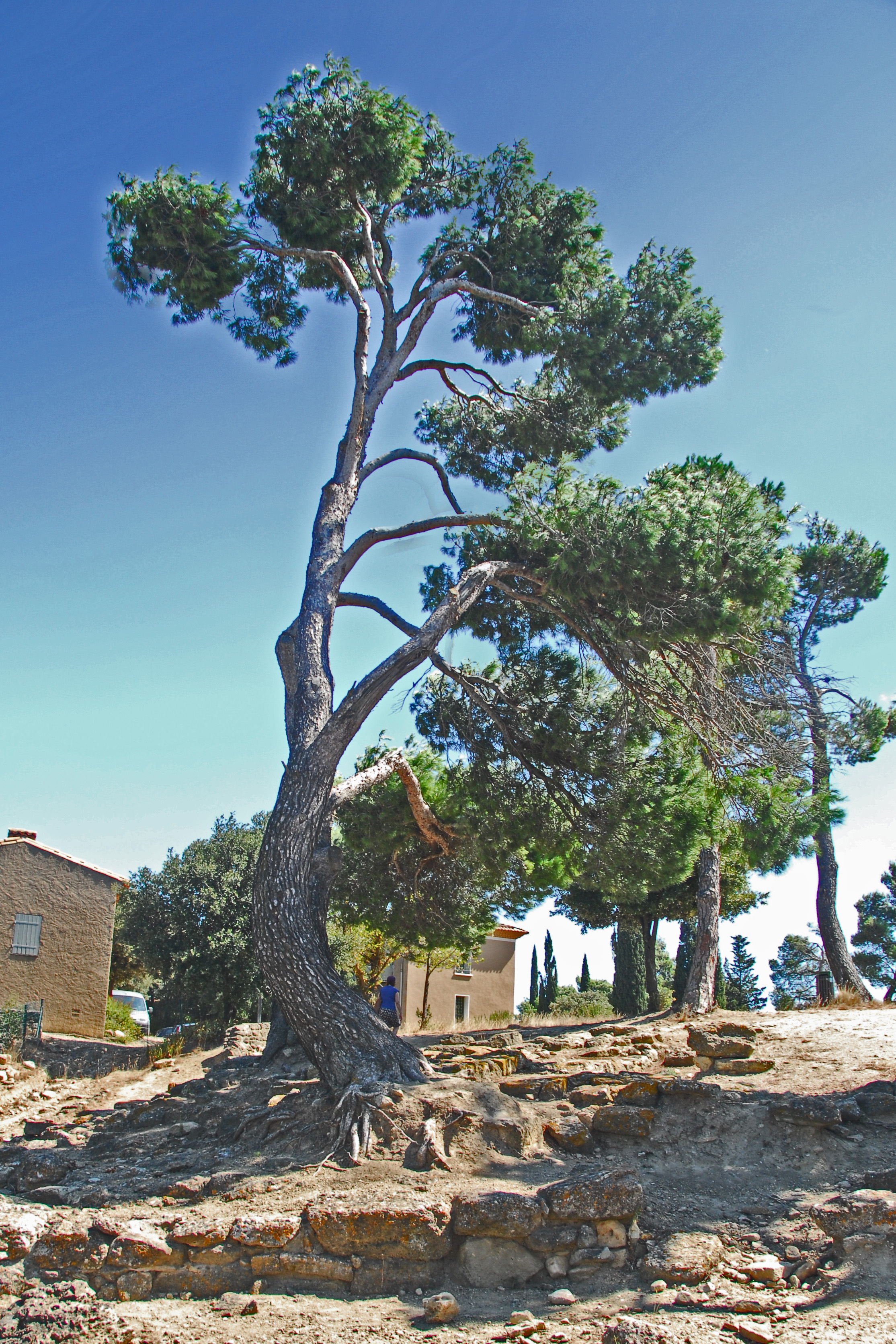
Baumgruppe, an nördl. Ende
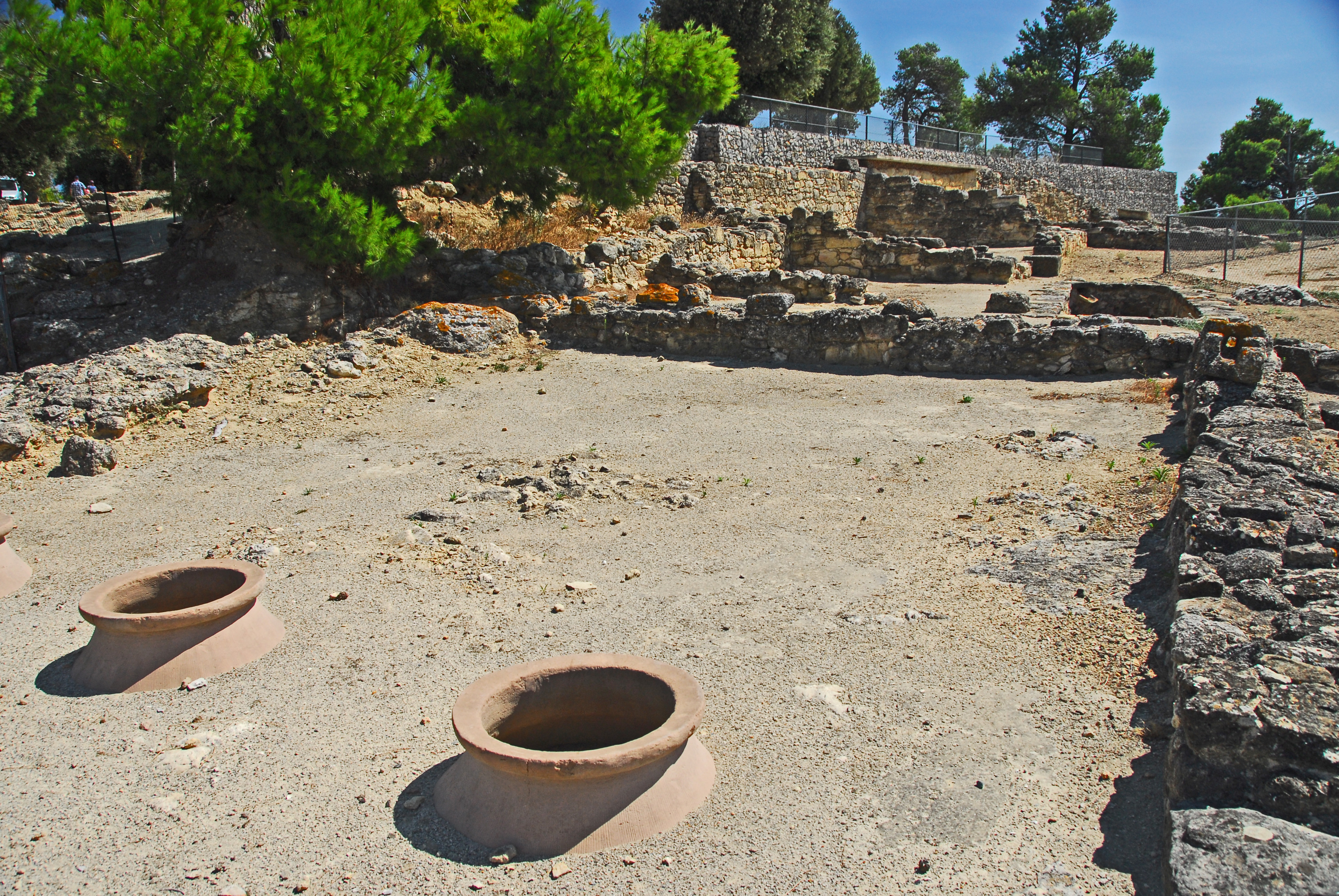
Werkstätte mit 2 Dolia, nach S
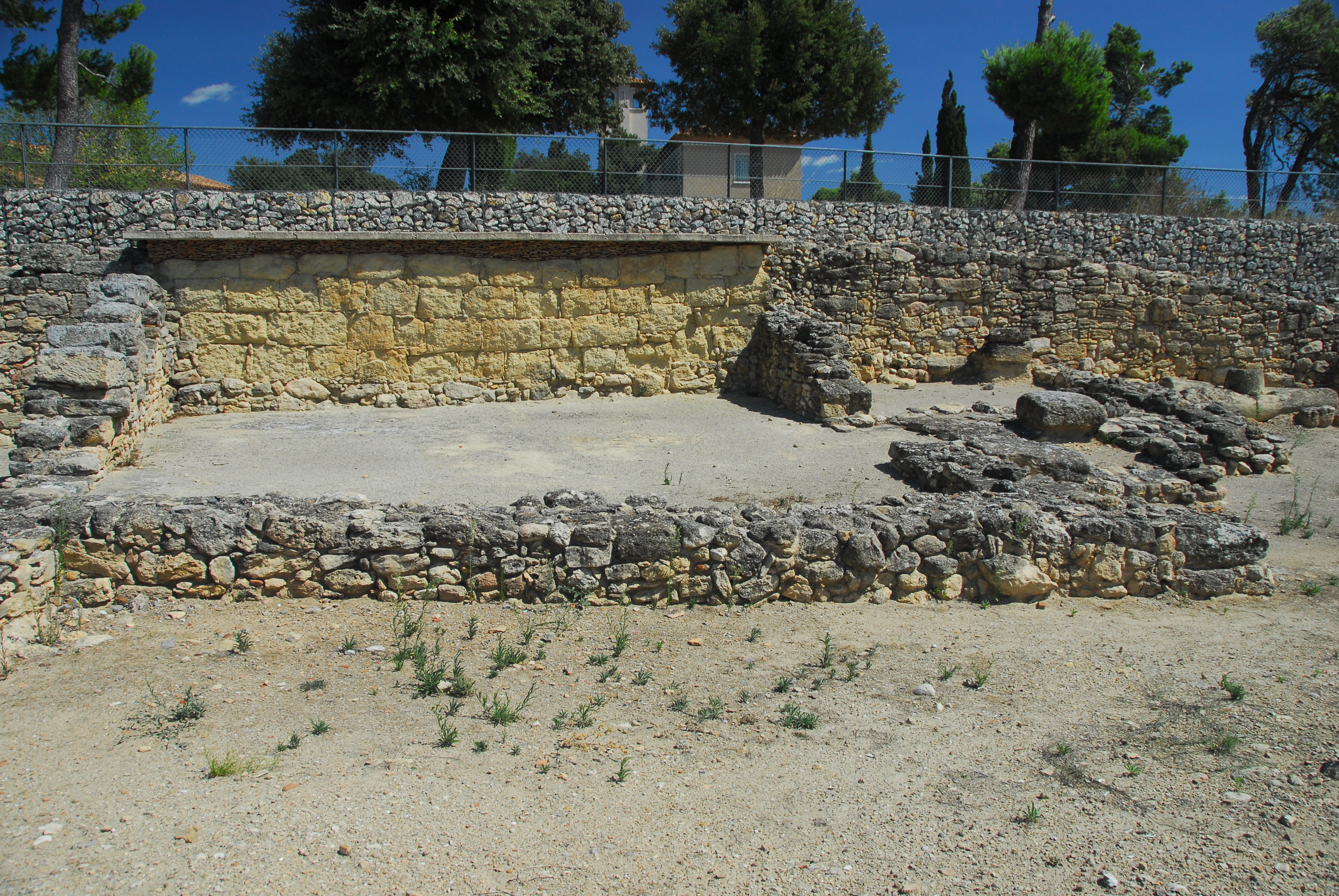
Stützwand nach O
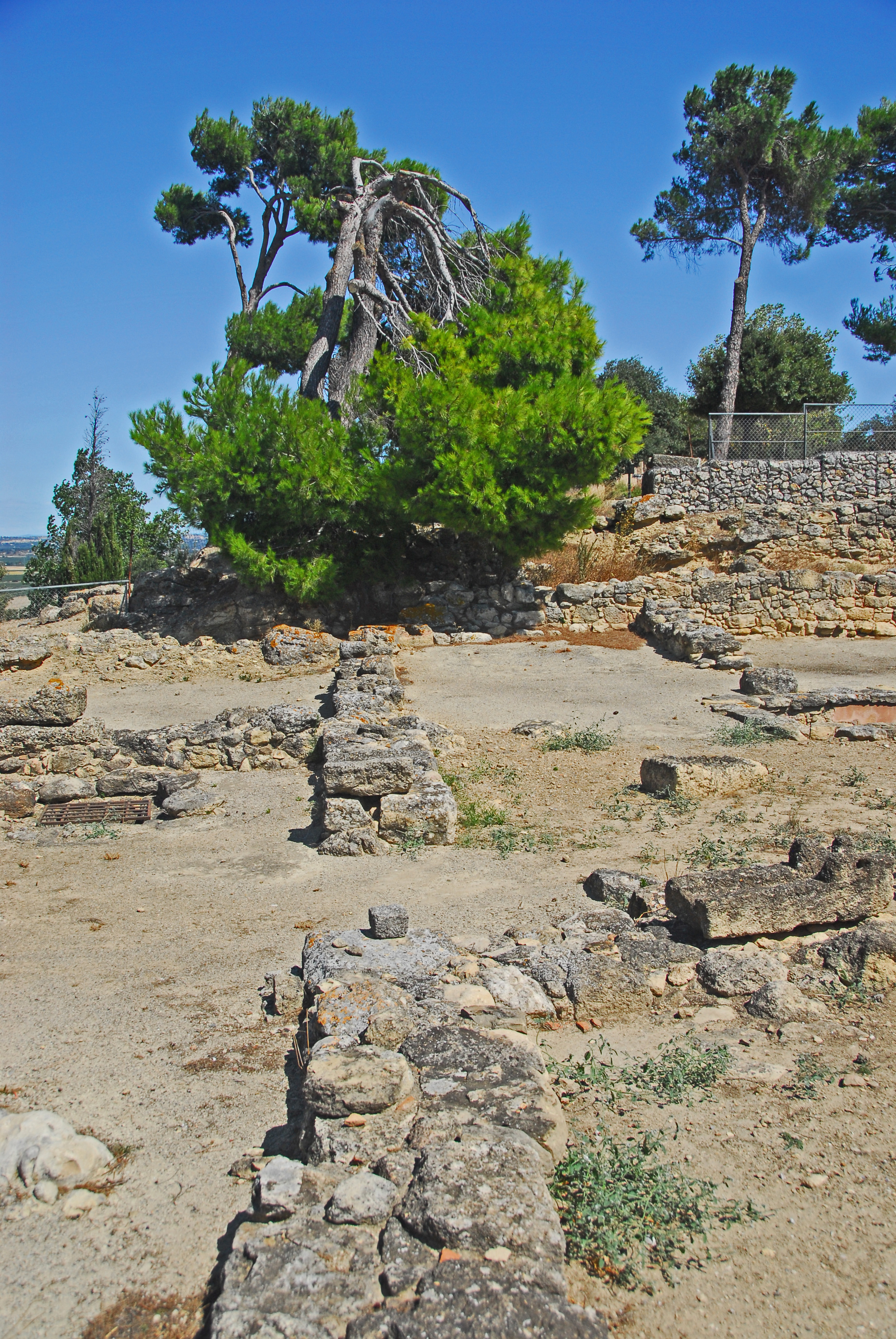
Werkstätten, nach N

### „Das Château de l'eau“

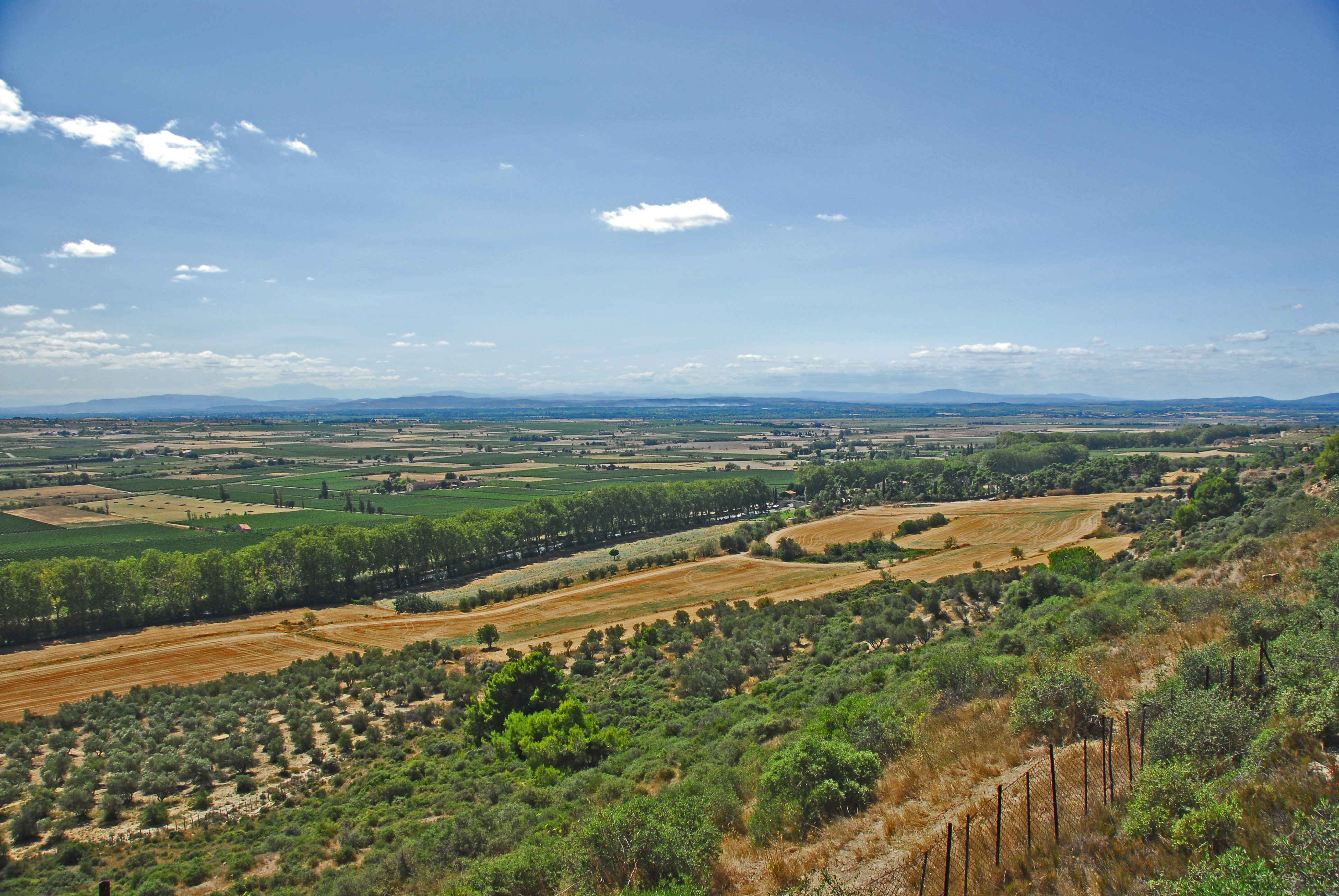
Blick nach SW, über Canal du Midi

(Viertel E, Station 5)

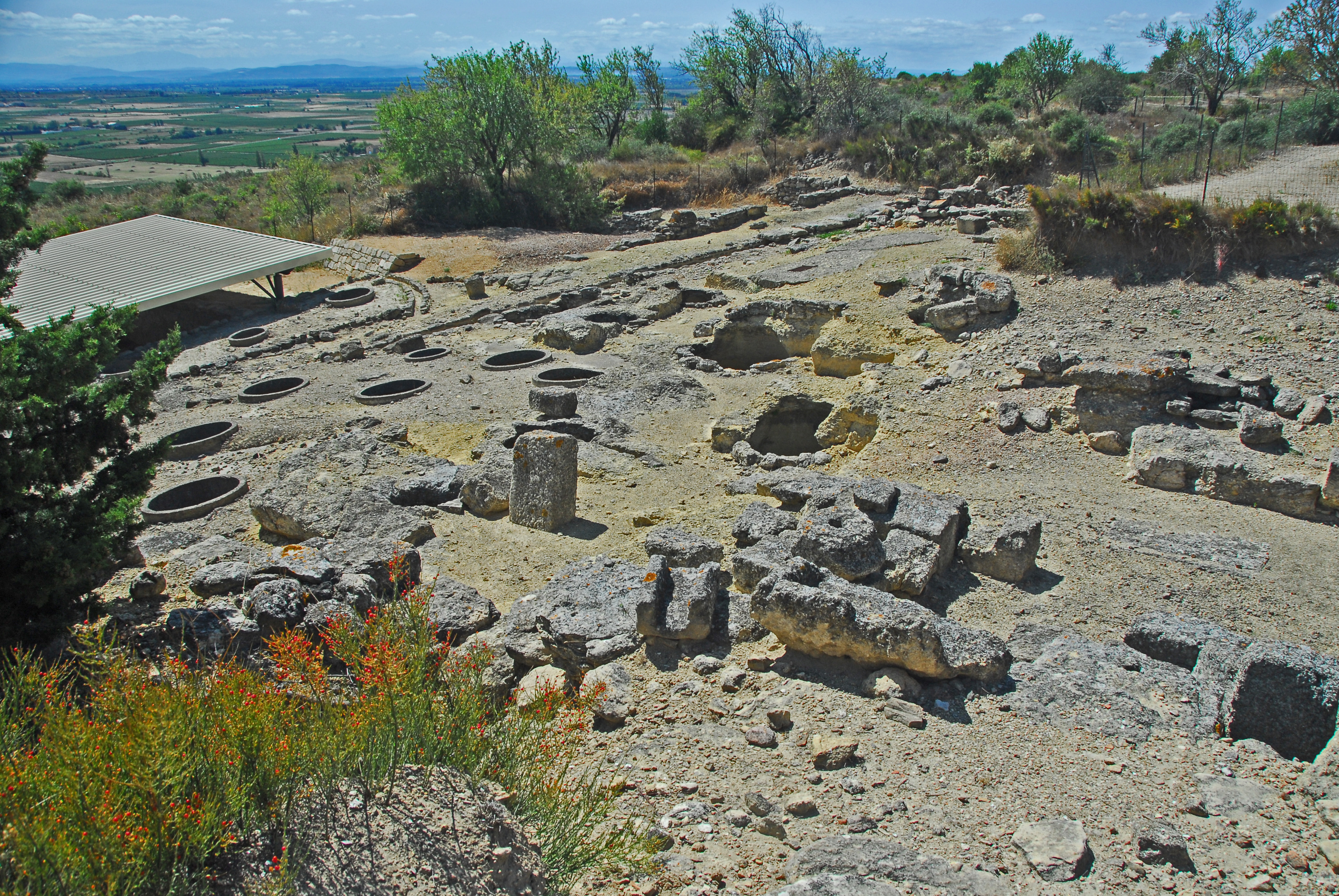
„Château de l'eau“, nach SW

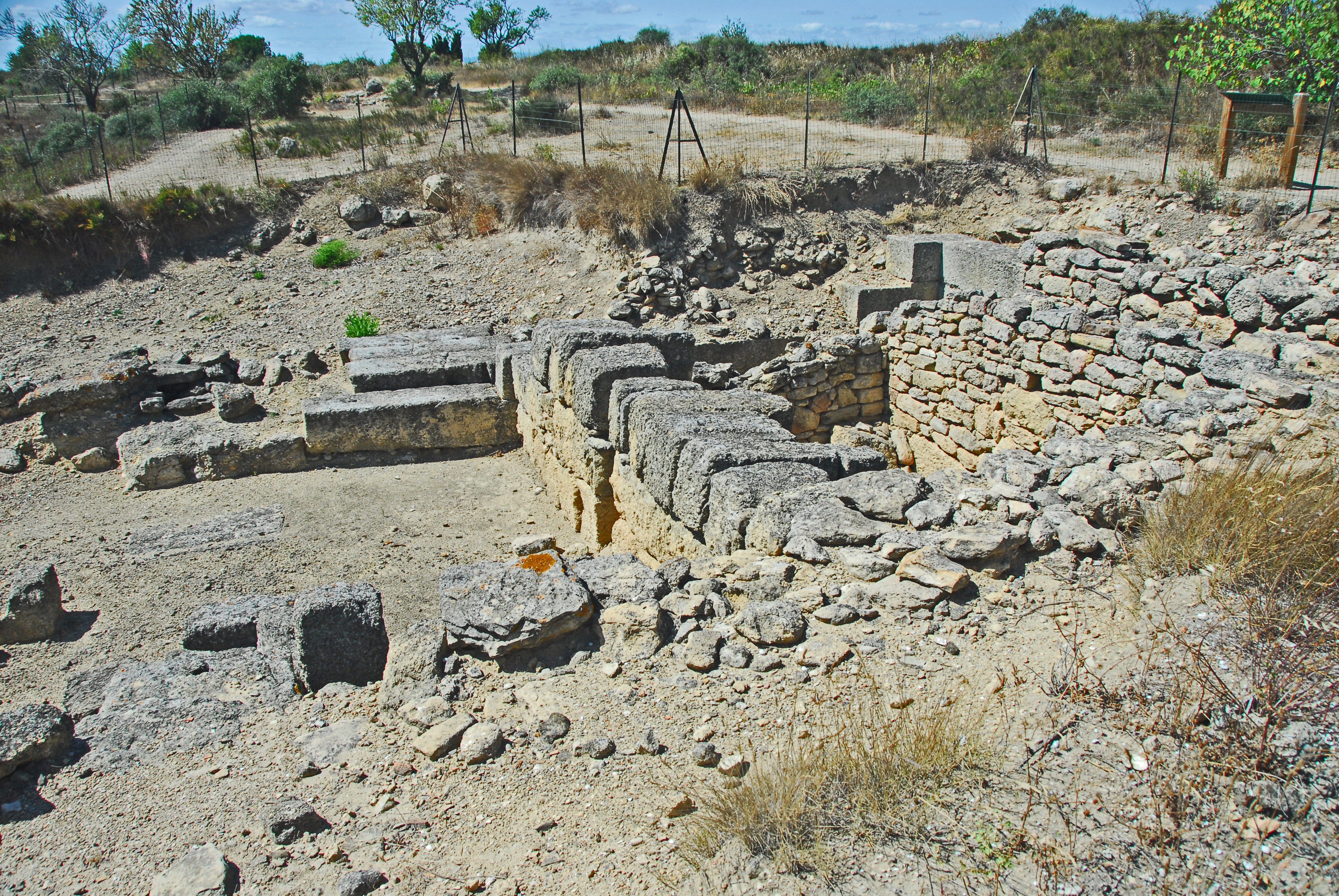
„Château de l'eau“, nach W

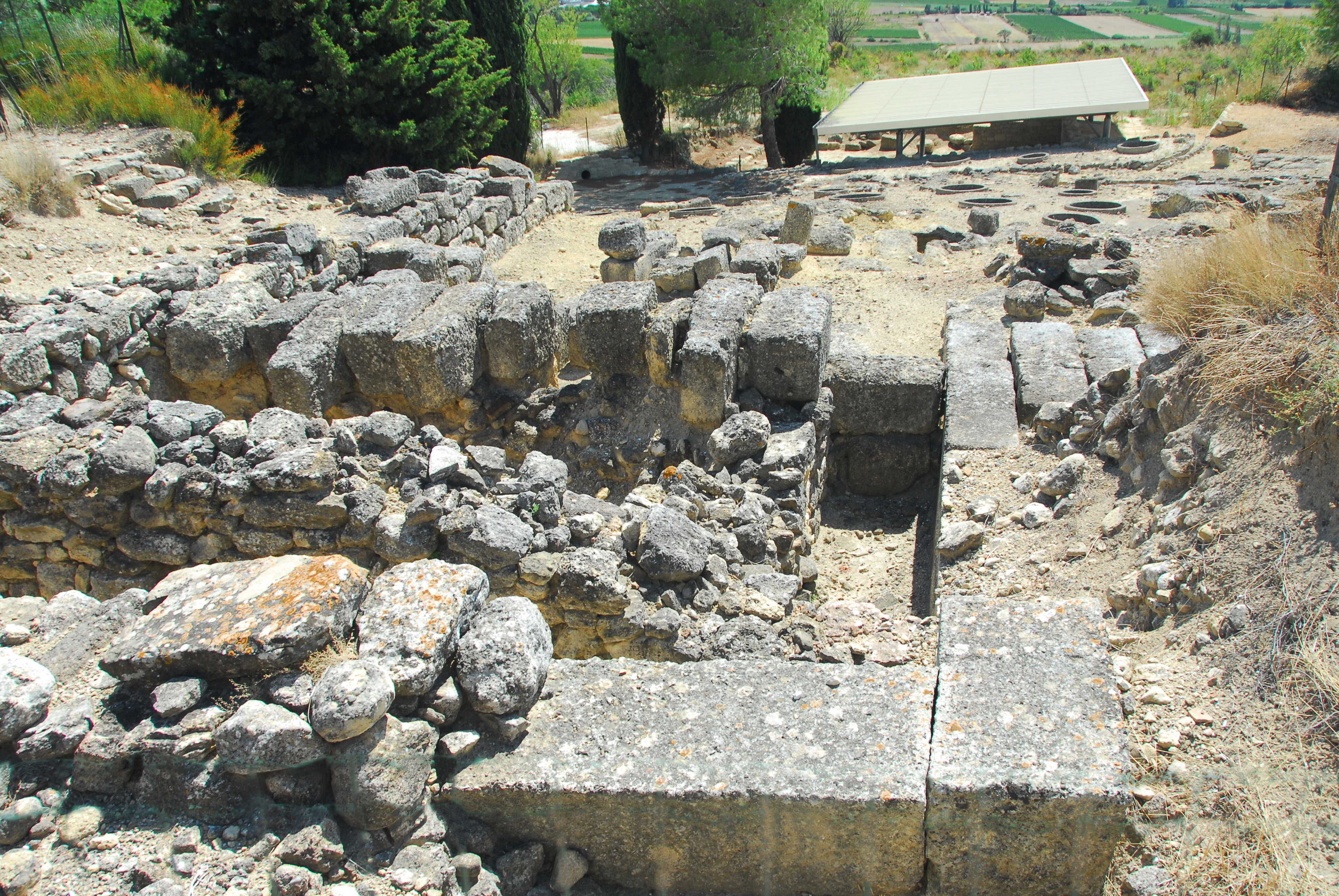
„Château de l'eau“, nach W

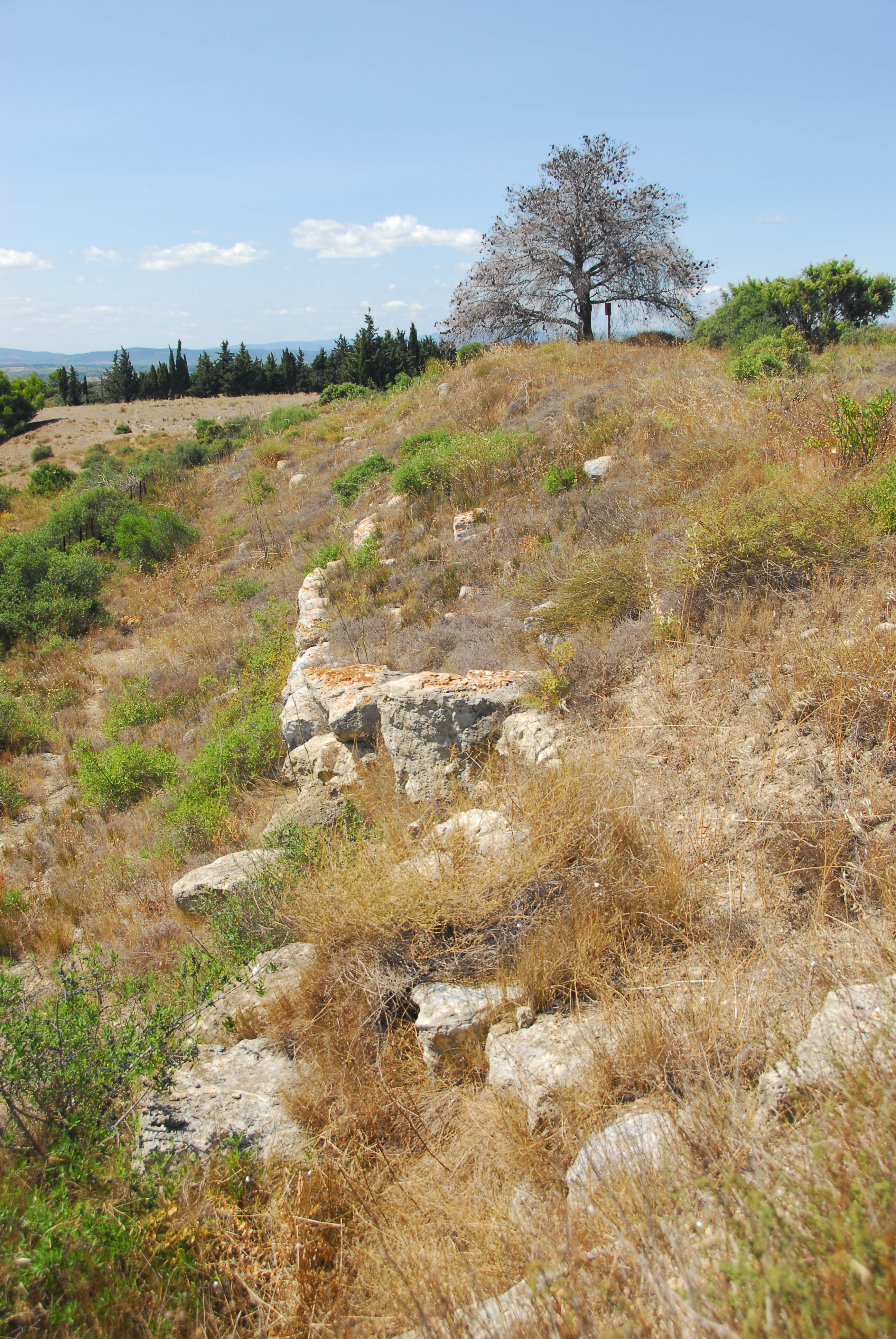
Südflanke, westlicher Abschnitt

Das „Château de l'eau“ („Wasserturm“) befindet sich vor einem geschlossenen waagerechten Bereich mit zahlreichen Silos und den Überresten eines großen Gebäudes. Von diesem mehrfach umgestalteten Bauwerk sind nur zwei rechtwinklig zueinander stehende Wände aus mörtellosem Mauerwerk erhalten. Die Aufgabe dieses auf einer in den Felsuntergrund gehauenen Terrasse erbauten Gebäudes ist unklar, es konnte bislang nicht datiert werden. Es wurde aus 1,00 bis 2,25 Meter langen und 50 bis 60 Zentimeter hohen Steinquadern errichtet und war mindestens 22 Meter lang. Die Fassade war 10 Meter breit. Ob der Grundriss schlicht rechteckig oder rechtwinklig mit Portikus war, konnte bislang nicht geklärt werden. Nicht bekannt ist auch, ob es ein hellenistisches Bauwerk war, das in seinem Baustil der Wehrmauer des Oppidums von Saint-Blaise (Bouches-du-Rhone) entsprach, oder ob es, wie Jean Jannoray behauptete, aus dem 2. Jahrhundert v. Chr. stammt.
Südlich davon wurde ein 50 Meter langes Teilstück einer Straße freigelegt, die auf das 1. Jahrhundert v. Chr. datiert wurde, aber wahrscheinlich älter war. Auf der 3 und 5 Meter breiten Fahrbahn sind noch die Radspuren der damals hier benutzten Karren zu erkennen. In die mit Steinplatten abgedeckte Abwasserrinne mündeten die Rinnsteine der die Straße einst säumenden Wohnstätten, was von den Mosaikresten und den Scherben der aus La Graufesenque (Nahe Millaus, Aveyron) stammenden Terra-Sigillata-Keramiken bezeugt wird.
Eins der Häuser verfügte über einen 25 Quadratmeter großen mit Farbanstrich und Mosaikpflaster geschmückten Wohnraum. Um eine bessere Konservierung zu gewährleisten, hat man es mit einem Schutzdach überdeckt. Er diente wahrscheinlich als Speisesaal oder Triclinium, in dem einst drei hufeisenförmige Speisesofas (Triclinia) standen. Es wird daraus geschlossen, dass dieser Bereich bis zum Verlassen des Oppidums im 1. Jahrhundert n. Chr. bewohnt war.
Die fälschliche Bezeichnung „Château de l'eau“ (= „Wasserturm“) verdankt das Viertel seinen tiefen Vorratsbehältern, die man von der östlichen Siloterrasse kennt. Schon sehr früh in der Phase Enserune II, im 4. Jahrhundert v. Chr. (?) nutzten die Bewohner den weichen, wasserundurchlässigen Tuffstein, um etwa 40 Silos in den Boden einzulassen. Den vor wenigen Jahren restaurierten Bereich hat man durch eine Betonplatte verstärkt. Einige der Silos sind immerhin fünf Meter tief. Da etliche Silos sich untereinander überschneiden, kann man darauf schließen, dass nicht alle gleichzeitig entstanden sind. Drei Silos sind miteinander mit „Tunnel“ verbunden, andere besitzen eher aus Zufall ein gemeinsames Kanalisations- und Abflusssystem (die oft sehr dünnen Wandungen nutzten sich ab und wurden dadurch undicht). Jean Jannoray, der vom Problem der Wasserversorgung besessen war, deutete das als Beweis für die Existenz eines archaischen Zisternensystems. In Wirklichkeit handelte es sich hier in fast allen Fällen um eine Einrichtung zur trockenen Bevorratung von Getreidekörnern. Ihre Datierung ist ebenfalls ungewiss wie die der Lagervorrichtungen der Westterrasse. Sie sind jedenfalls ohne Zweifel um einiges älter als die dortigen freigelegten Überreste der Wohnstätten.

### Das Westviertel
(Viertel F, Station 6 und 7)
Ursprünglich lag dort zwischen dem 5. und späten 3. Jahrhundert die Nekropole von Ensérune II und bestand aus über 500 Brandgräbern. In situ sind jedoch nur wenige Überreste erhalten. Die in diesem Viertel zwischen 2001 und 2002 restaurierten Ruinen stammen nahezu ausschließlich von Behausungen der Phase Ensérune III.
Die Nekropole erstreckte sich auf dem Westende des Plateaus, etwa 400 Meter westlich der Bauwerke der damaligen Epoche. Ende des 3. Jahrhunderts v. Chr. wurde sie schließlich aufgelassen und musste dem Wohnviertel weichen. Es ist noch unbekannt, wo der Friedhof von Ensérune III lag. Möglicherweise hat er sich nach Westen weiter abwärts verlagert, was durch erst kürzlich zufällig entdeckte Funde angenommen wird.
Die Nekropole von Ensérune II ist mit über 500 freigelegten Gräbern das bedeutendste Gräberfeld aus der jüngeren Eisenzeit des Languedoc. Zudem zeichnen sich die hier entdeckten militärischen Ausrüstungen durch ihre besondere Ausführung und durch ihre große Menge aus. Der Bestand an keltischen Artefakten ab dem 5. Jahrhundert ist unumstritten. Der im 4. Jahrhundert zunehmende Austausch mit der griechischen Welt wird durch die für den Weinkonsum bestimmten Keramiken belegt. Unleugbar ist auch der iberische Einfluss, weil der größte Teil der schwarz glasierten Keramiken des 3. Jahrhunderts v. Chr. aus den Werkstätten am Golfe du Lion stammen.
Eine Ost-West-Straße, die auch an anderen Stellen des Plateaus angetroffen wurde, führte zu den Wohnhäusern und Handwerksbetrieben, die nach dem Auflassen der Nekropole errichtet worden sind. Die im Norden sichtbare Mauer scheint aus der jüngeren Epoche zu stammen. Sie wurde mehrfach umgestaltet. Einige der Wohnhäuser sind aber bereits vor ihr errichtet worden. Ein genauer Gesamtplan dieses Viertels konnte noch nicht erstellt werden.
Das größte Wohnhaus erstreckte sich über 500 Quadratmeter und umfasste etwa zehn Räume, die in Anlehnung an das römische Vorbild, das ohne Zweifel einige Jahrzehnte vor unserer Zeitrechnung übernommen worden war, um ein zentrales Atrium gruppiert waren. Dieses Haus gilt als „ältestes Zeugnis des römischen Einflusses auf die spätere Gallia Narbonensis“. Es soll in der zweiten Hälfte des 1. Jahrhunderts v. Chr. errichtet und bis zum Ende desselben Jahrhunderts genutzt worden sein.
Etwas südlicher gelegen ist ein rechteckiger 82 Quadratmeter großer Raum, der durch eine Mittelkolonnade halbiert wird. Die Säulen waren vermutlich aus Holz, die Steinmauern erhoben sich auf einem Fundament aus luftgetrockneten Ziegeln und das vermutliche Satteldach war mit Tegulae mit Imbrex eingedeckt. Ob es sich hier um einen Versammlungsort oder einen überdachten Markt handelte, konnte durch den schlechten Zustand der zwischen 2001 und 2002 restaurierten Überreste nicht mehr festgestellt werden.

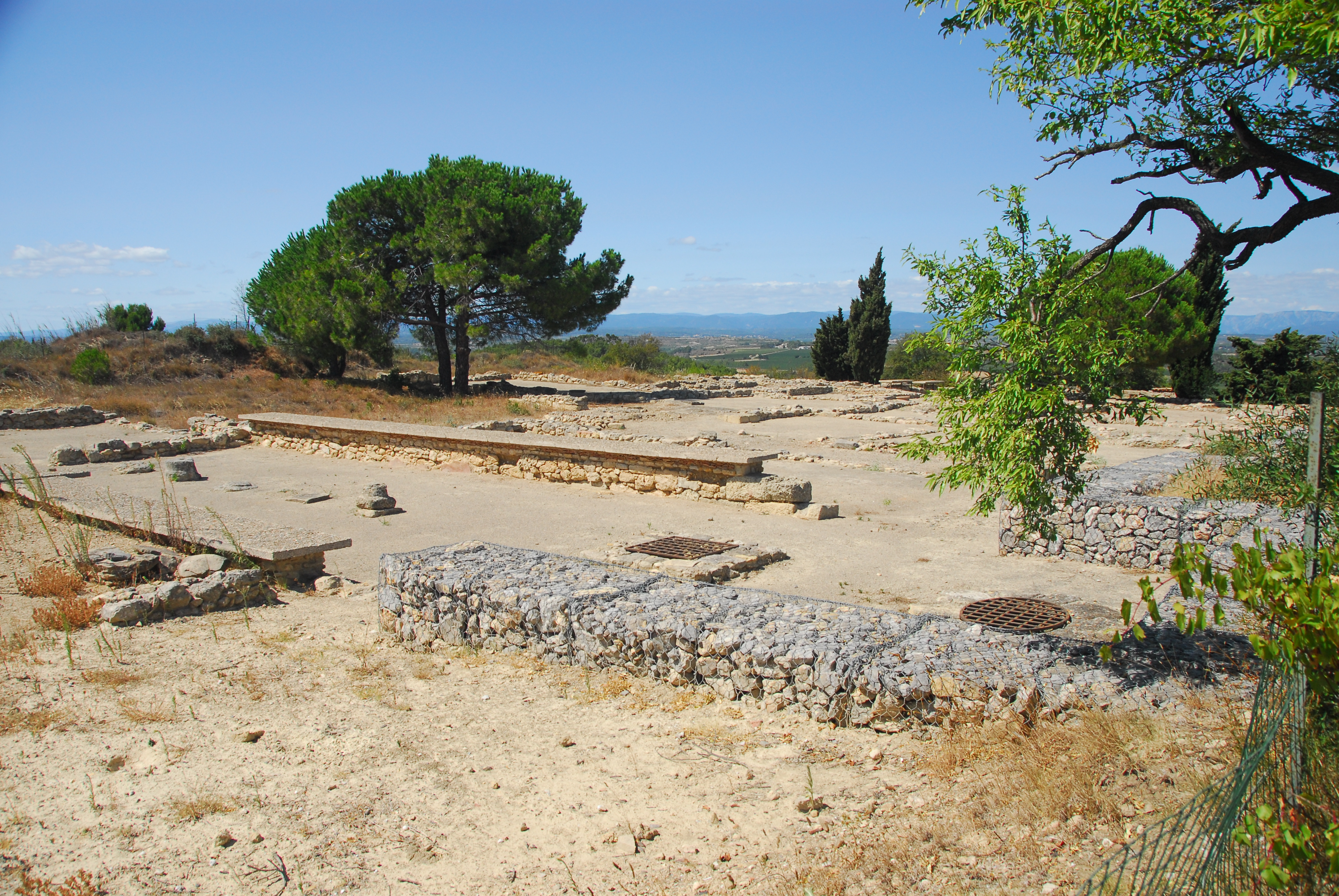
Westviertel, Markthalle (?)
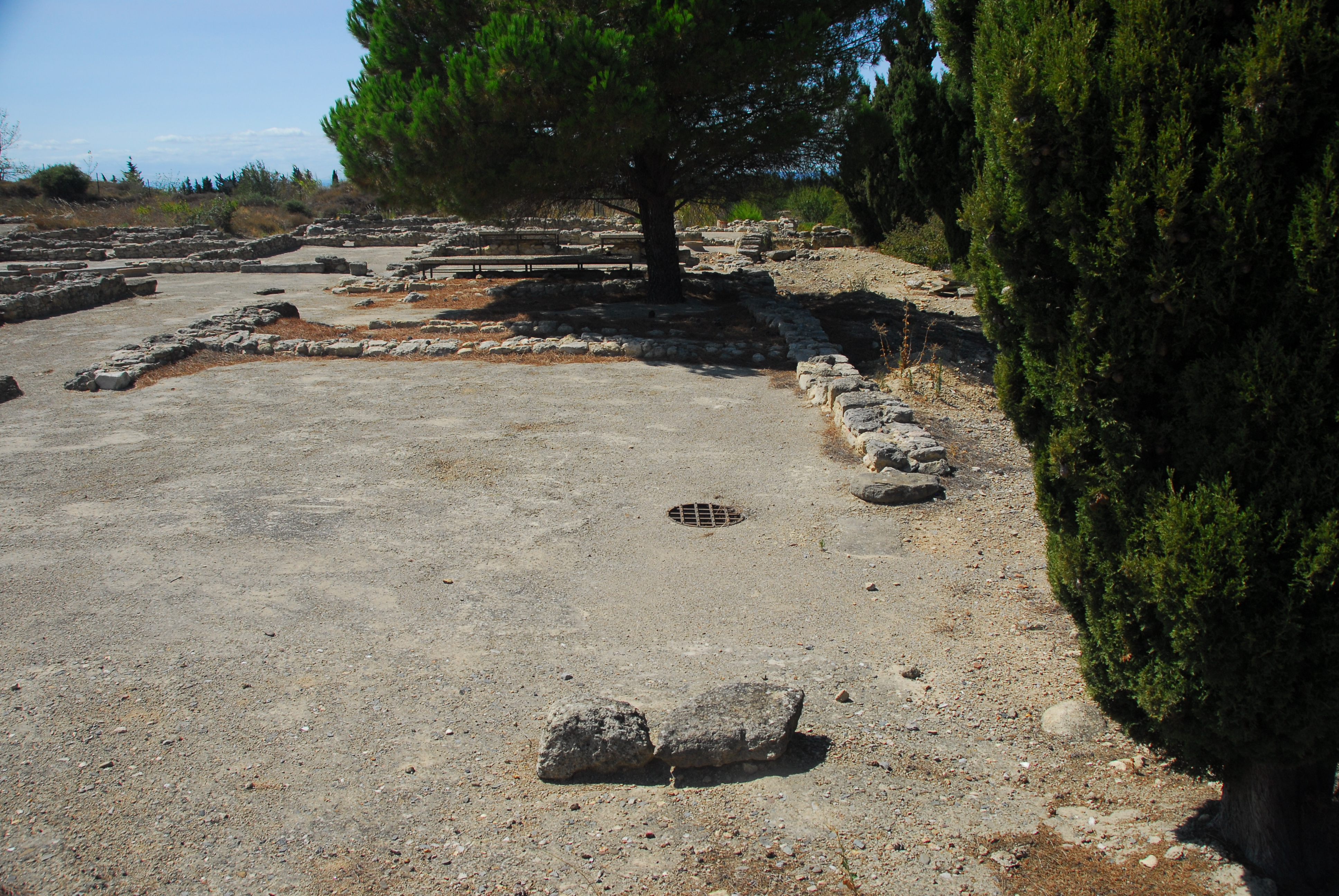
Westviertel, Wohnstätten
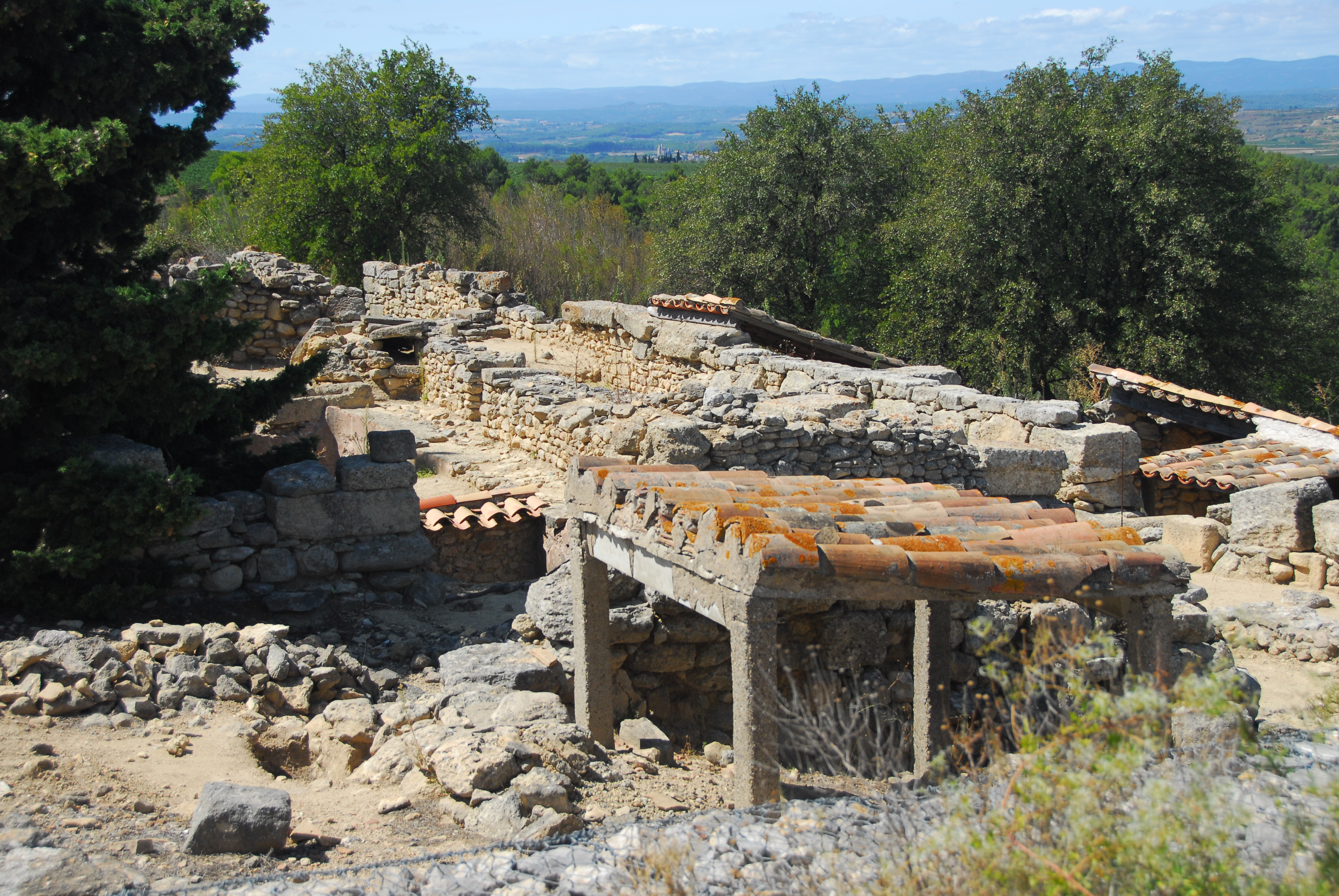
Nordflanke, Wohnstätten
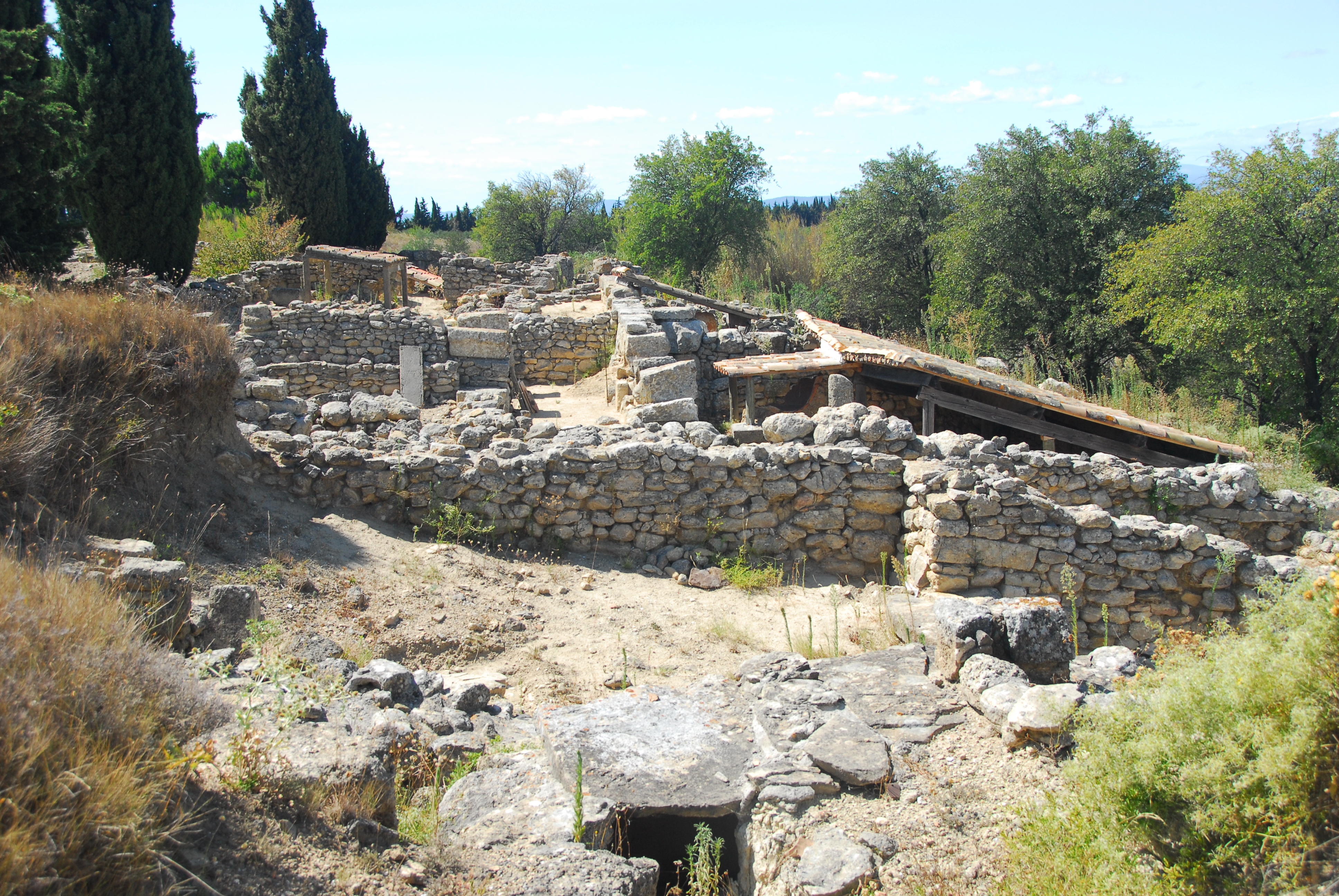
Nordflanke, Wohnstätten

### Die Südflanke
(Viertel G, Station 8 und 10)
Südlich des Museums (H) führt ein Steg über eine große rechteckige Zisterne, deren Wände mit einer wasserdichten Beschichtung versehen sind. Das gesamte der Periode Ensérune III zugeschriebene Viertel ist eher schlecht erhalten. Eine kaum noch erkennbare Ost-West-Straße führt an rechteckigen, einräumigen Häusern mit Silos vorbei, von denen eins eingestürzt ist. In einem wurden Wandmalereien entdeckt. Im Osten des Viertels wurde im Jahr 1988 ein etwa 70 Meter langer Abschnitt restauriert. Die etwa 3 Meter hohe talseitige Stützmauer wird von einer Kanalisation aus Flachziegeln durchquert. Sie wurde einst als Befestigungsanlage gedeutet und ist wieder aufgebaut worden. Die an sie grenzenden Wohnhäuser säumen im Norden eine mit kleinen Bruchsteinen gepflasterte Straße.
Interessanter ist der Westabschnitt des Viertels. Hier gibt es einen großen Raum mit fünf aneinander gereihten Dolia, ein ehemals als Zisterne genutztes Silo und vor allem auf dem Felsboden sichtbare Spuren von einer Behausung von Enserune I.

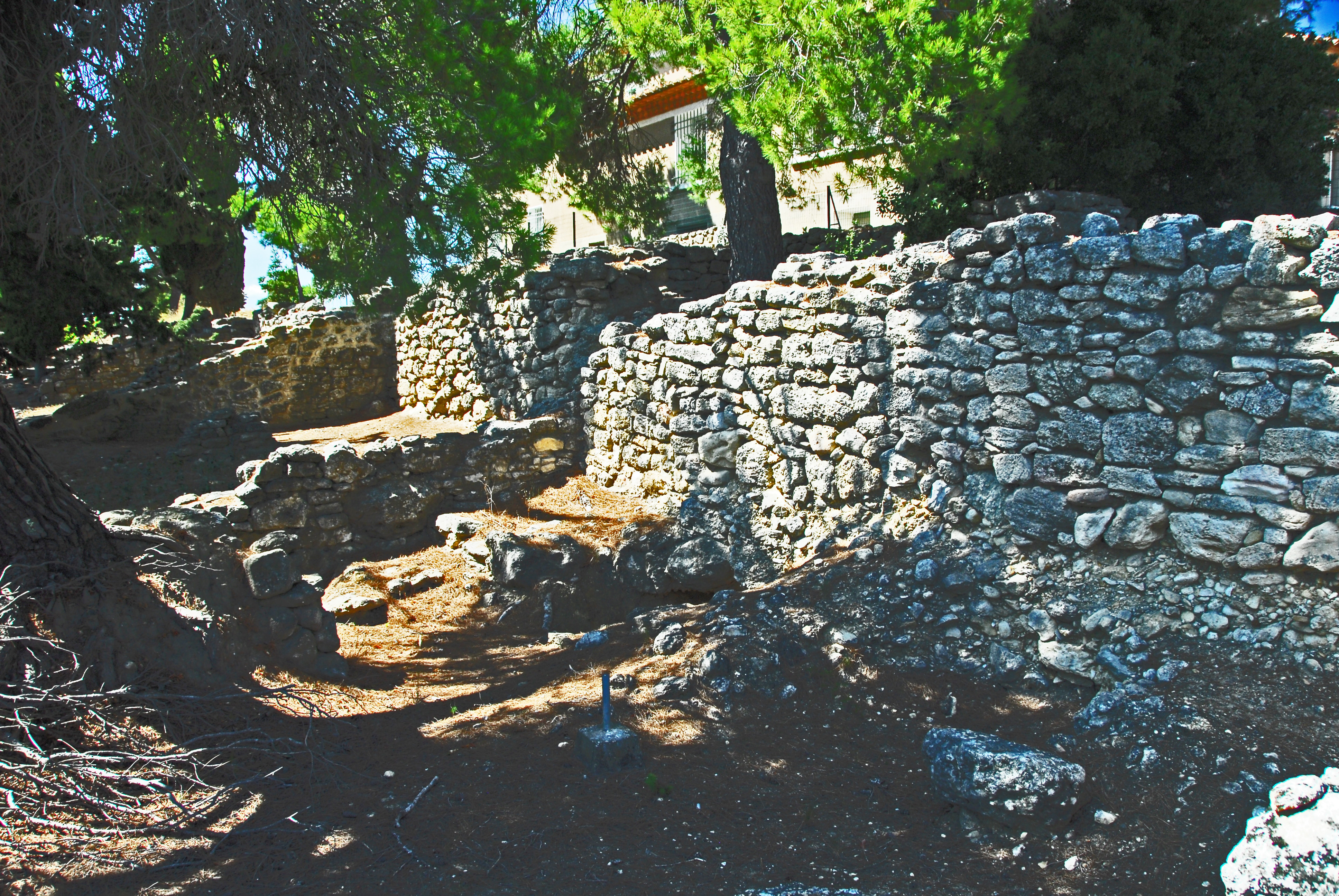
Südflanke, Behausungen
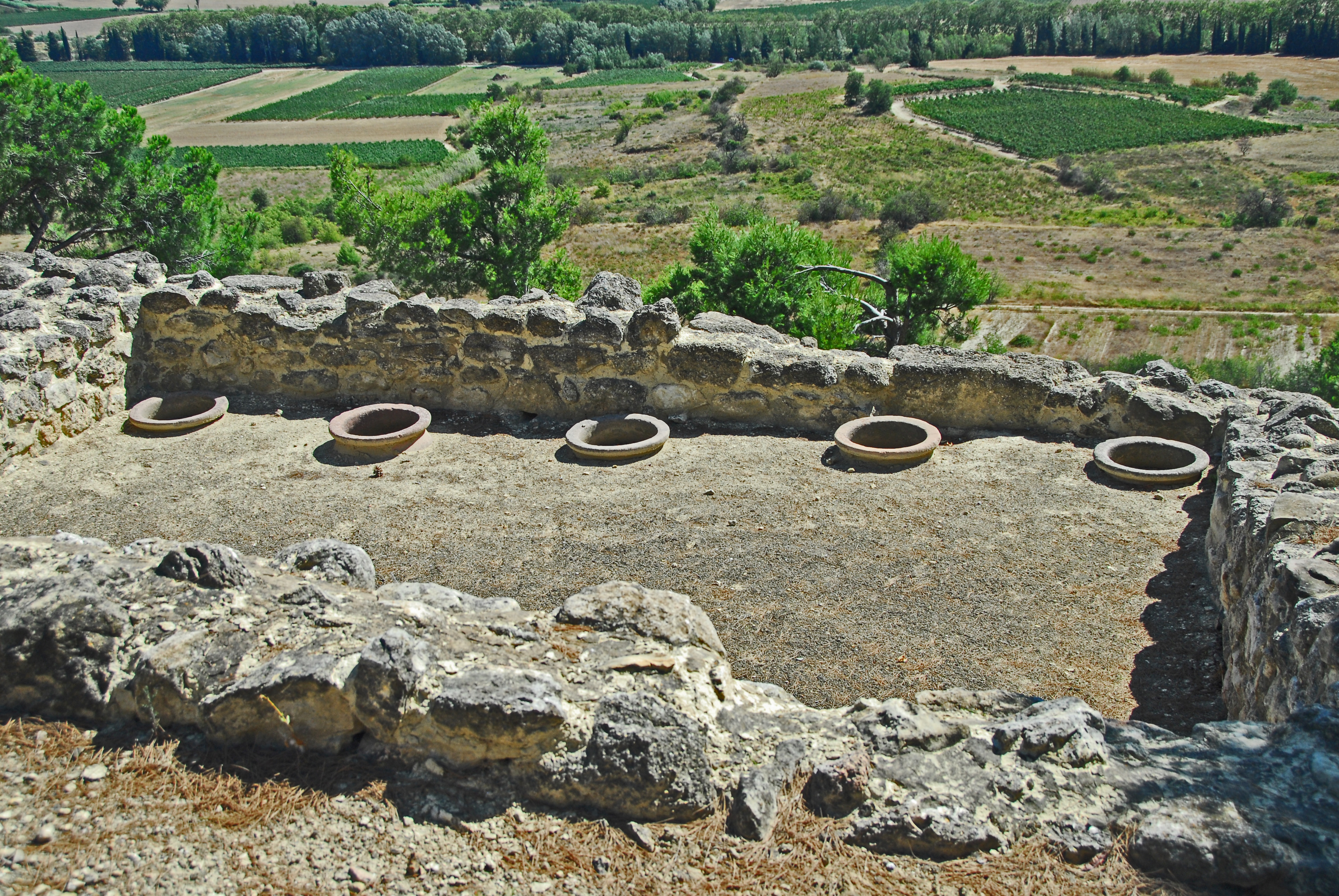
Südflanke, Haus mit 5 Dolia, talseitig Wehrmauer(?)
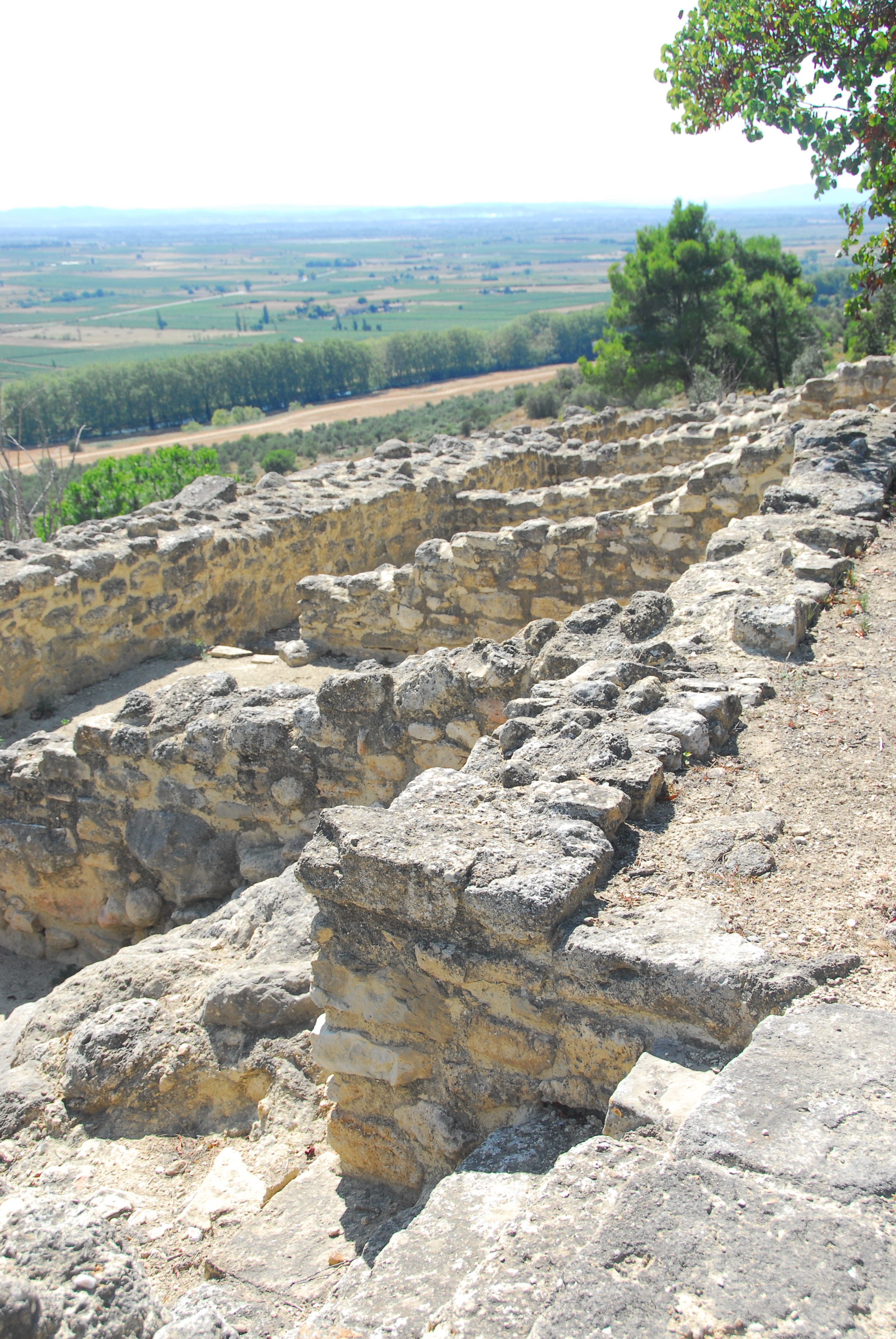
Südflanke, nach SW, links Wehrmauer (?)

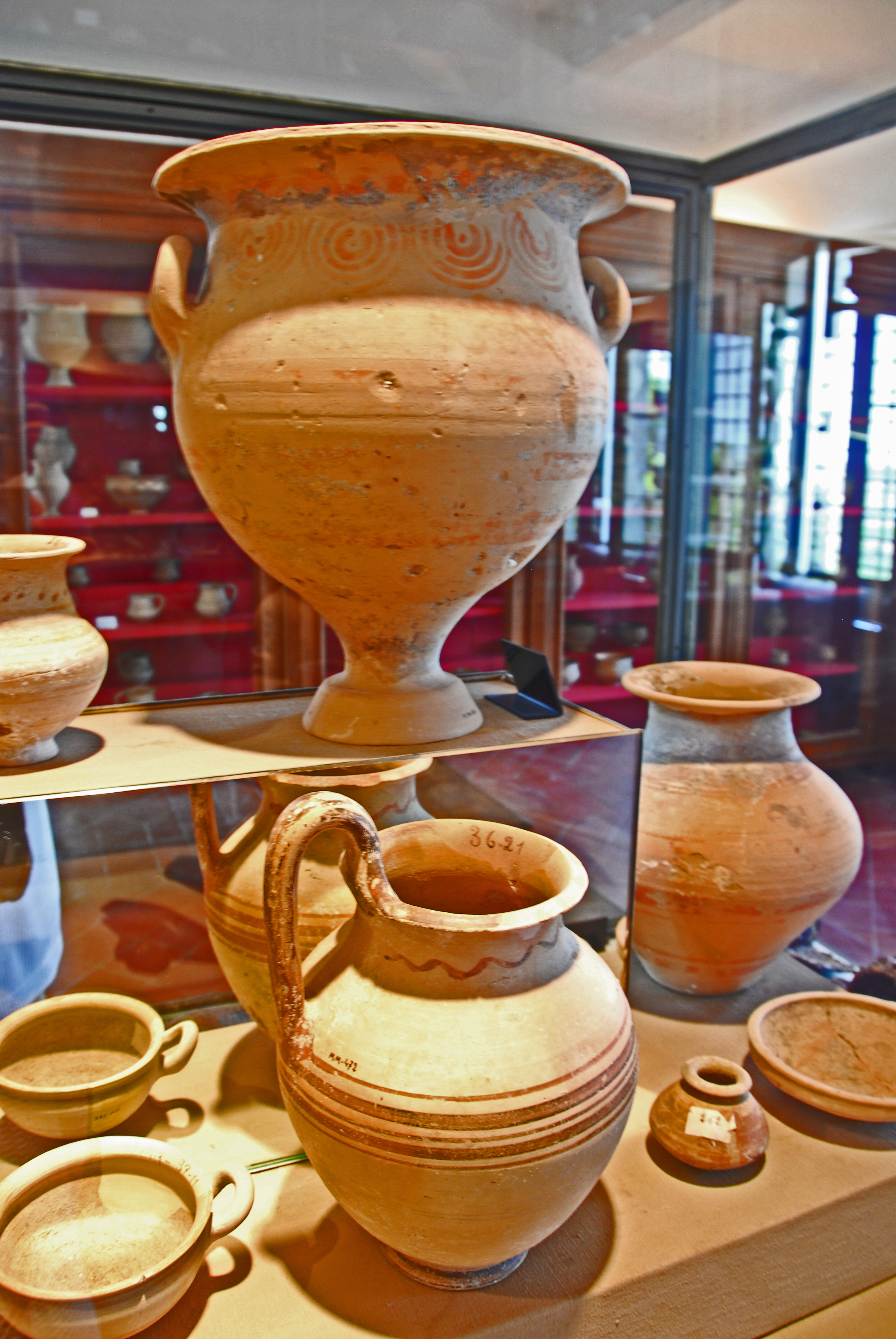
Museum, Keramiken

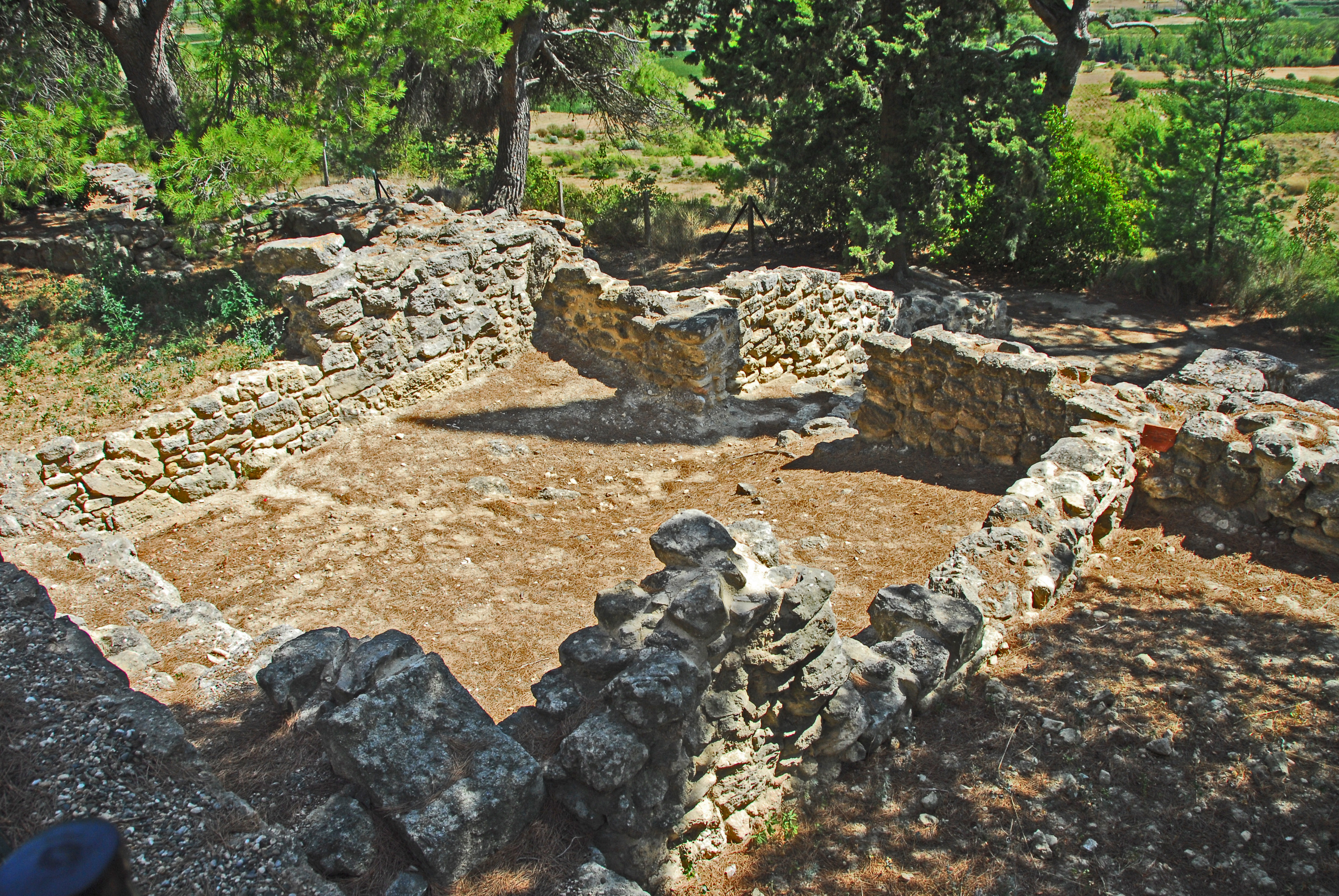
Südflanke, Behausungen

### Museum
(H)
Im Museum werden die Grabungsbefunde aufbewahrt. Davon können die archäologisch außergewöhnlichen Stücke besichtigt werden.
Die Präsentation entspricht nicht mehr den aktuellen museographischen Normen (museale Inszenierungskunst), wird derzeit  neu organisiert.
Der Sigal-Saal im Erdgeschoss ist dem zwischen dem 6. Jahrhundert v. Chr. und dem 1. Jahrhundert n. Chr. unserer Zeitrechnung in der Region herrschenden Alltag und Handel gewidmet.
Im ersten Obergeschoss betritt man das „Reich der Toten“. Im Mouret-Saal ist eine der schönsten Sammlungen attischer Vasen Südfrankreichs typographisch geordnet ausgestellt. Im Jannoray-Saal können verschiedene vollständige Grabausstattungen besichtigt werden, darunter das Grab 163 der Nekropole von Ensérune.

Galerie Museum
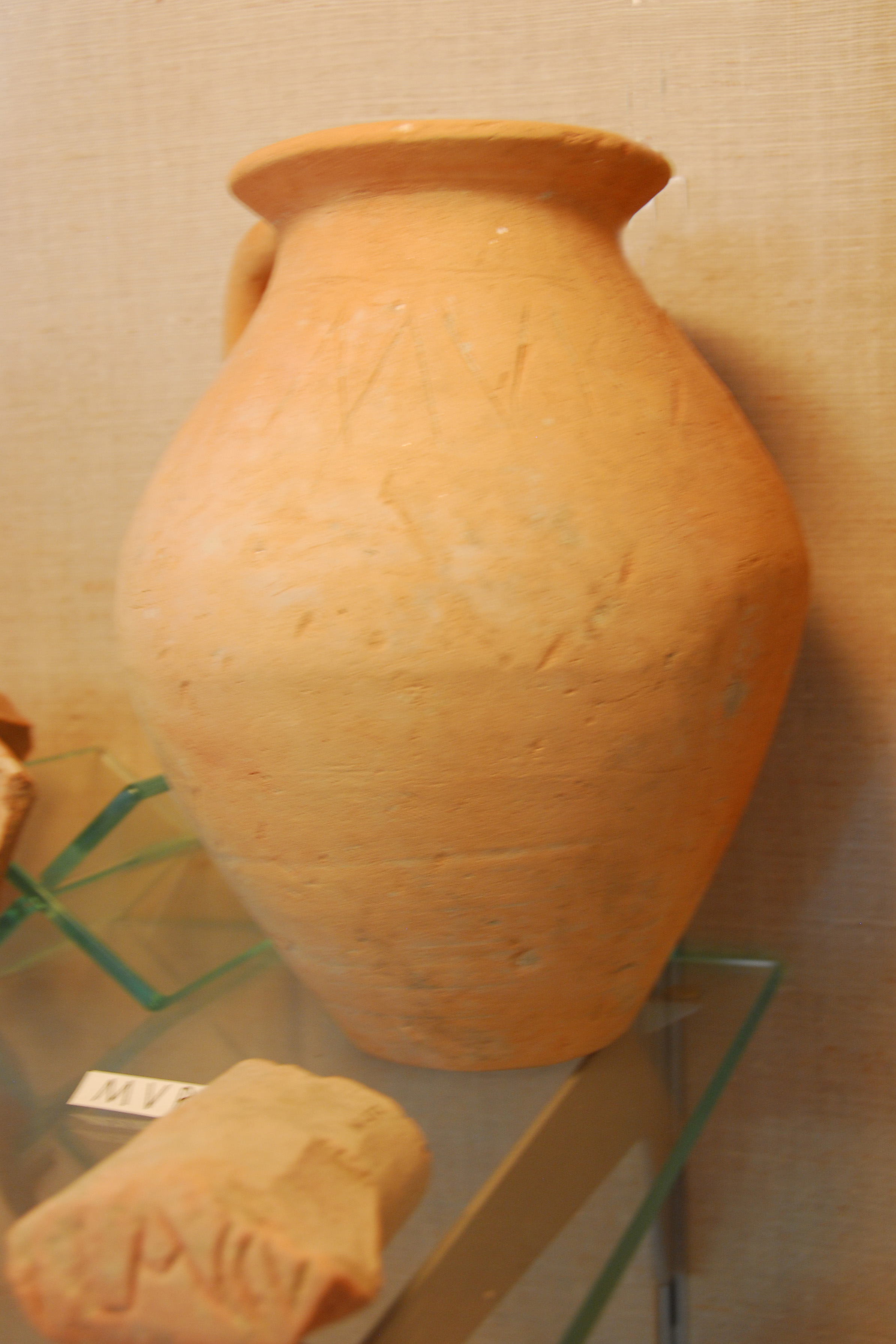
Großer Krug
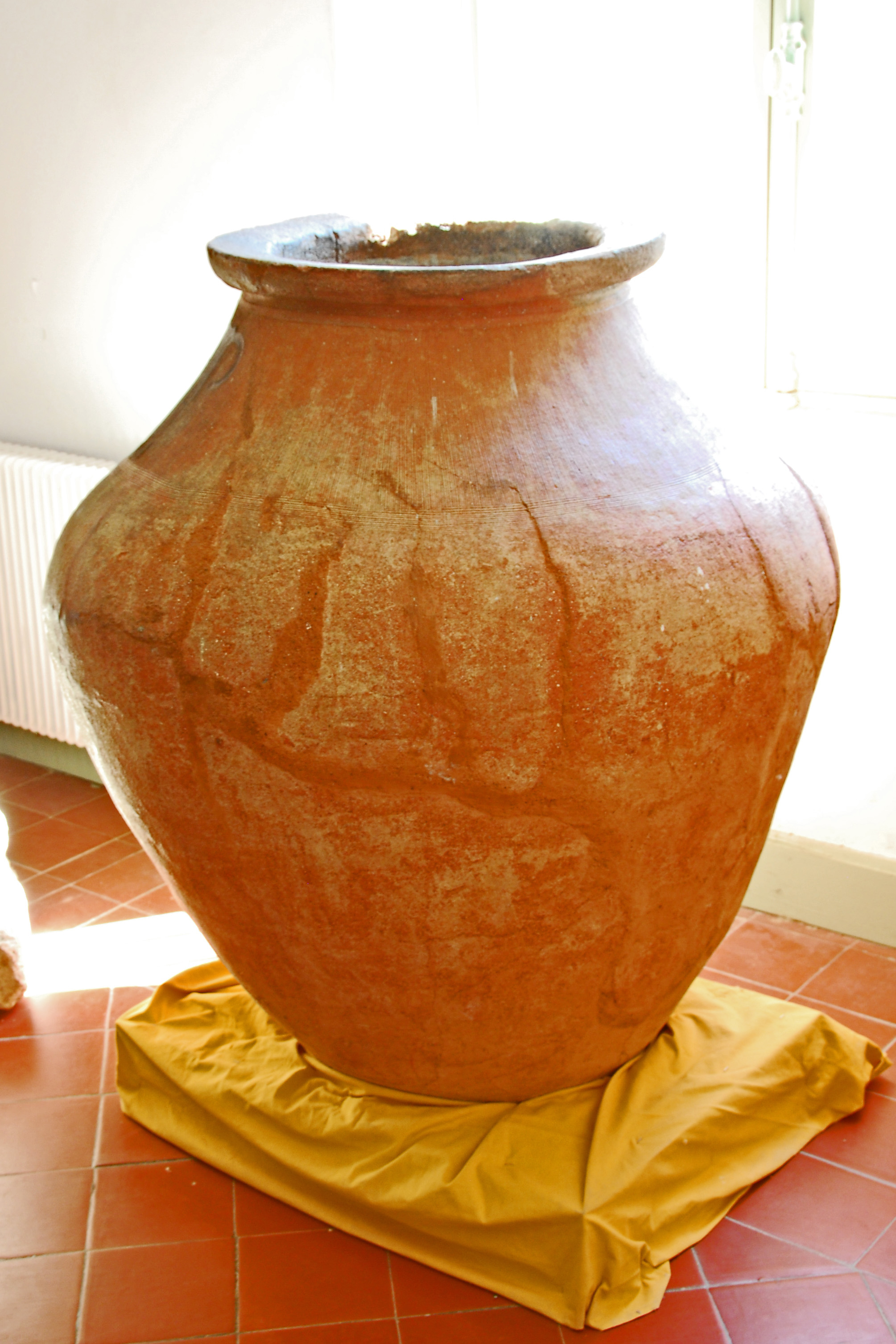
Attische Vase
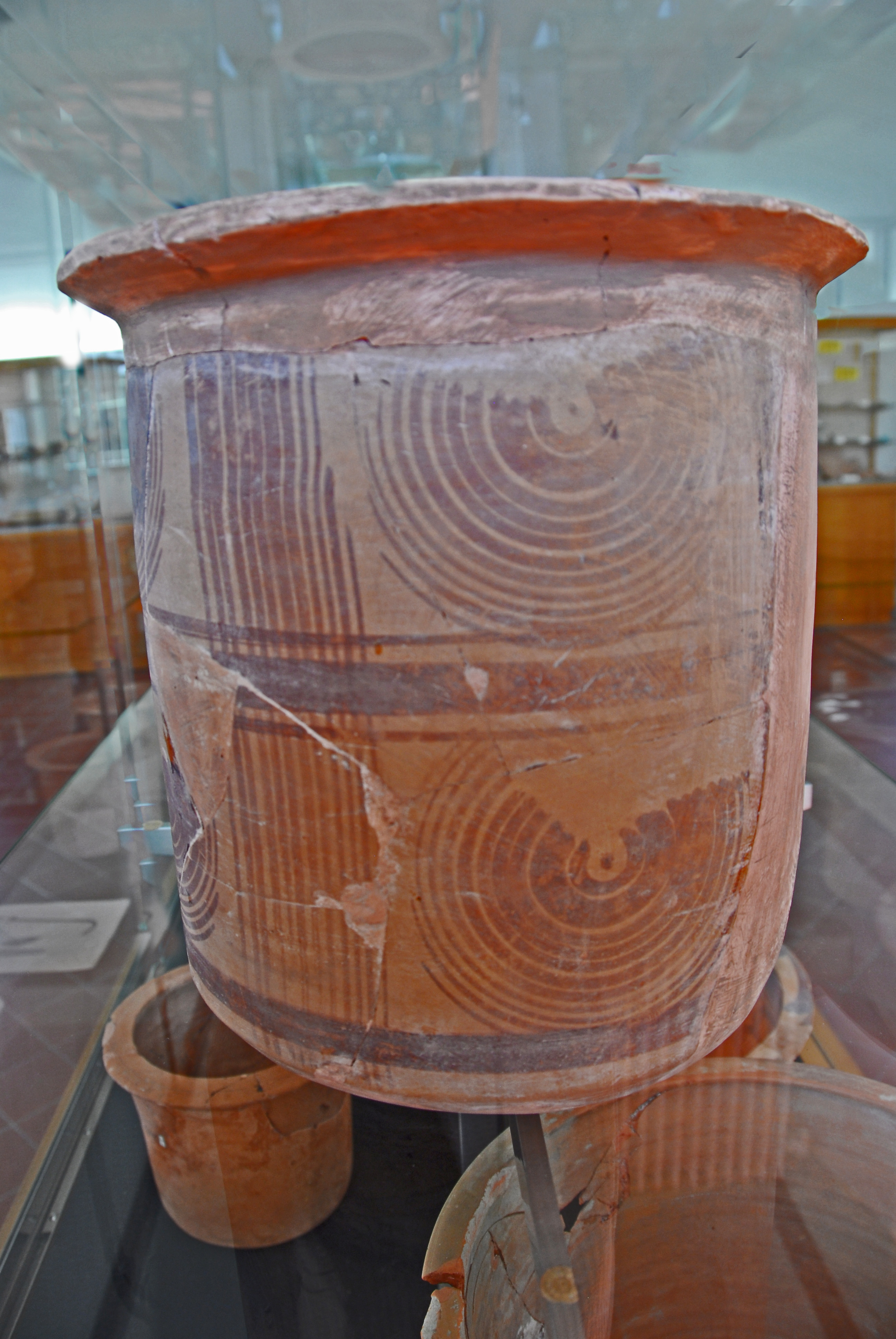
Zylindrisches Gefäß
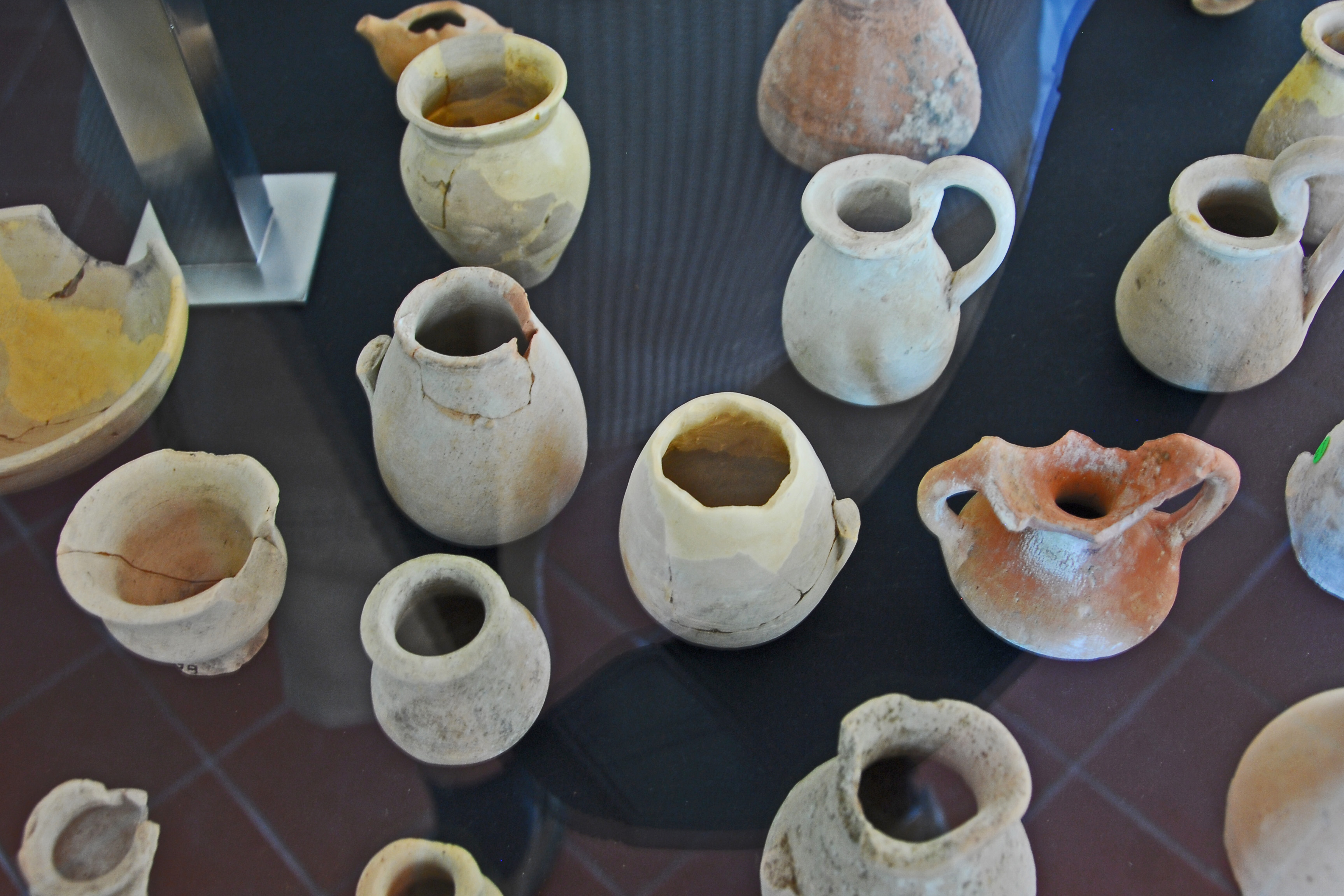
Kleine Krüge
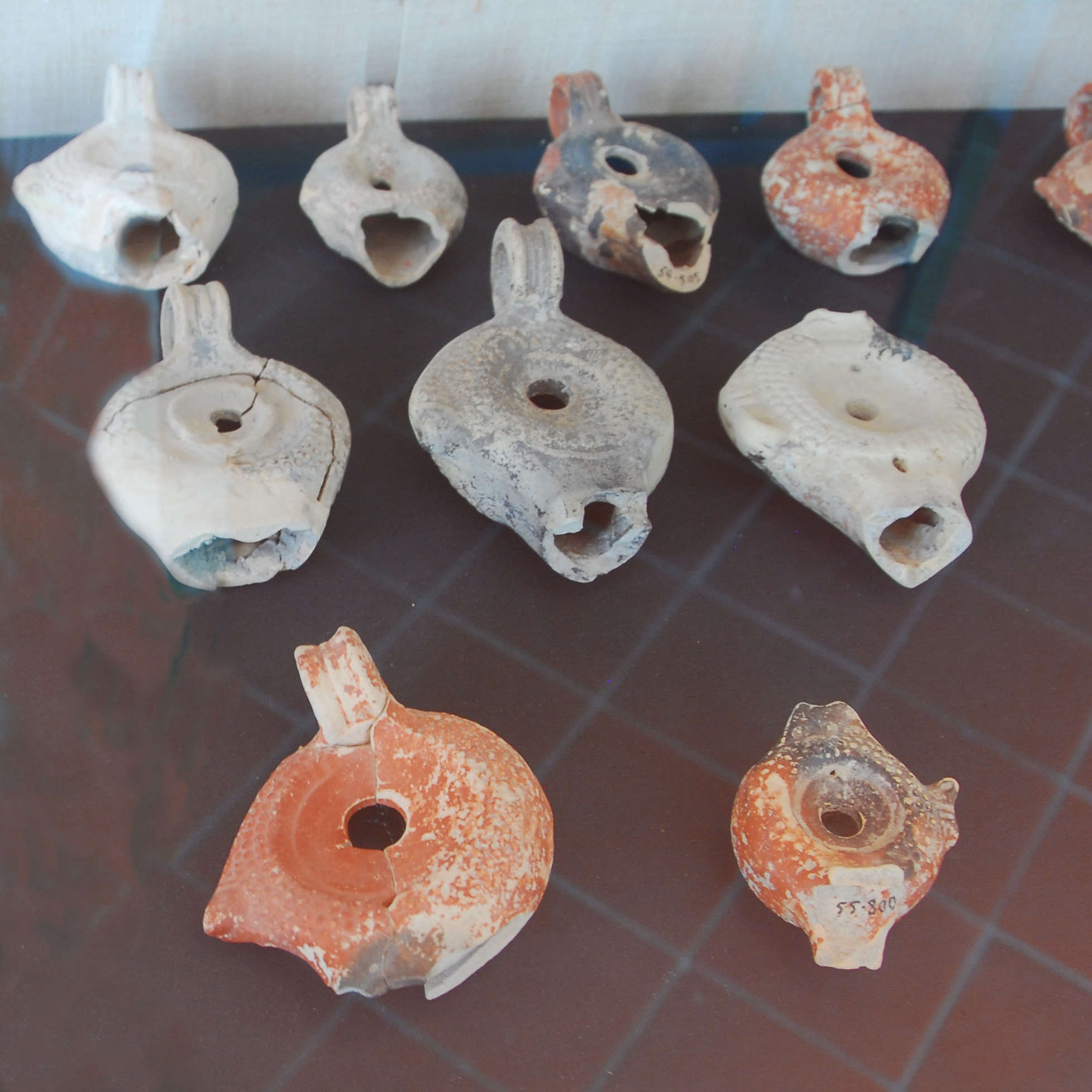
Öllämpchen
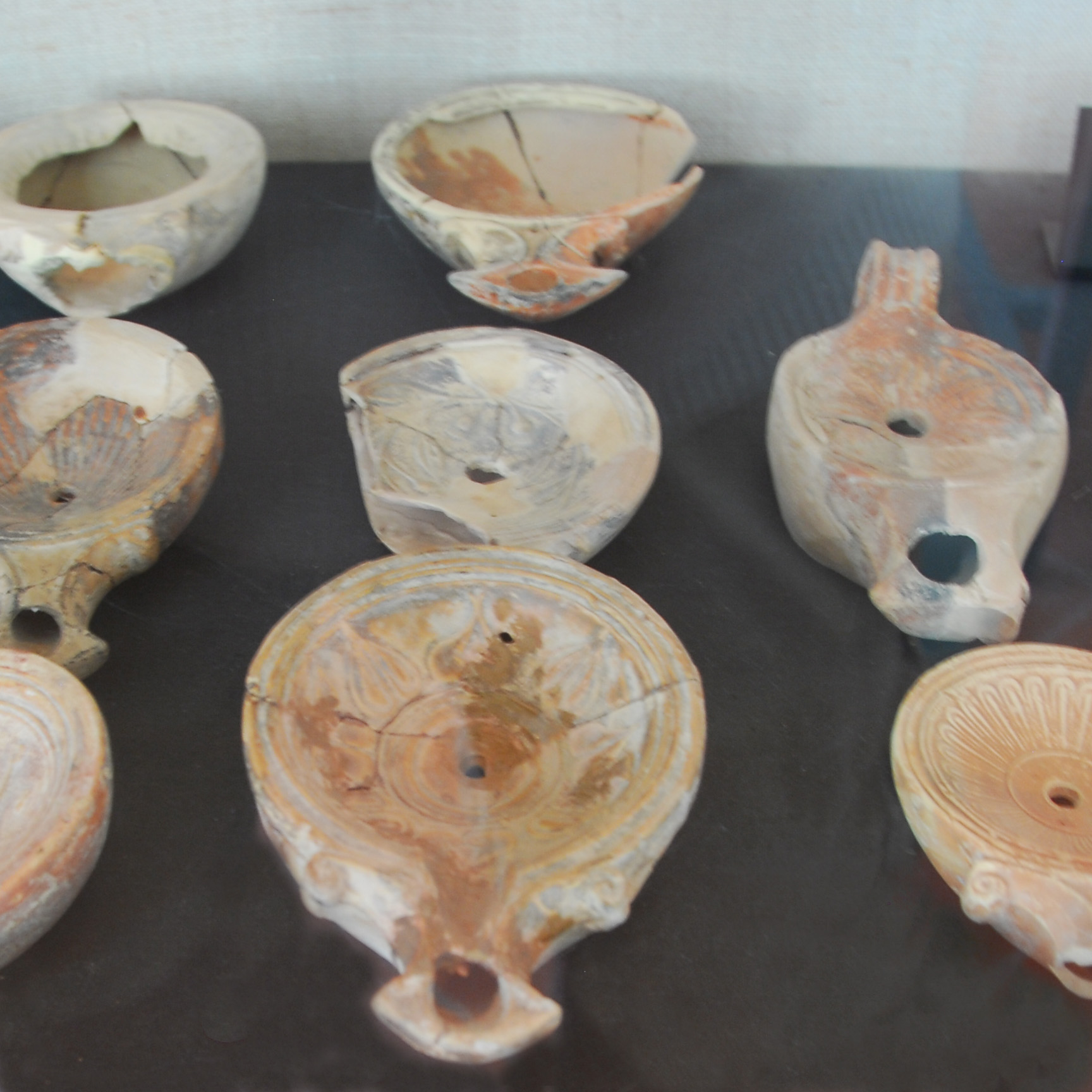
Öllämpchen
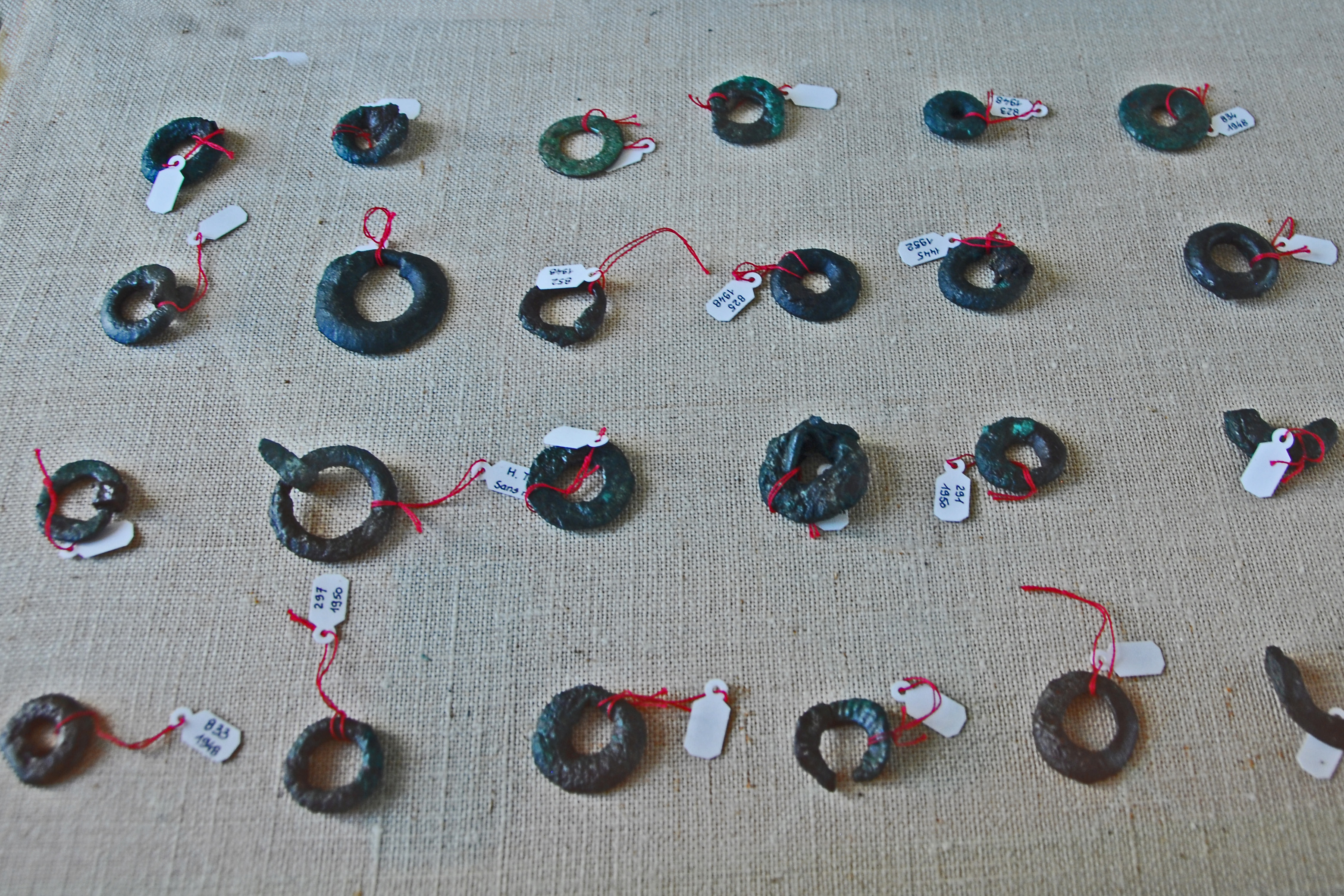
Ringe aus Metall
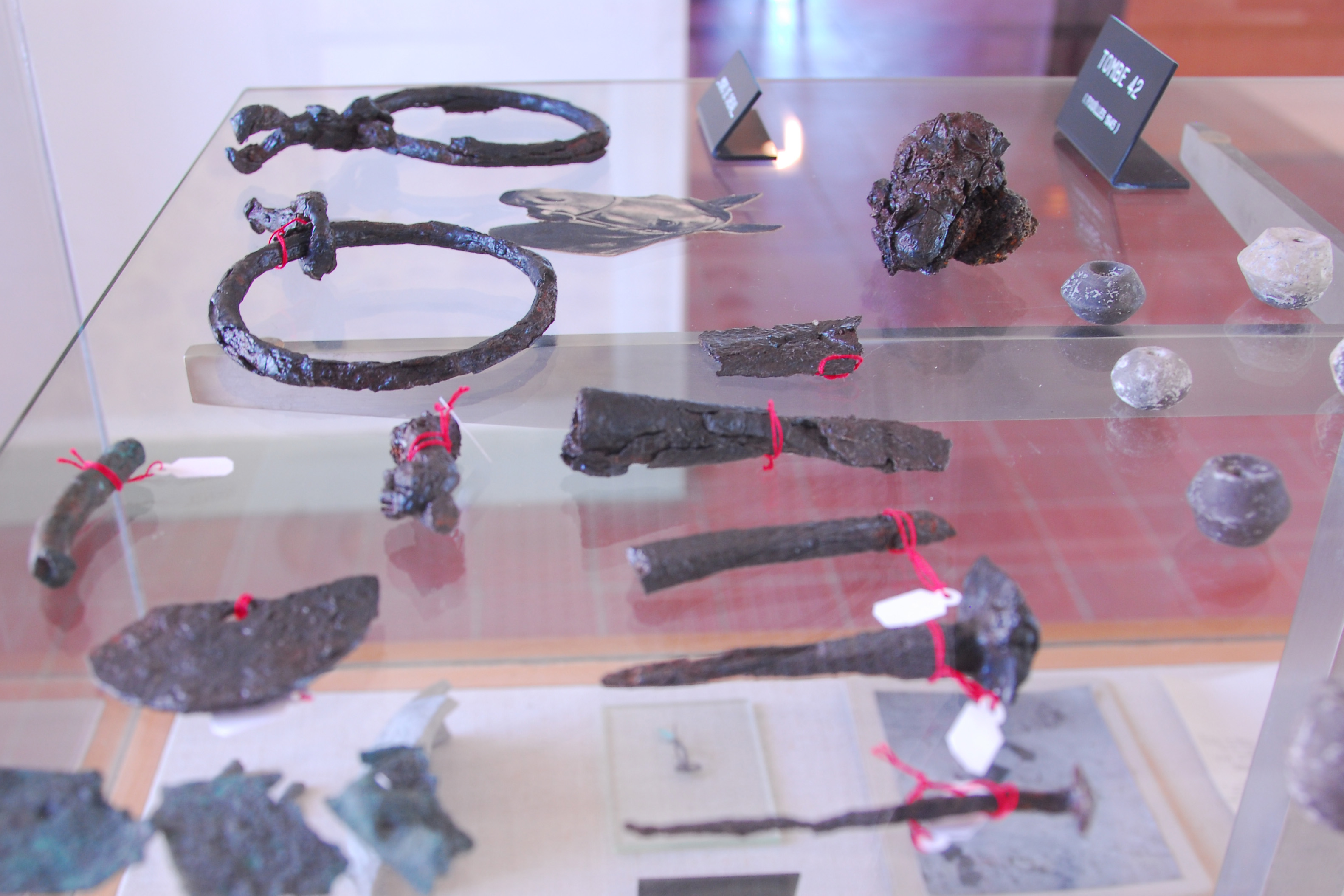
Gebrauchs- gegenstände aus Metall

Schwarz- und rotfigurige attische Vasen von Ensérune

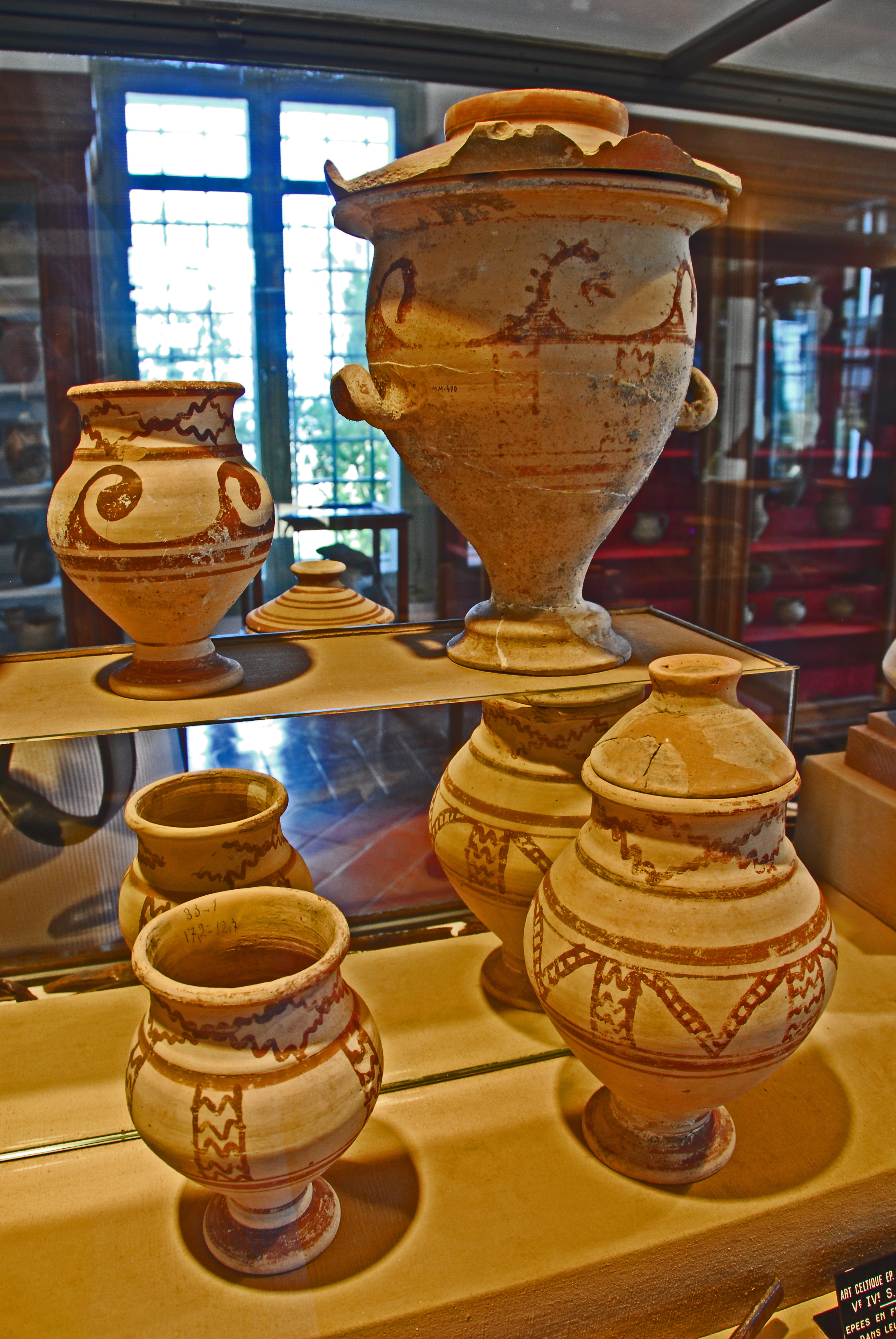
Museum, Attische Keramiken

Die zahlreichen attischen Vasen aus Ensérune stammen in großen Teilen aus der von Felix Mouret zu Beginn des 20. Jahrhunderts freigelegten Nekropole und den von L. Sigal zwischen 1929 und 1940 ausgegrabenen Wohnstätten.
Die sogenannte schwarzfigurige Technik, die sich in Athen um 600 v. Chr. durchsetzte, breitete sich rasch auf Sizilien, Etrurien und Großgriechenland aus und existierte nach der Einführung der rotfigurigen Malerei um 530 v. Chr. einige Zeit neben dieser neuen Technik weiter und das zuweilen auf ein und derselben Keramik. Dann setzten sich jedoch die rotfigurigen Vasen durch und wurden bis Ende des 4. Jahrhunderts v. Chr. in großen Mengen in das gesamte Mittelmeergebiet, insbesondere in das Languedoc und nach Katalonien exportiert.
Nicht der Brennvorgang unterscheidet die beiden Techniken, sondern die unterschiedliche Oberflächenbehandlung. Im ersten Fall wurden die schwarzen Figuren auf rotem Grund gemalt, wobei die Motive nach dem Brand durch Ritze, sowie weiße und rote Nachbesserungen vervollständigt wurden. Im zweiten Fall malte man die in der schwarzen Glasur ausgesparten Figuren rot aus. Die Details wurden anstelle mit einem Griffel mit einem Pinsel hinzugefügt und die Dekorationen aufwendiger gestaltet. Als Motive dienten Figuren aus der Mythologie, wie etwa Amazonen- und Hoplitenkämpfe, Athene, Eros oder Dionysus, aus dem Alltag, wie Musiker, Faustkämpfer, Tänzer und andere, und aus der Tierwelt (Hund, Katze, Fisch und andere) oder auch Gegenstände, wie Keule, Fackel, Cymbalum und andere. Die Keramiken existieren in zahlreichen Formen, wie Kantharoi, Schalen, Krater, Oinochoen oder Fischplatten. Die nach Malereistil oder Werkstatt, (Kalliope, London, Iena, Meidias-Maler, und andere) geordnete Sammlung stellt eine bedeutende Dokumentationsquelle dar.

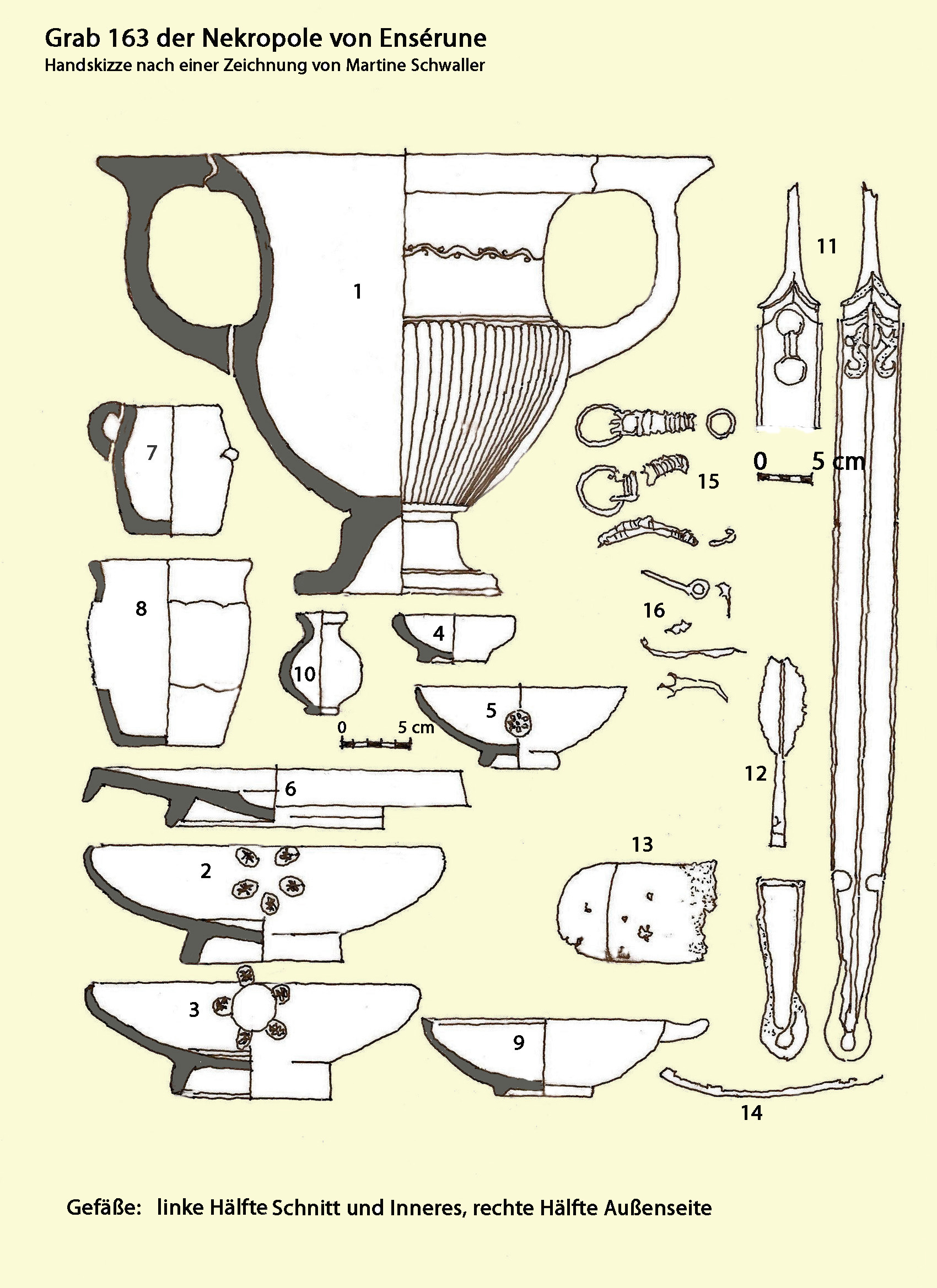
Das Grab 163 der Nekropole von Ensérune

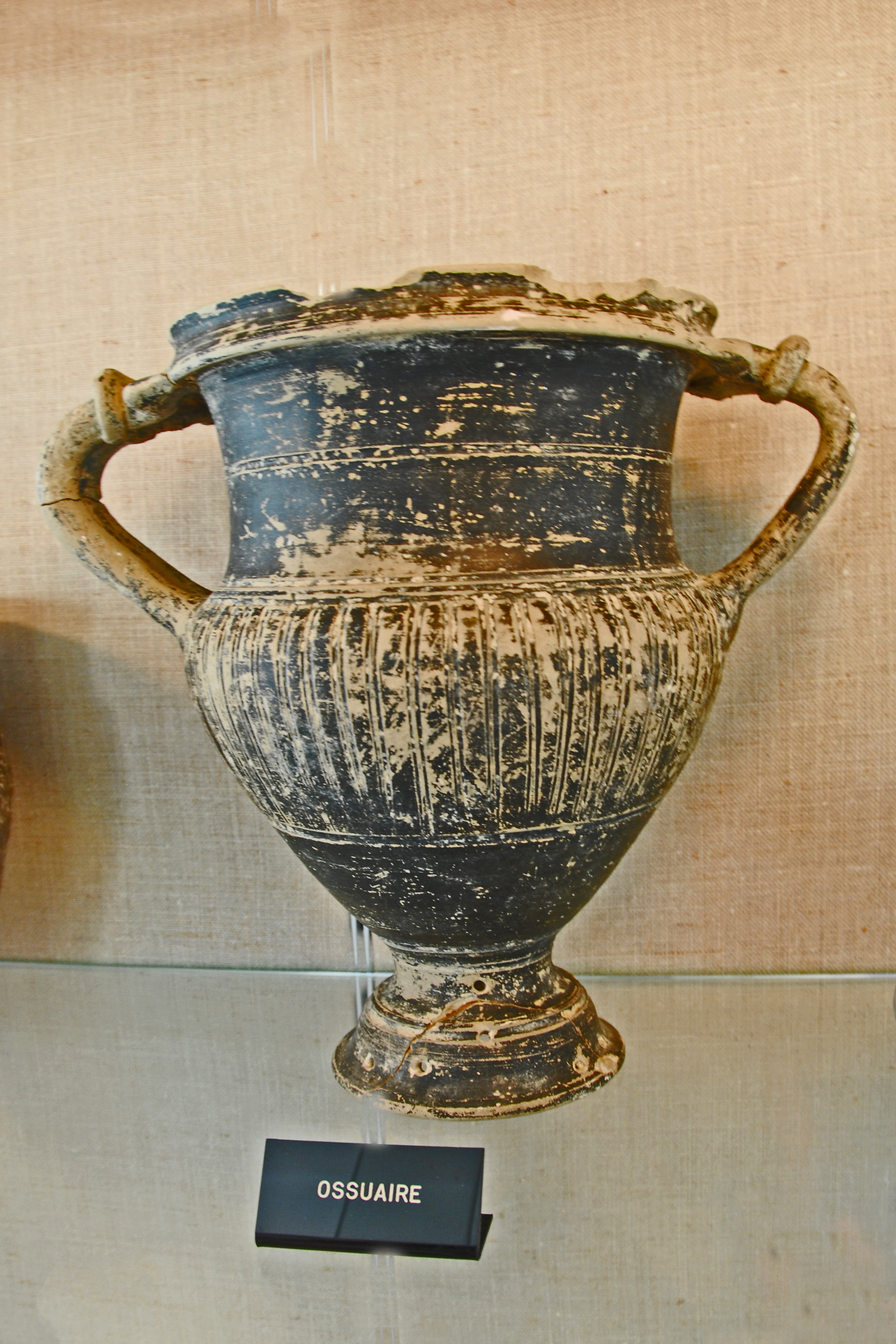
Museum, Ossarium

Zahlen siehe Abbildung in der Handskizze.
Der schwarz glasierte Krater (1) ist ein Ossarium, das aus einer Werkstatt in Rosas (Katalonien) stammt. Gleicher Herkunft sind die drei großen Schalen mit nach innen gewölbten Rändern (nur 2 und 3 sind hier abgebildet), das Schälchen (5) ist ebenso schwarz glasiert. Zu den Grabbeigaben, die auf das erste Viertel des 3. Jahrhunderts v. Chr. datiert worden sind, zählen auch eine attische Fischplatte (6), zwei handgefertigte Vasen (7 und 8) sowie ein Balsamarium (10). Besonders reich bestückt war die Waffenausrüstung, ein Schwert mit Mittelrippe und rautenförmiger Angel, dessen Scheide mit leierförmigen Korallen-Inkrustationen verziert ist (11), eine kleine Speerspitze mit verzierter Tülle (12), ein Schildbuckel mit abgerundeten Flügeln (13) und ein schmaler innerer Schildrand (14). Darüber hinaus wurde eine bronzene Gürtelkette mit verziertem Verbindungsglied zwischen Ring und Kette (15) und vier Überreste von Fibeln (16) freigelegt.
Die relativ große Menge an Waffen aus dem 3. Jahrhundert v. Chr. in 30 Prozent der Gräber, die in der Nekropole freigelegt wurde, mag angesichts der eher seltenen Waffenfunde an anderen Ausgrabungsorten verwundern.
Beginn und Ende des 3. Jahrhunderts v. Chr. sind jedoch weitaus stärker vertreten als die zentrale Phase desselben Jahrhunderts, was für das Oppidum d'Ensérune in geringerem Umfang zutrifft als für die sonstige keltische Welt. Dieser kleine Unterschied ist zweifelsohne weniger auf einen stärkeren militärischen Druck als vielmehr auf die Bestattungsbräuche und das gesellschaftliche Ansehen der Krieger im westlichen Languedoc zurückzuführen.
(Beschreibung Martine Schwaller, Denkmalkonservatorin)

## Bildergalerie

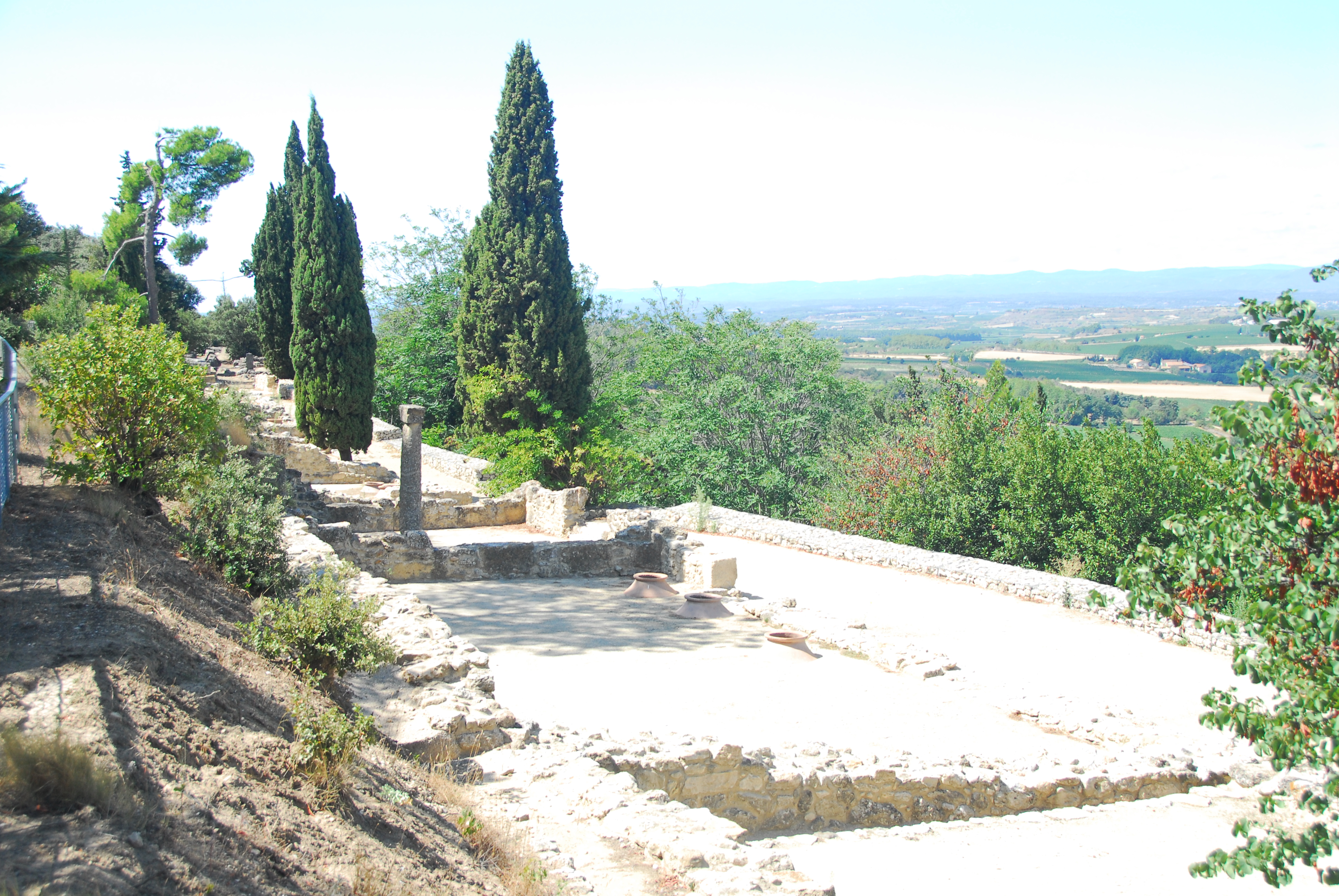
Nordflanke, Siedlung mit Straße, nach NW
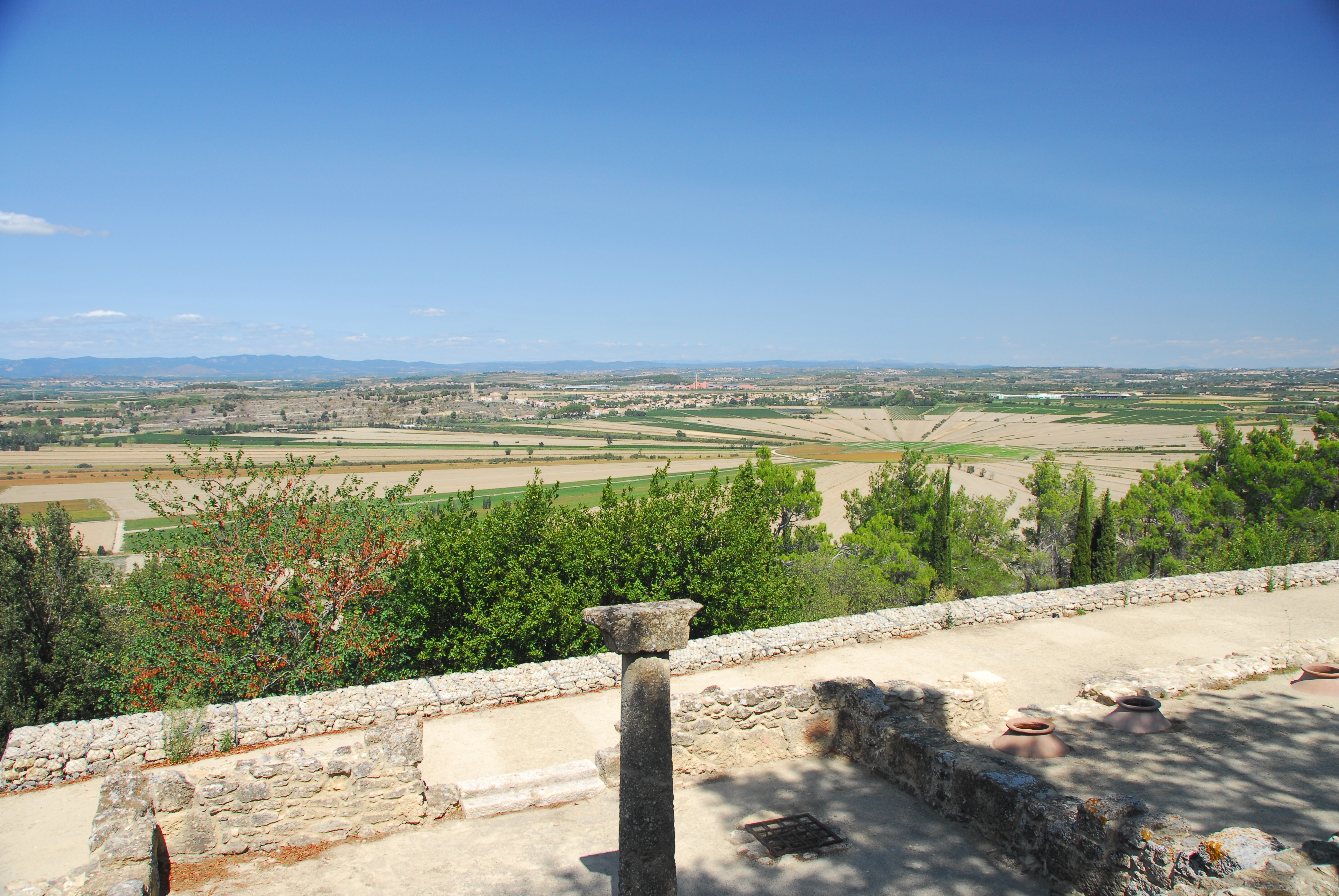
Nordflanke, Siedlung mit Straße und Etang de Montady
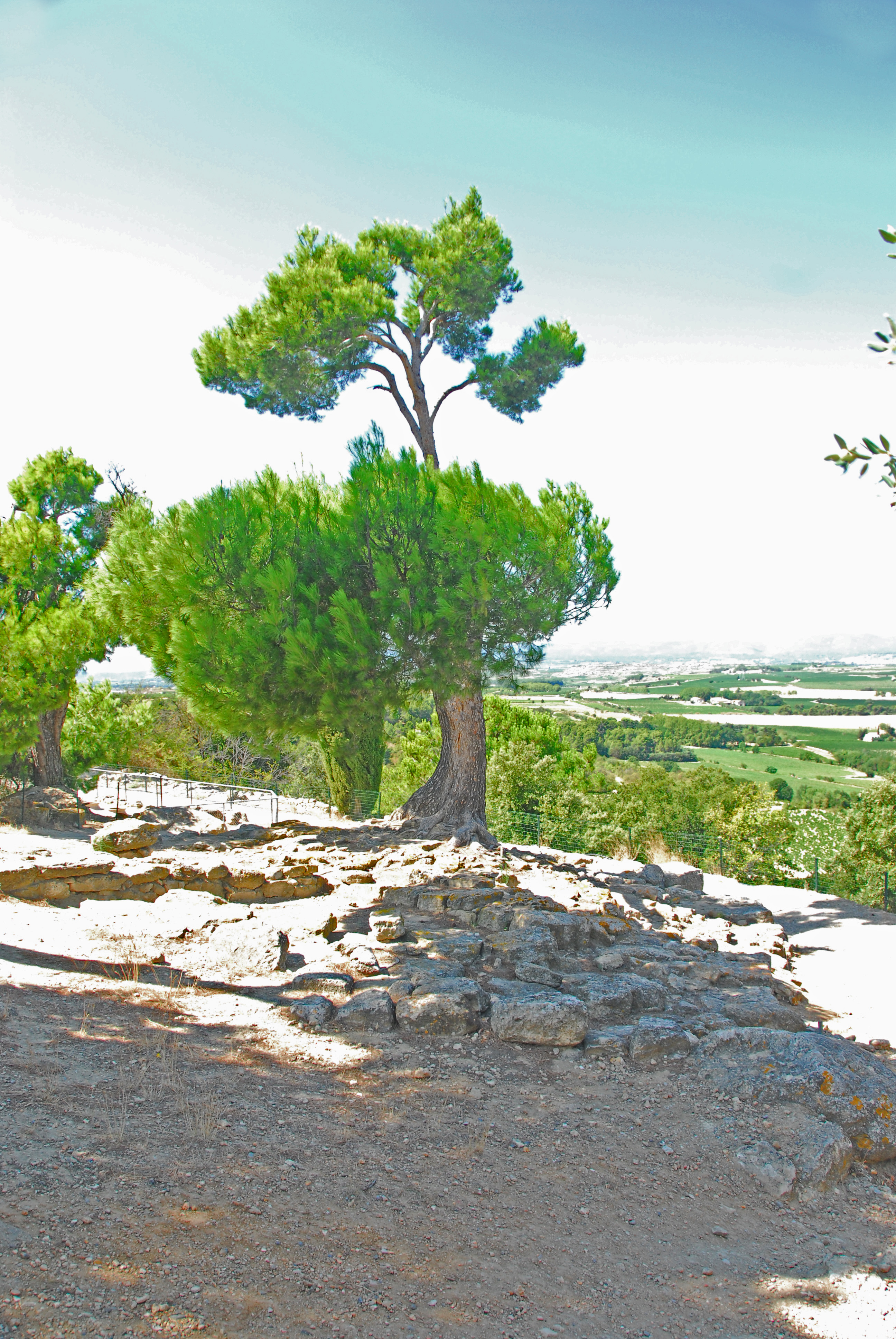
Nordflanke, westl. Abschnitt, nach W
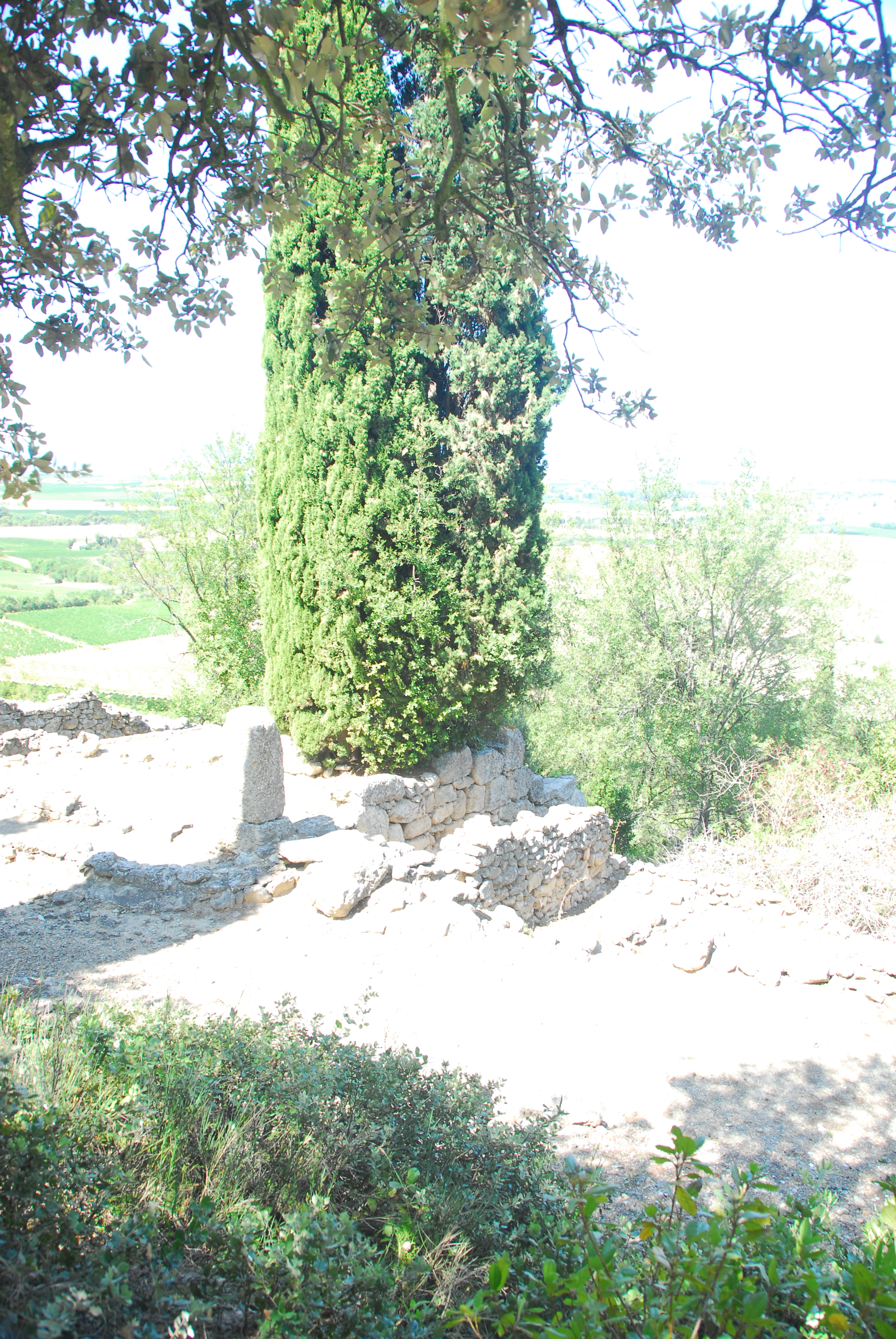
Nordflanke, Poterne
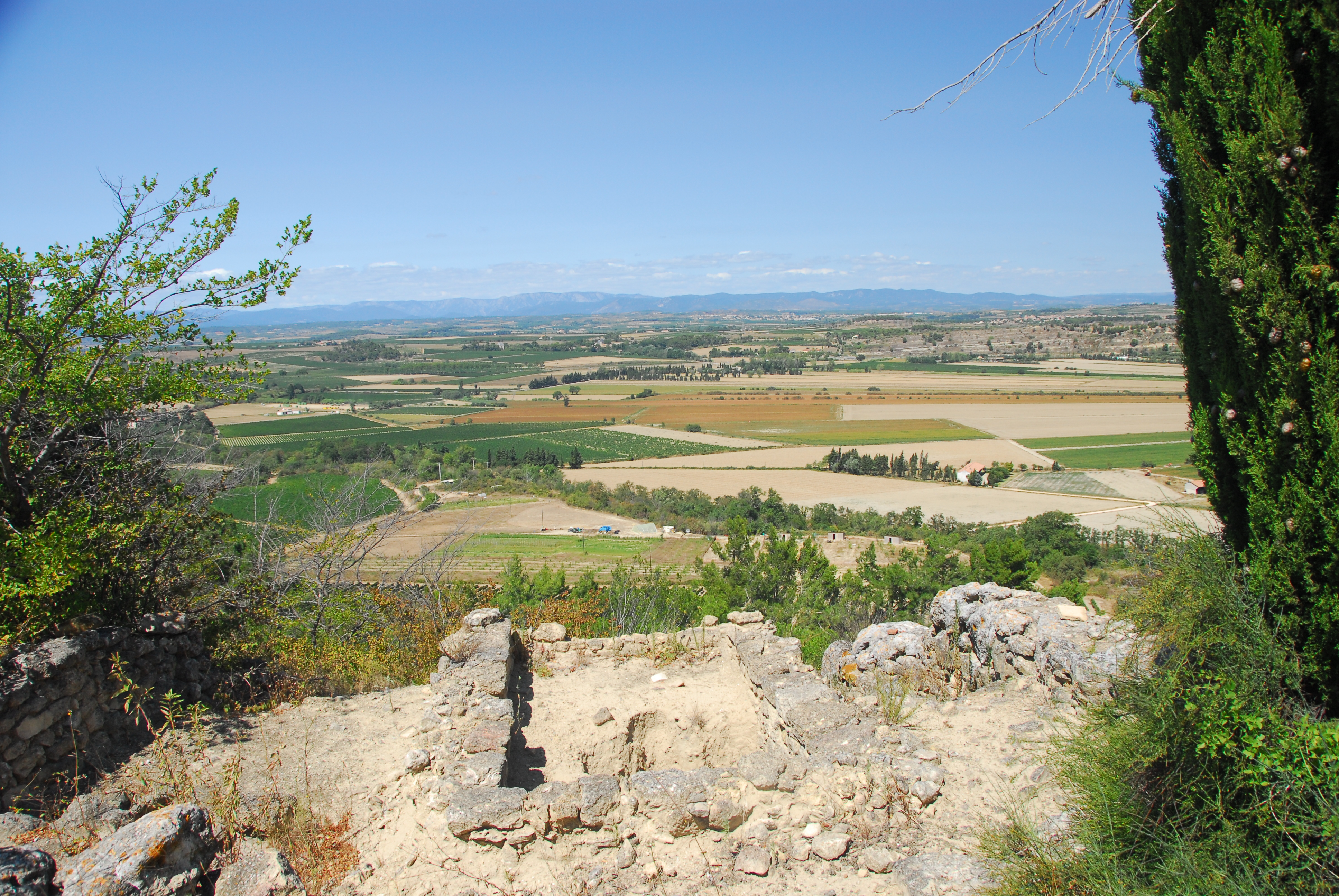
Nordflanke, mittlerer Abschnitt nach N
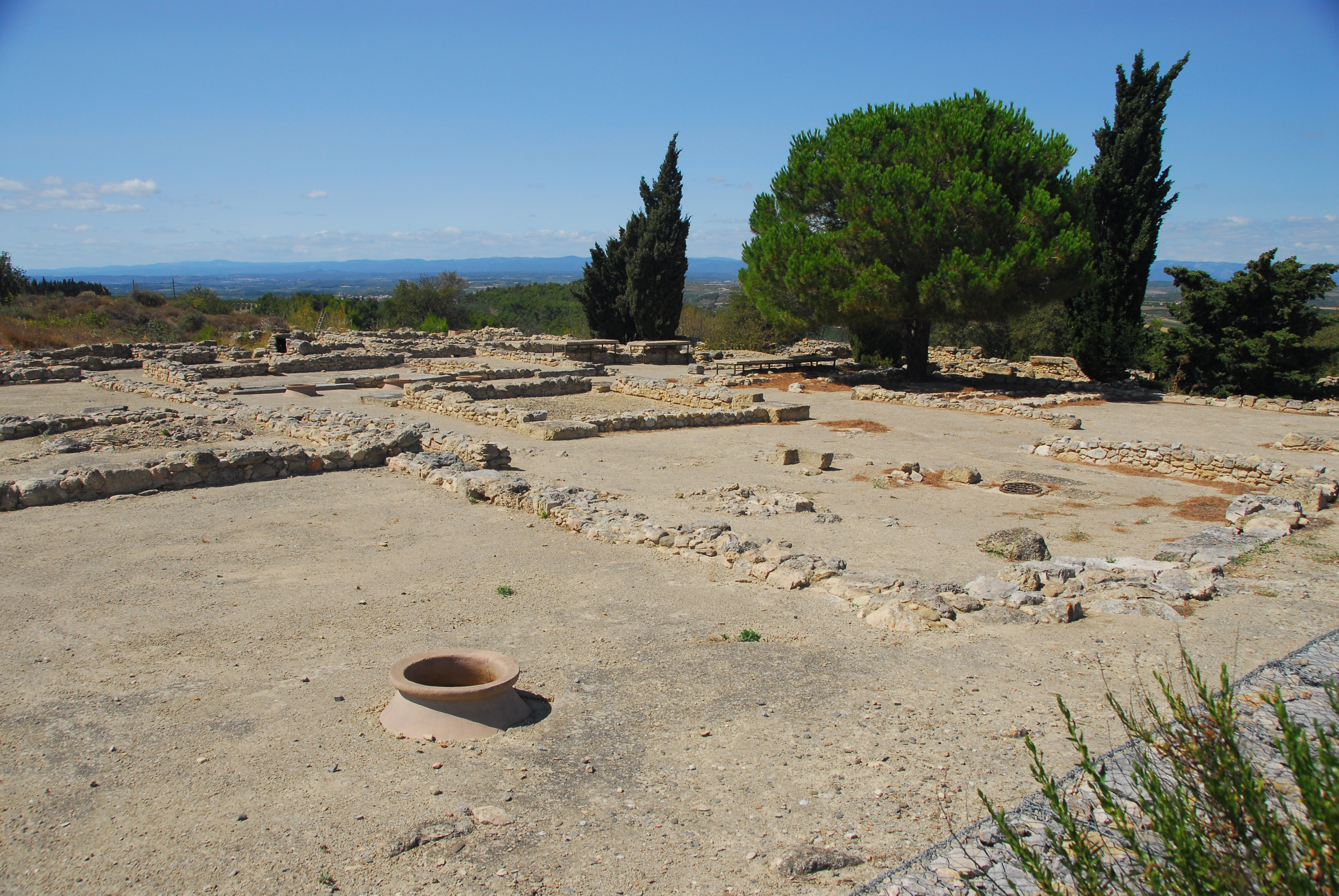
Westviertel, Wohnstätten
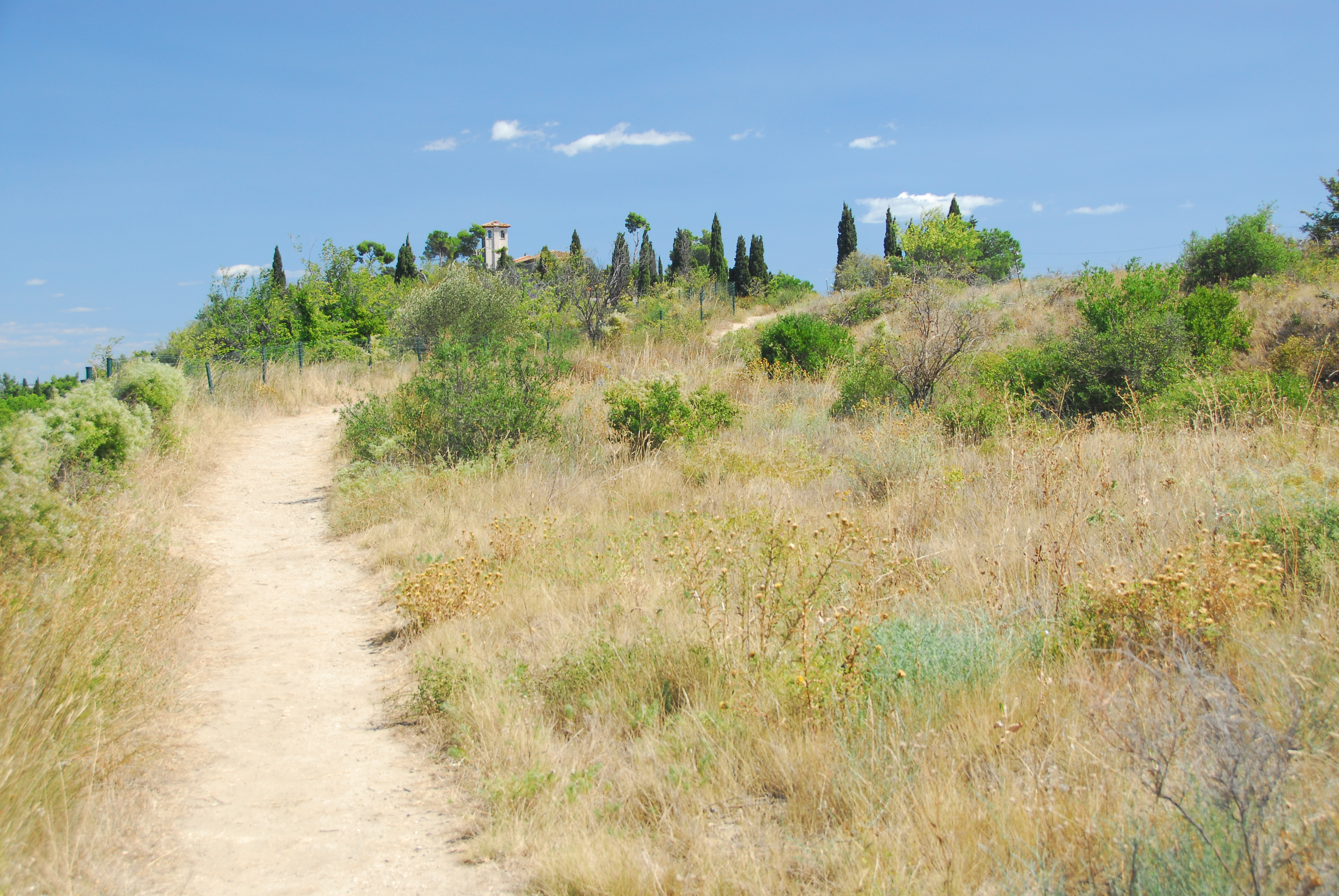
Rückweg hinter dem Museum, nach O
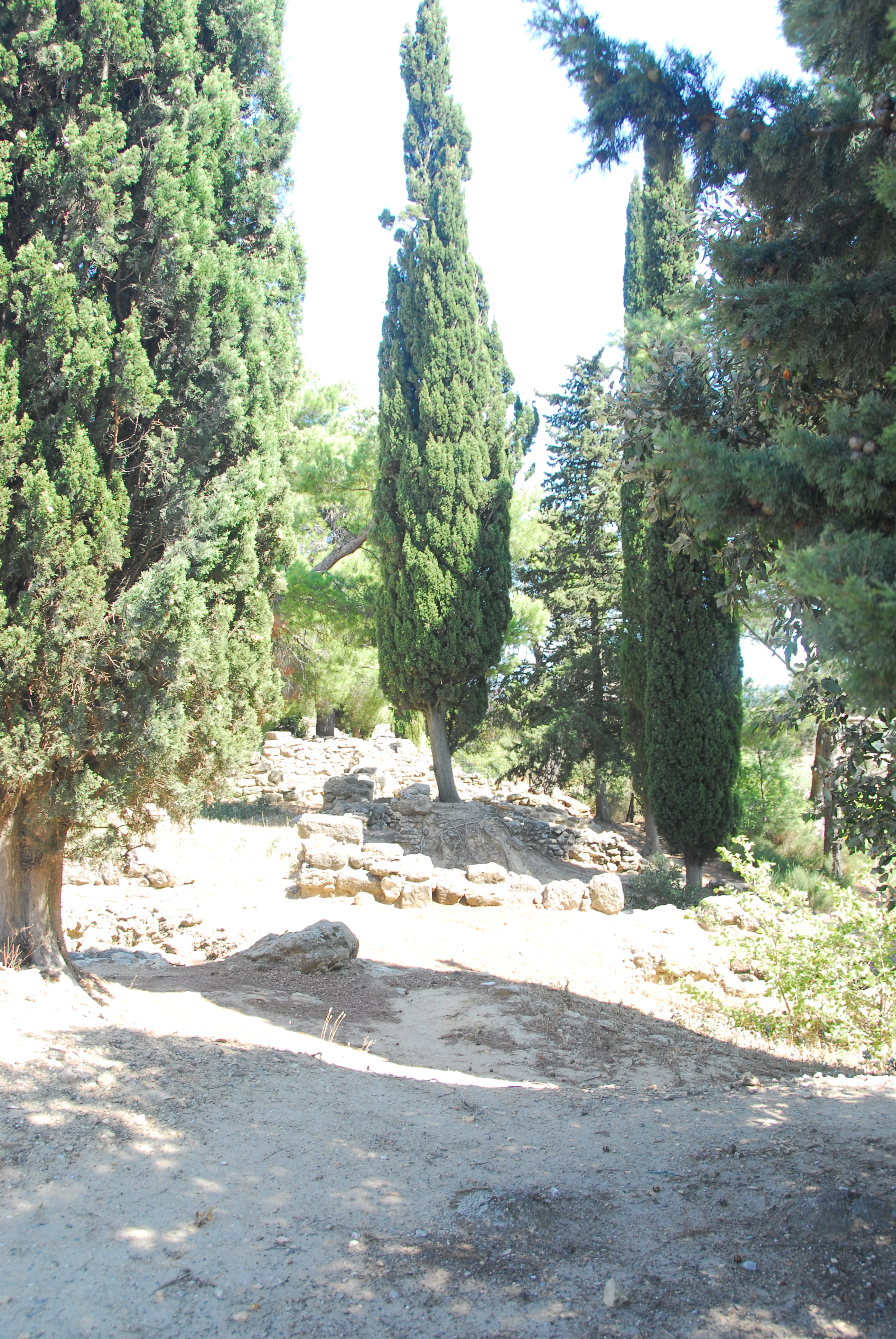
Südflanke, Mitte, Behausungen
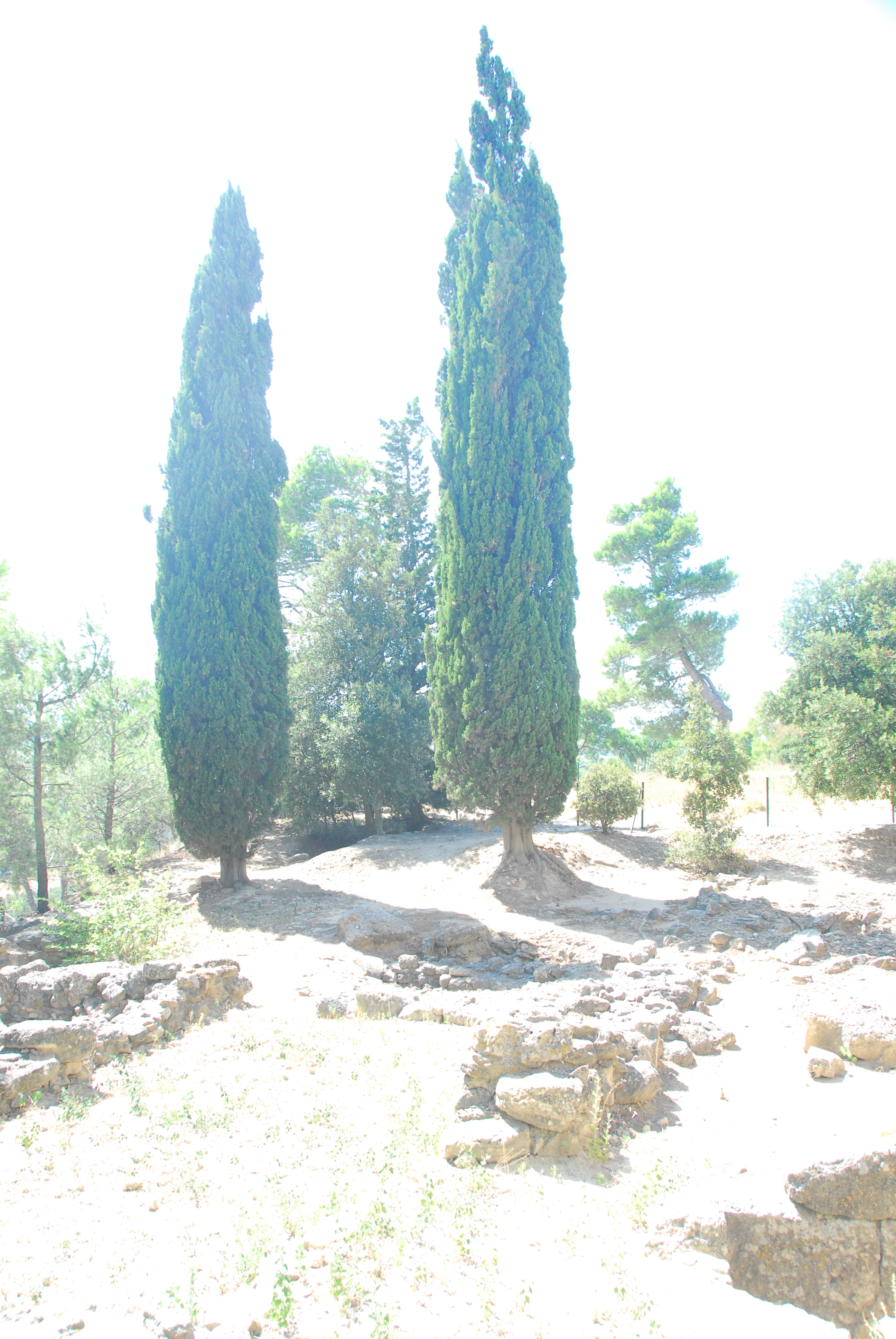
Südflanke, Behausungen
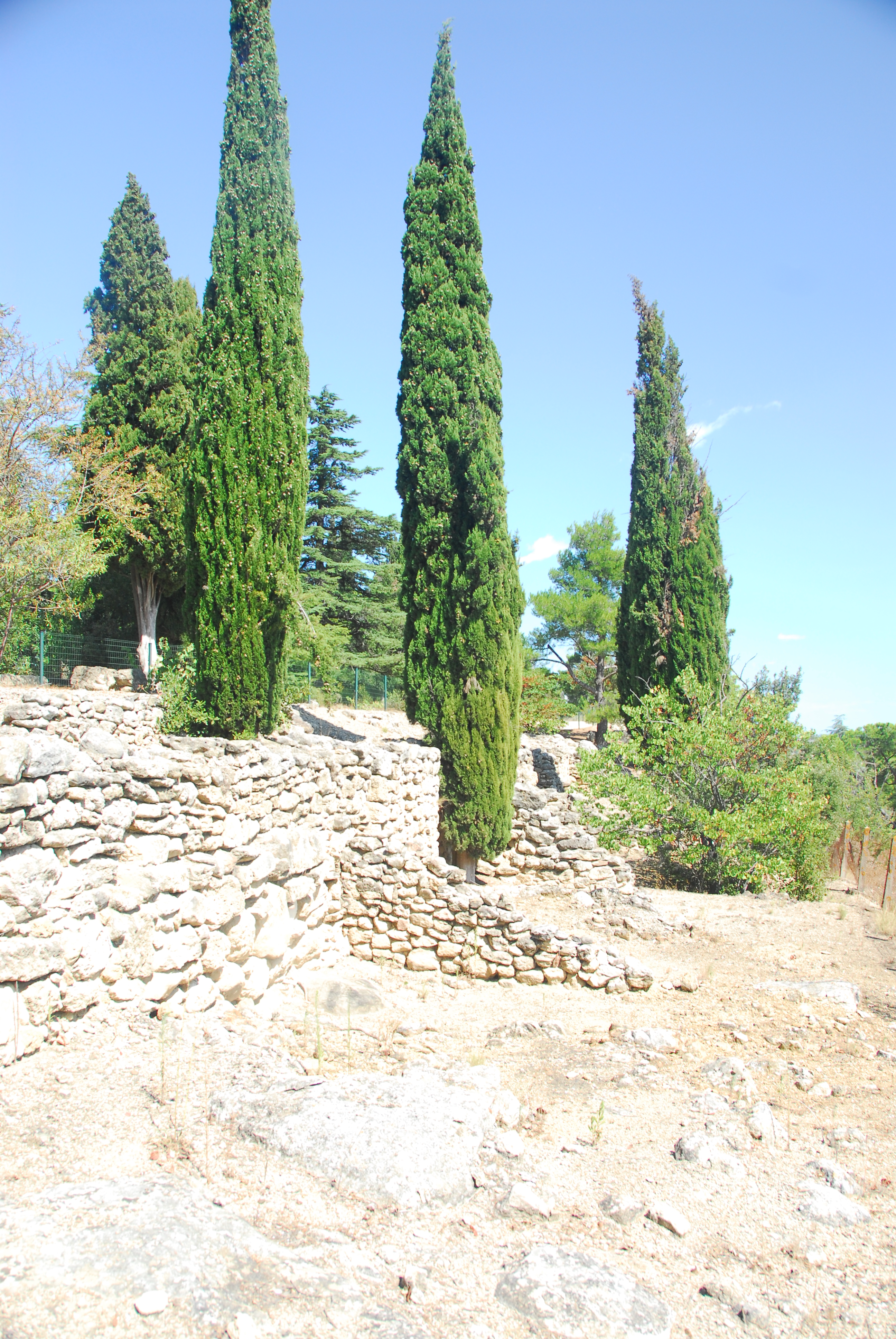
Südflanke, Behausungen
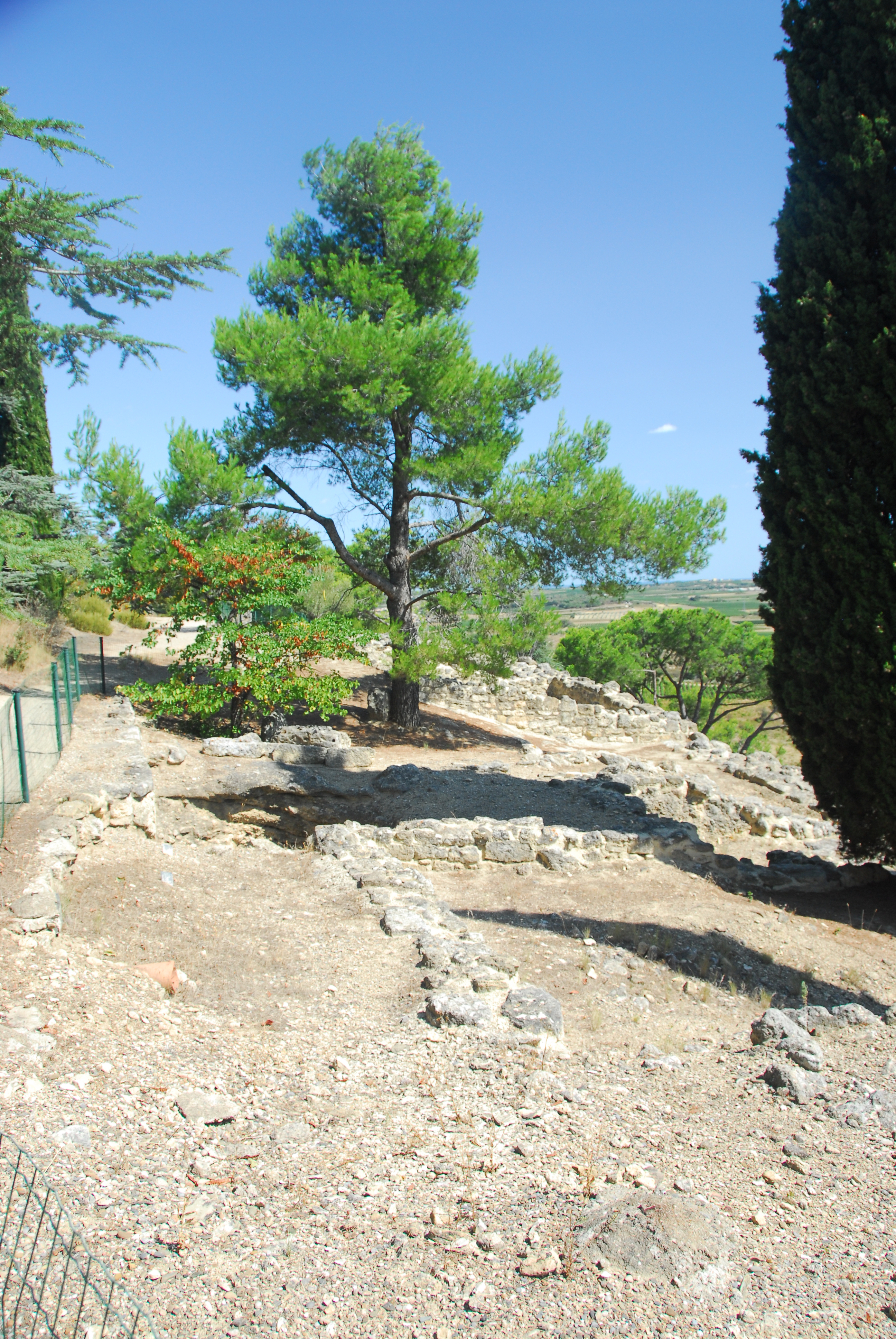
Südflanke, nach O, Behausungen